# Biserica de lemn din Rotărești

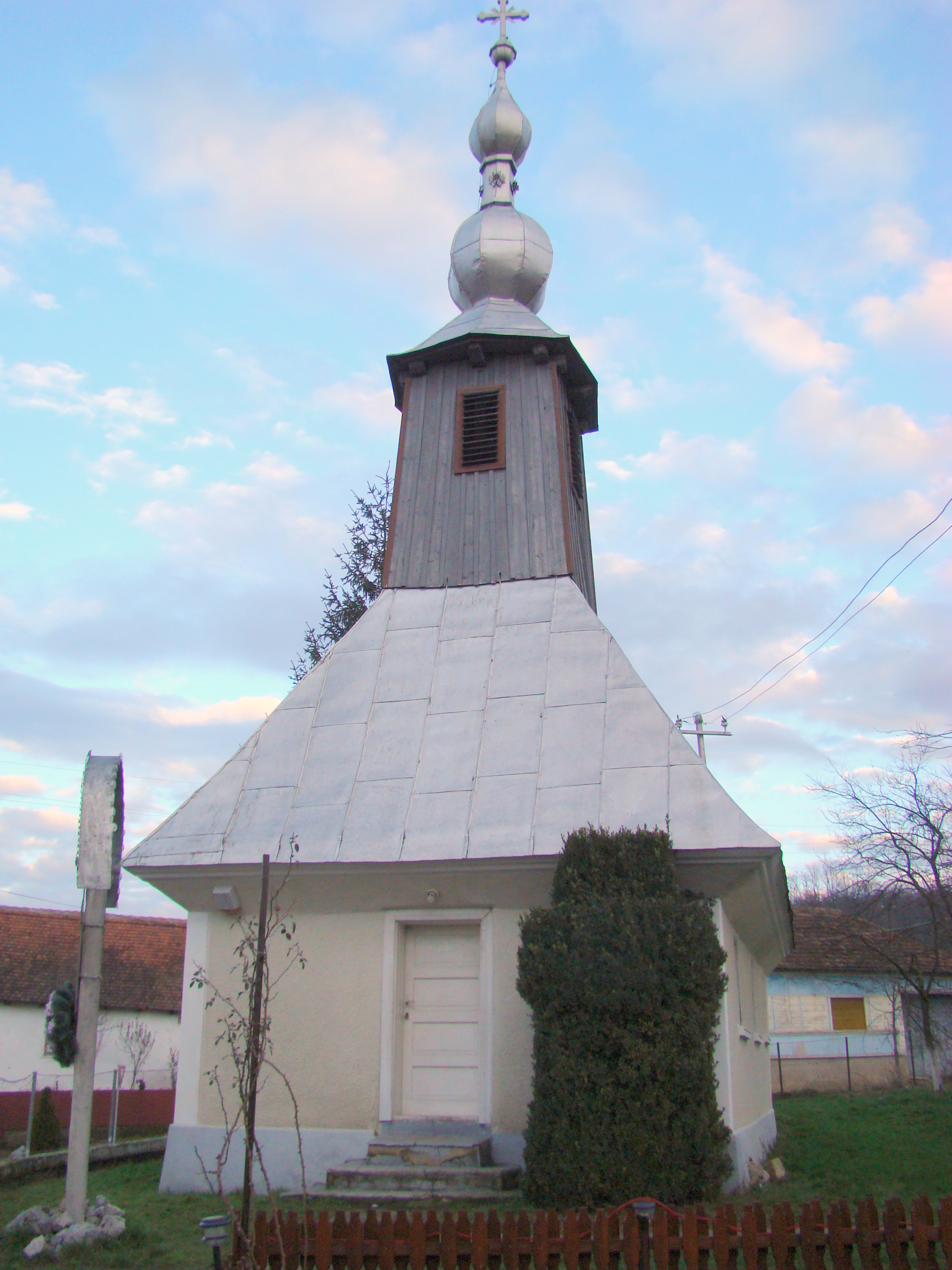
Biserica de lemn „Sfântul Nicolae” din Rotărești, comuna Sâmbăta, județul Bihor, foto: ianuarie 2010.

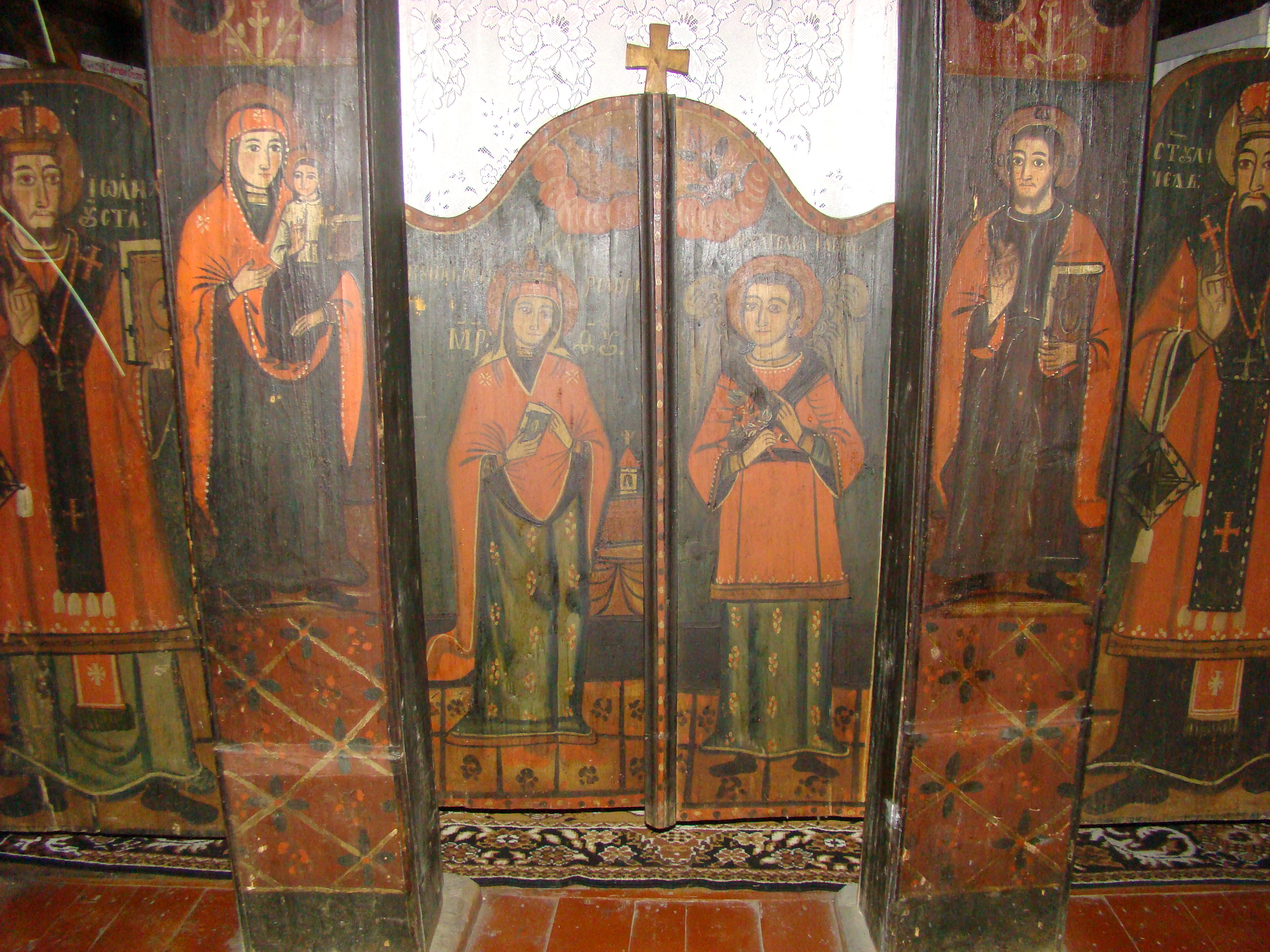
Uşile împărăteşti

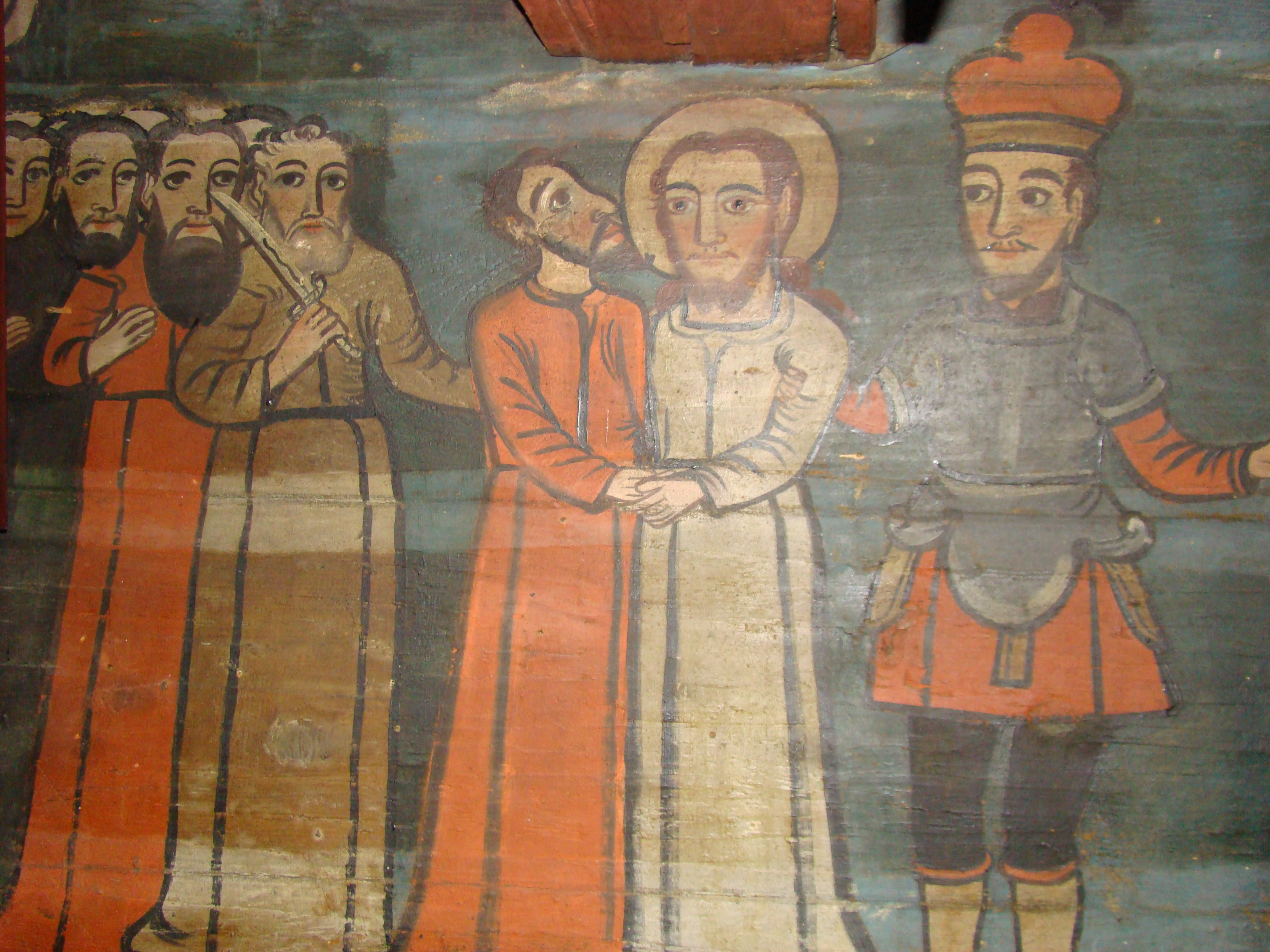
Sărutul lui Iuda

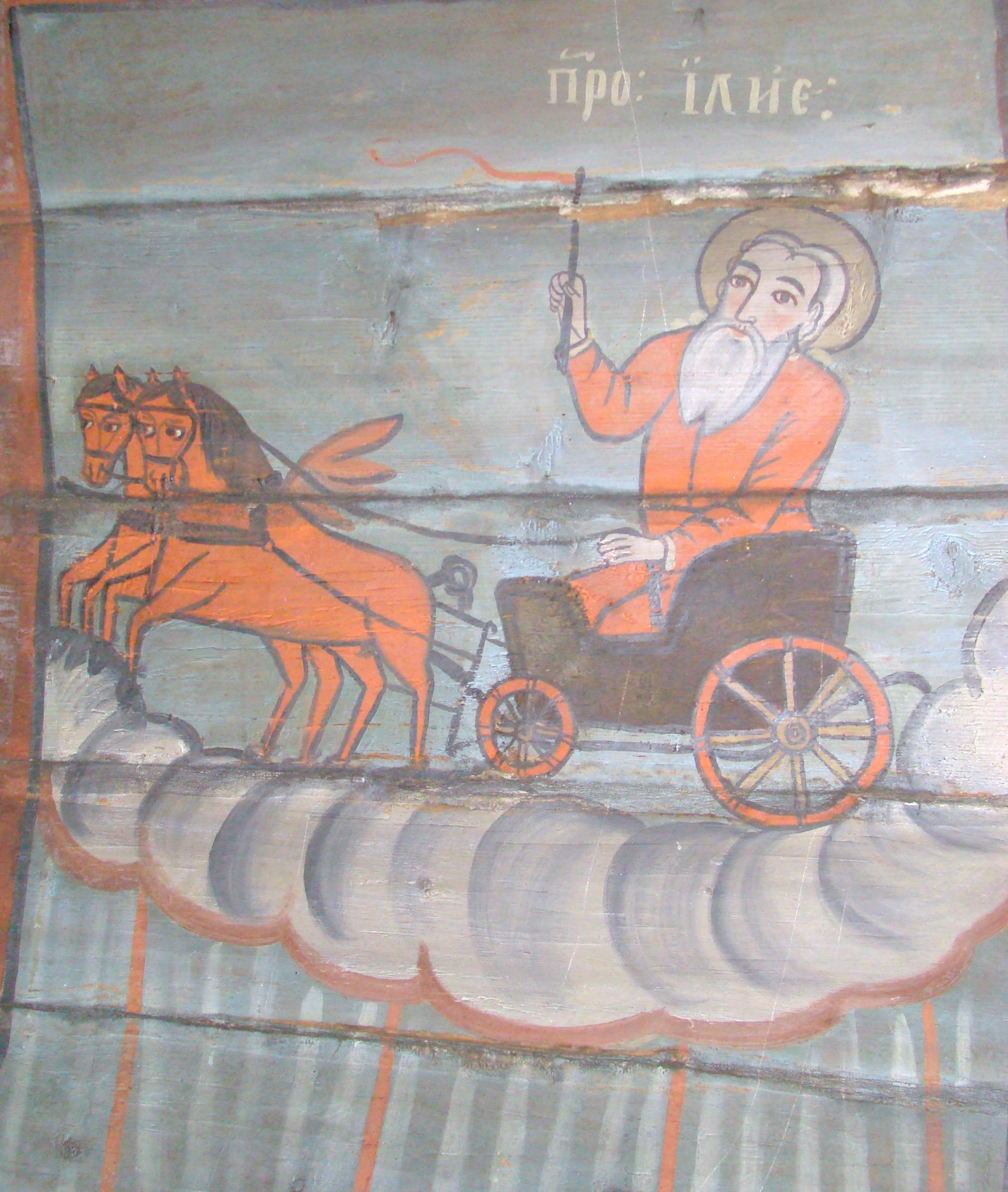
Sfântul Ilie

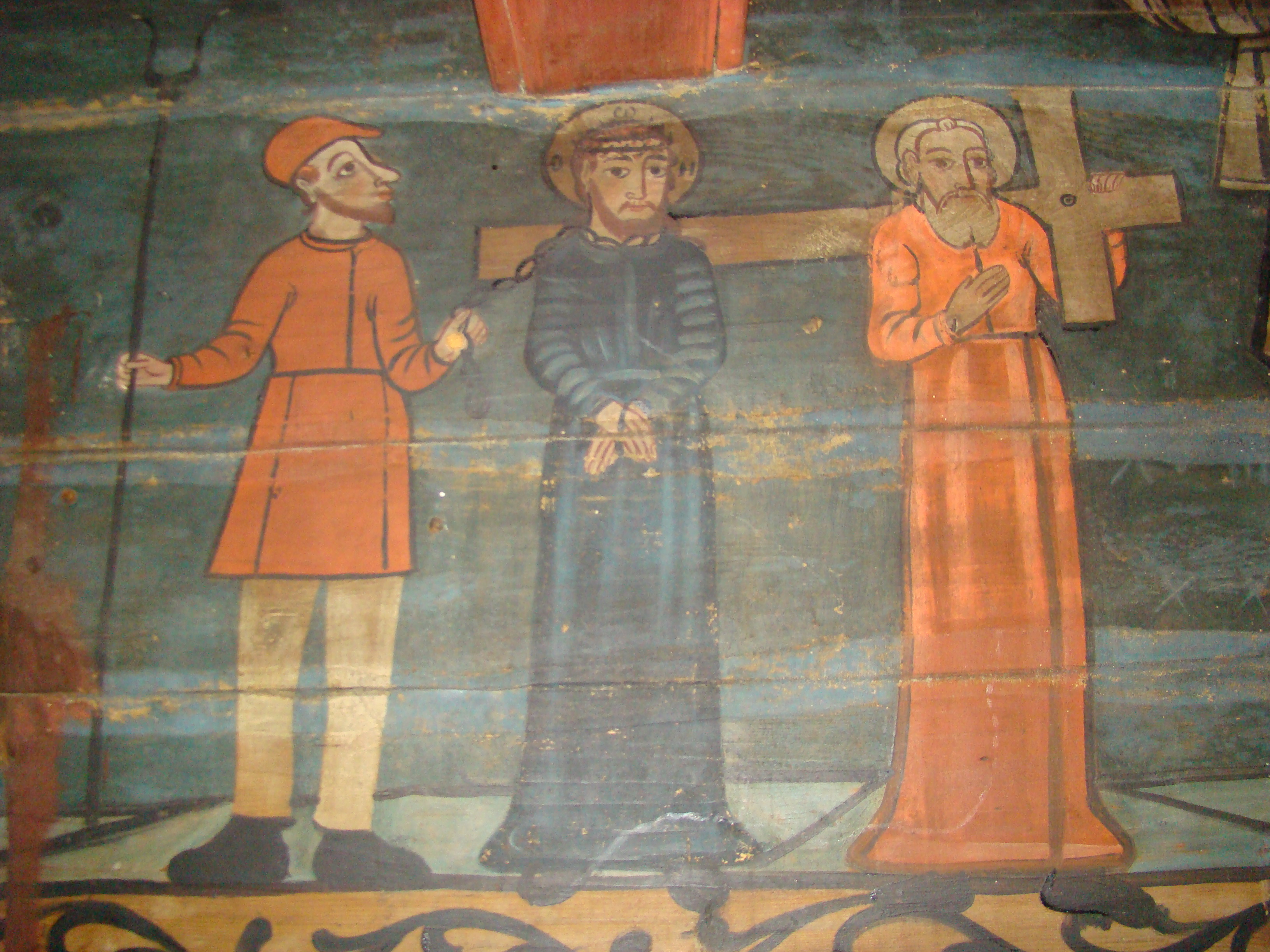
Purtarea crucii

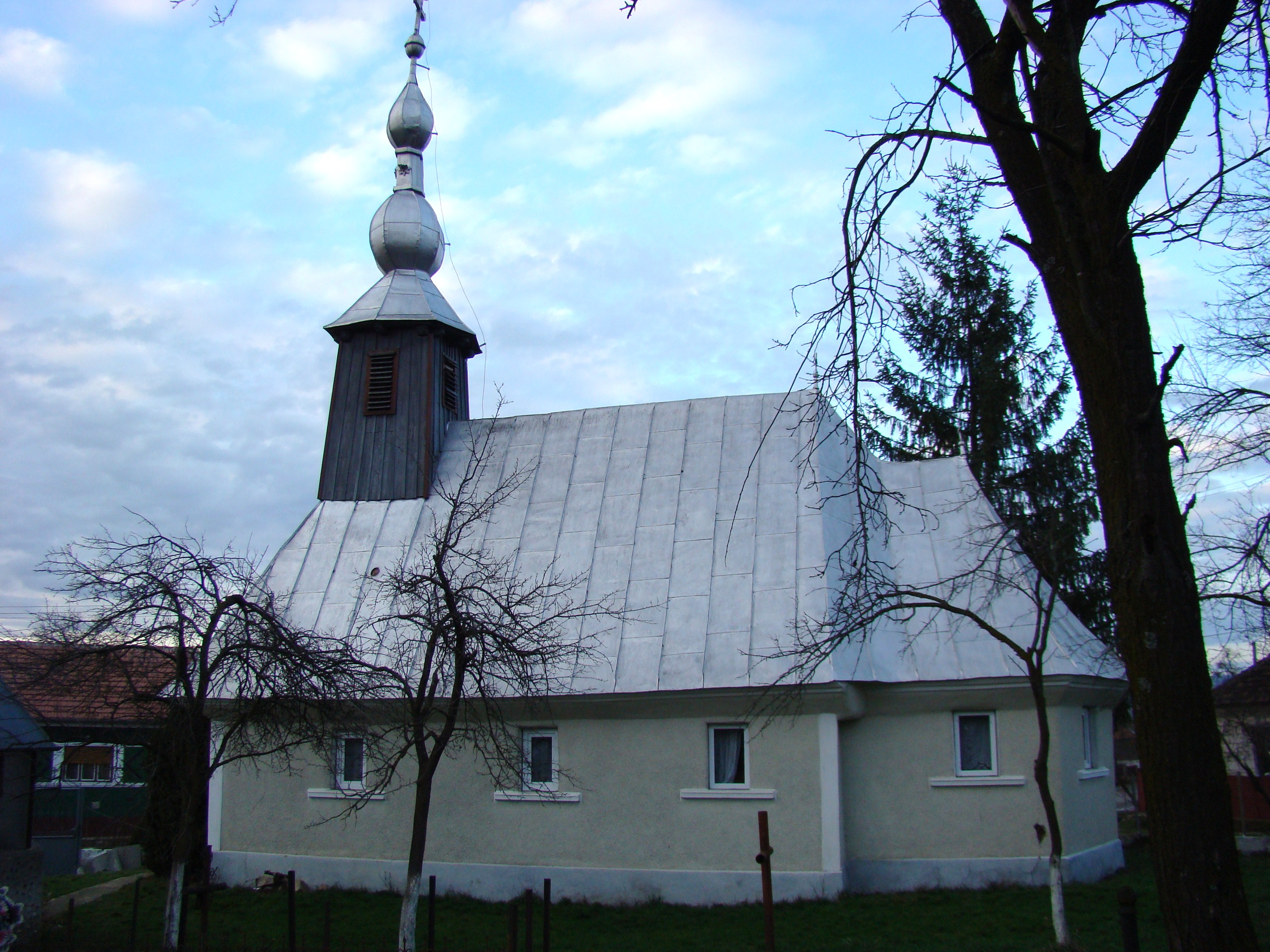
Biserica (sud)

Biserica de lemn din Rotărești, comuna Sâmbăta, județul Bihor, datează din secolul XIX (1810). Are hramul „Sfântul Nicolae”. Biserica se află pe noua listă a monumentelor istorice sub codul LMI:  BH-II-m-B-01191.

## Istoric și trăsături
Biserica de lemn „Sfântul Nicolae" este construită în stil ardelenesc, în formă de corabie, pereți din bârne de stejar, acoperiș din tablă zincată. A fost ridicată probabil în primul deceniu al secolului al XIX-lea, iar în anul 1932 a fost renovată. Inițial turnul avea coiful piramidal, continuat cu o săgeată ascuțită, marcată la bază de un inel ornamental. Lucrările din 1932 au schimbat săgeata cu două globuri suprapuse, pereții au fost tencuiți, ferestrele mult mărite și învelitoarea de șindrilă înlocuită cu una de tablă. În interior biserica este căptușită cu scânduri de brad, inclusiv bolta peste care a fost lipită pânza de cânepâ și a fost executată pictura în ulei. În spațiul interior, pe lângă cupola de scânduri pe o bază pentagonală a absidei, se remarcă în mod deosebit pictura de o foarte bună calitate, cu accente realiste și umoristice. Pe bolta naosului „Sfânta Treime”, „Maria”, „Constantin și Elena”, cei patru evangheliști la colțuri, „Sfântul Ilie”, „Înălțarea”, serafimi și heruvimi; cupola din altar nu are pictură figurativă; la iconostas narația este mai amplă decât la alte biserici de lemn: „Hristos”, „Maria”, „Sfântul Nicolae”, „Sfântul Gheorghe”, proroci și apostoli, „Iisus tronând”, iar sus nelipsita scenă a „Răstignirii” lui Hristos. Pe pereții naosului se înșiră scenele legate de viața lui Iisus: „Trădarea lui Iuda”, „Sărutul lui Iuda”, „Iisus față în față cu Ana”, „Jertfa lui Avram”, „Iisus înaintea lui Caiafa”, „Iisus înaintea lui Pilat”, „Iisus în închisoare”, „Ecce Homo”, „Încununarea cu spini”, „Purtarea crucii”, „Luarea de pe cruce”. În tindă este reprezentată "Boșorcaia", o femeie înzestrată cu duhul rău al furtului de lapte de la vacile oamenilor, atârnând deasupra flăcărilor iadului, cu găleata de lapte legată la gât; morarul are legată de gât piatra de moară și „vaităul" cu care a luat uium necinstit; crâșmarului i s-a legat de gât butoiul și sticluța; Sfânta Marina îl prinde în Joia Mare pe un drac și îl bate cu maiul de la toacă; deasupra focului stau și „biraiele”, slujbași necinstiți care fac judecată strâmbă. Alături de reprezentările figurale, încadrate adesea în chenare cromatice distincte, ca elemente complementare ale picturii se înscriu și vrejurile, motivele stelare ale cerimii naosului și liniile meandrice intercalate cu alte motive geometrice. Alături de icoanele pe sticlă, provenite din centrul de iconari de la Nicula, se mai află la această biserică de lemn și o icoană pe sticlă de factură catolică ajunsă aici probabil prin intermediul rutenilor uniți stabiliți în număr mare în localitatea învecinată Sâmbăta la sfârșitul secolului al XVIII-lea și începutul celui următor.

## Imagini din interior

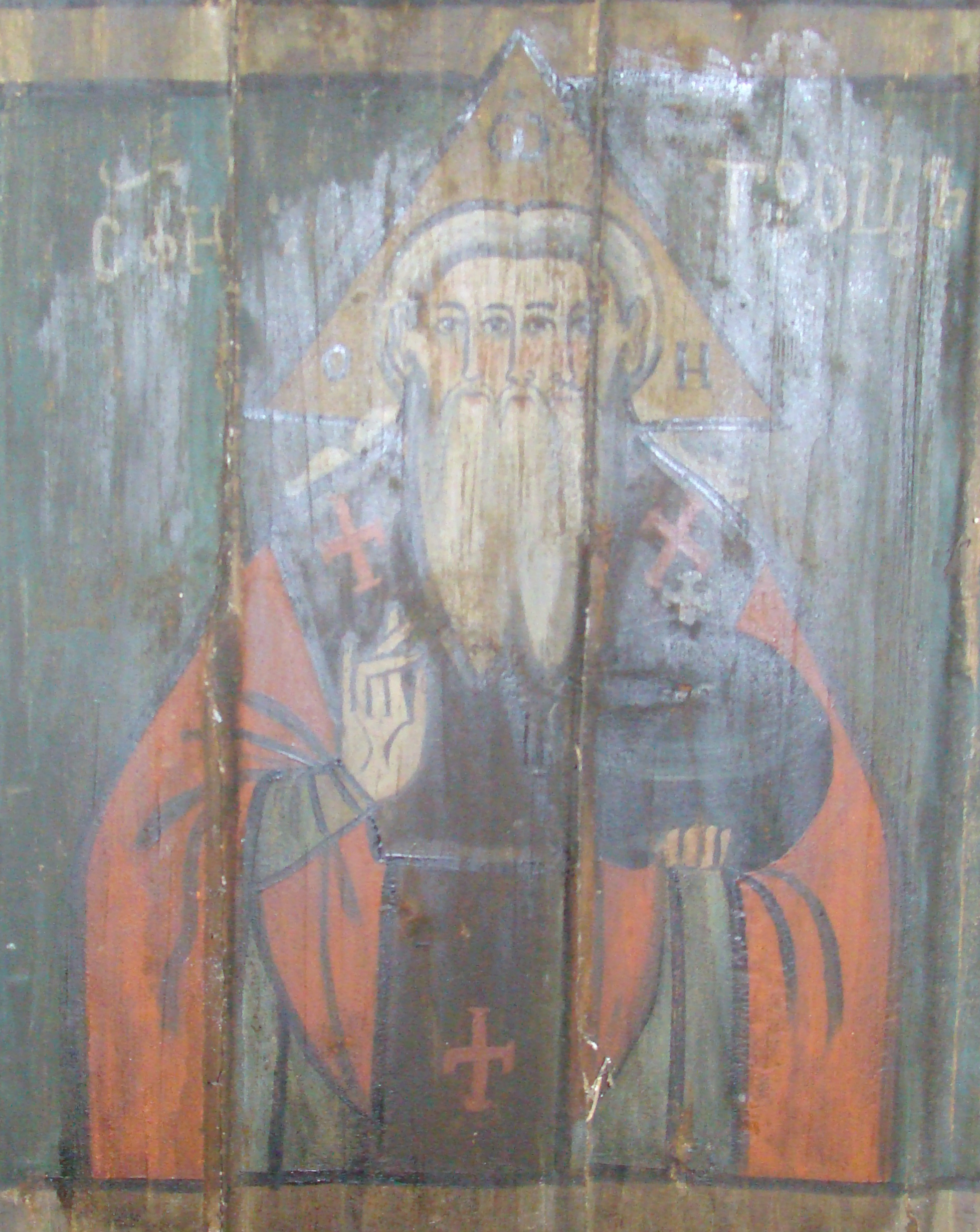
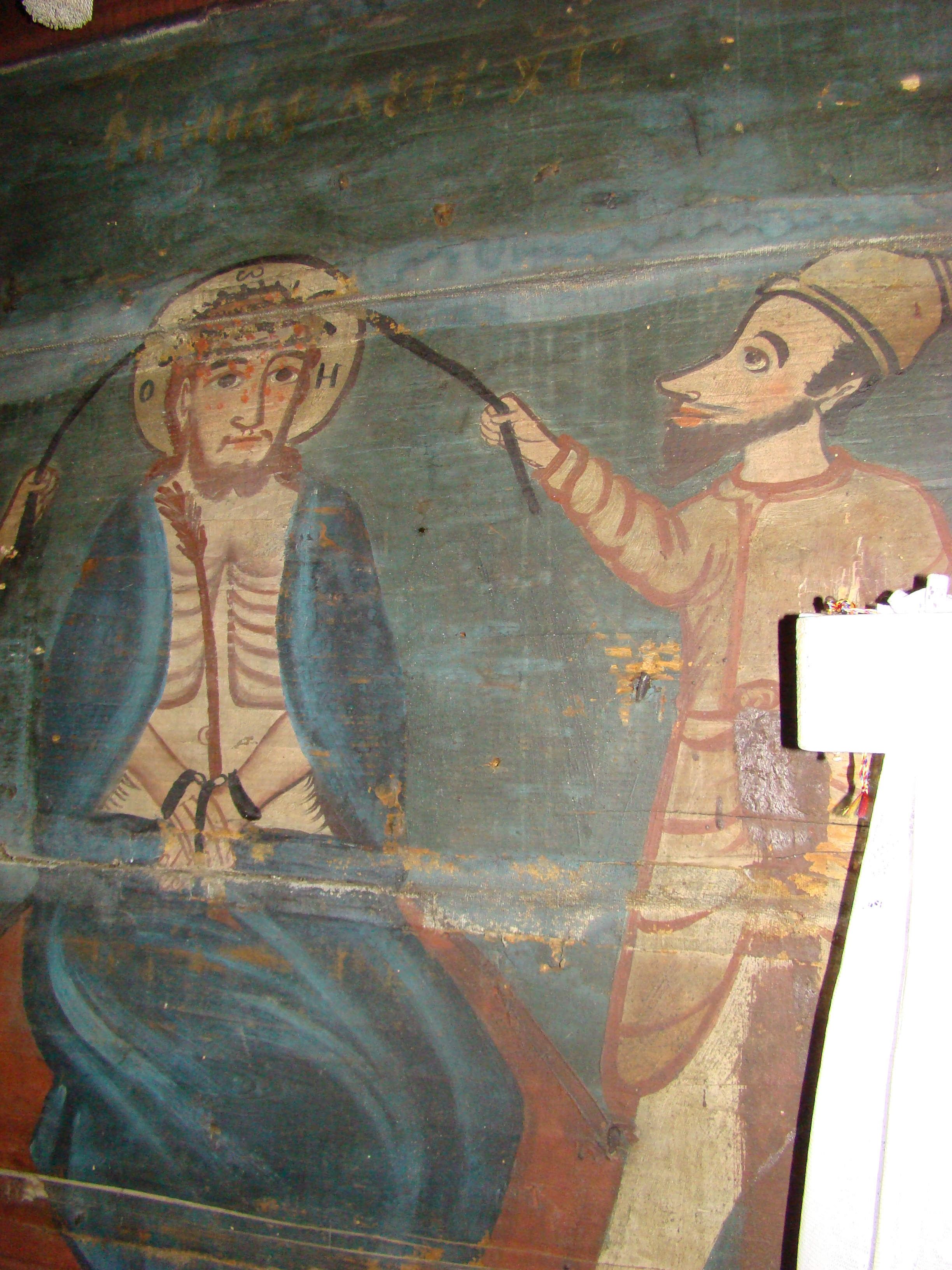
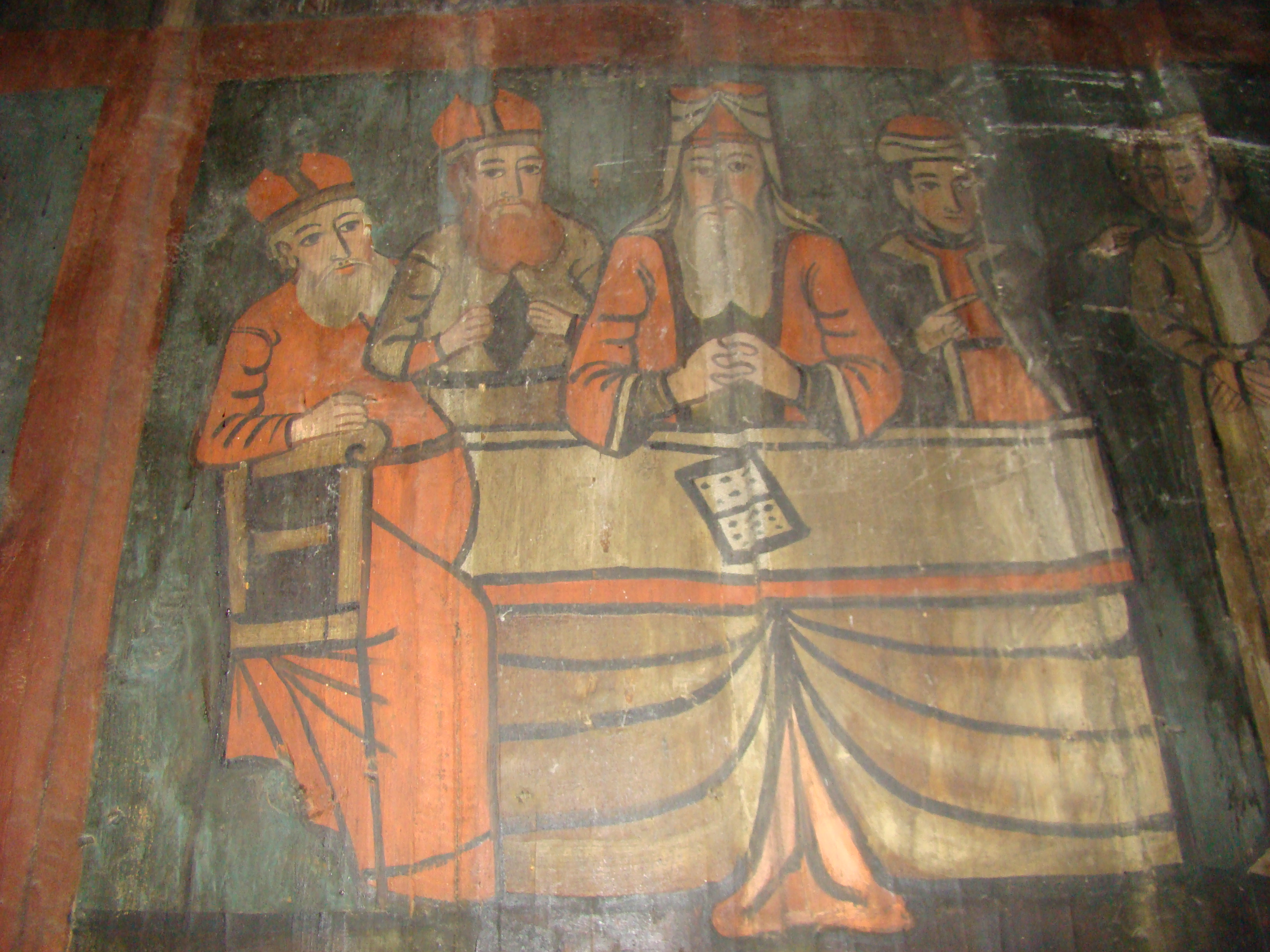
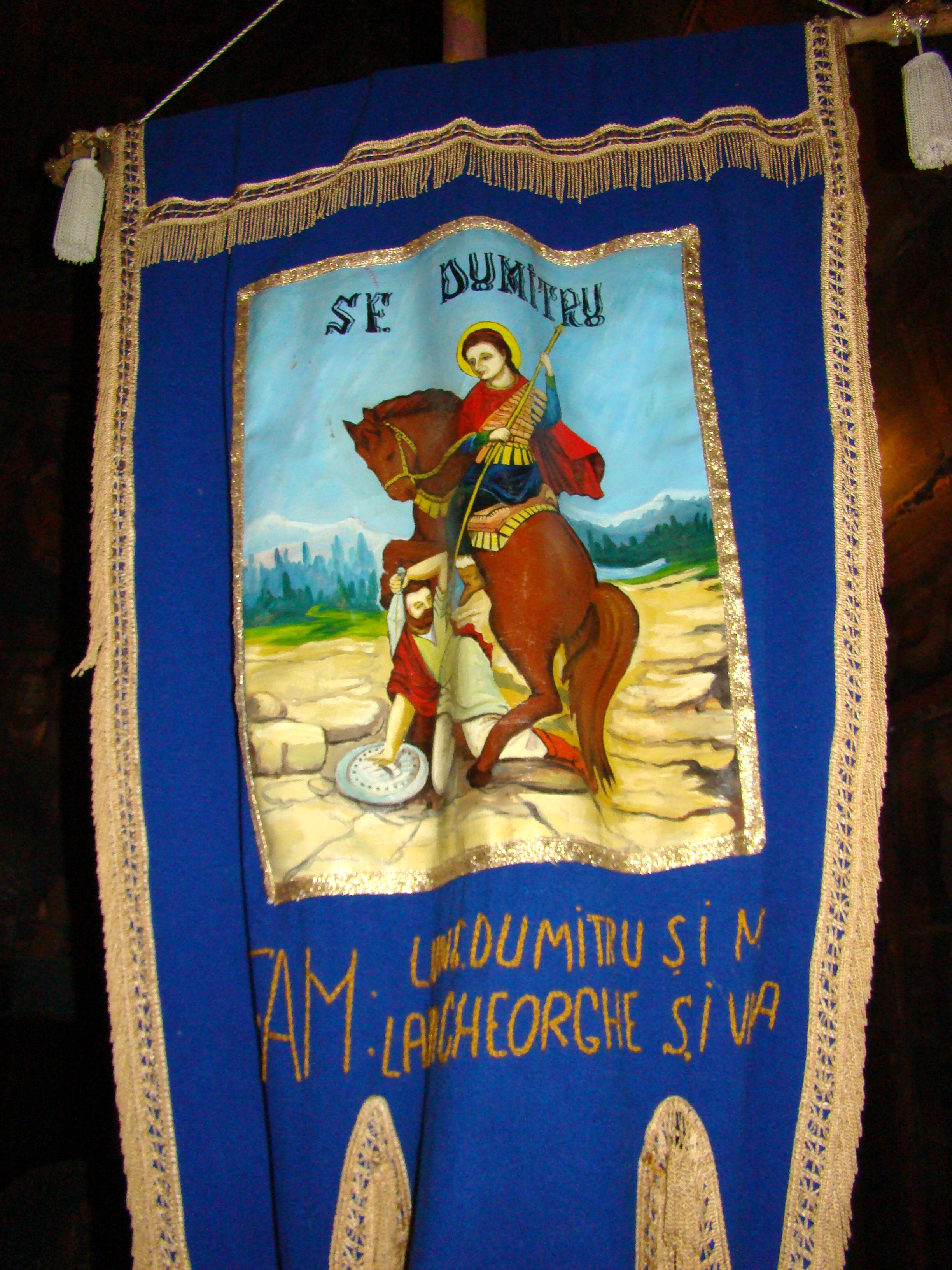
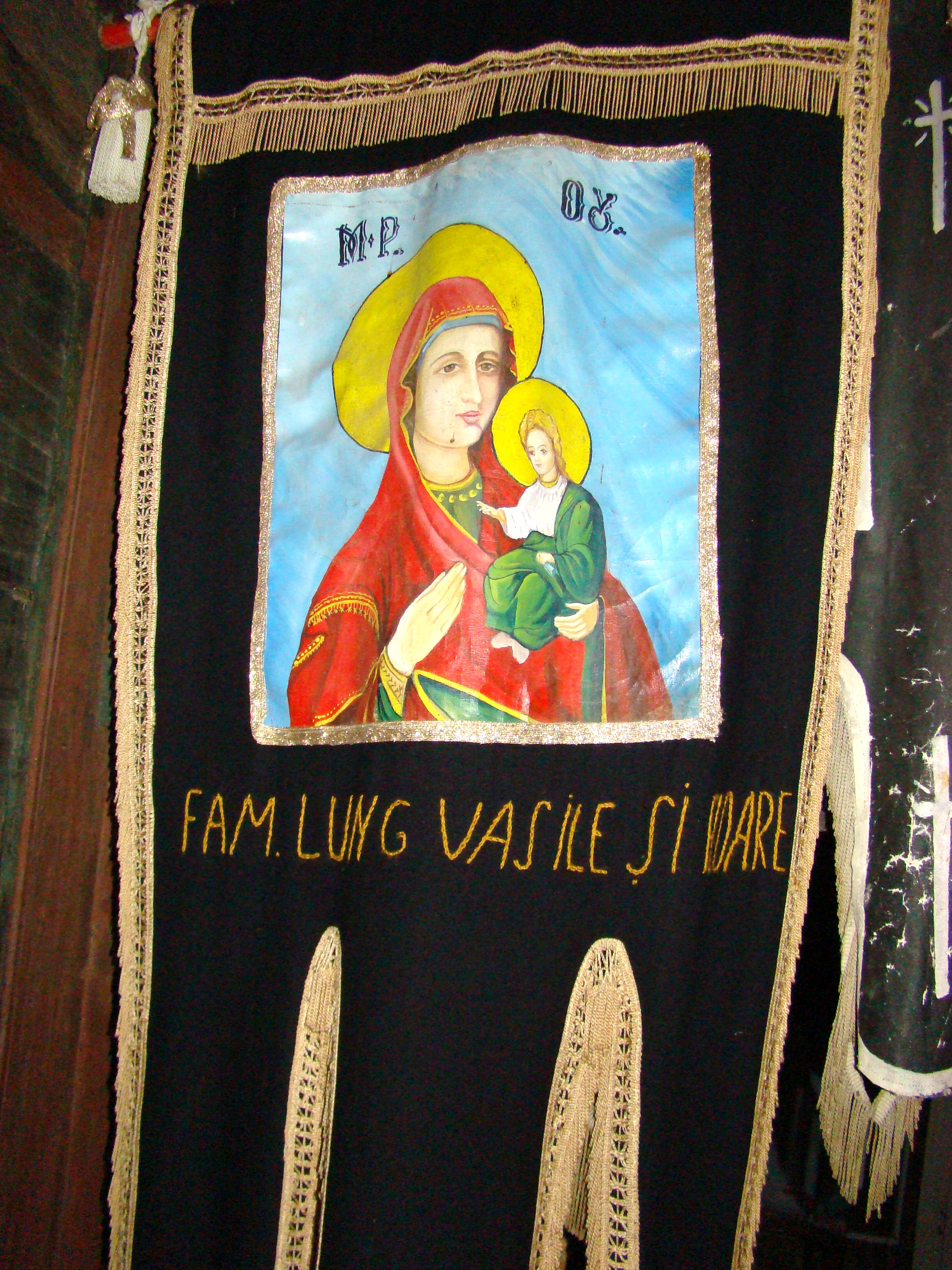
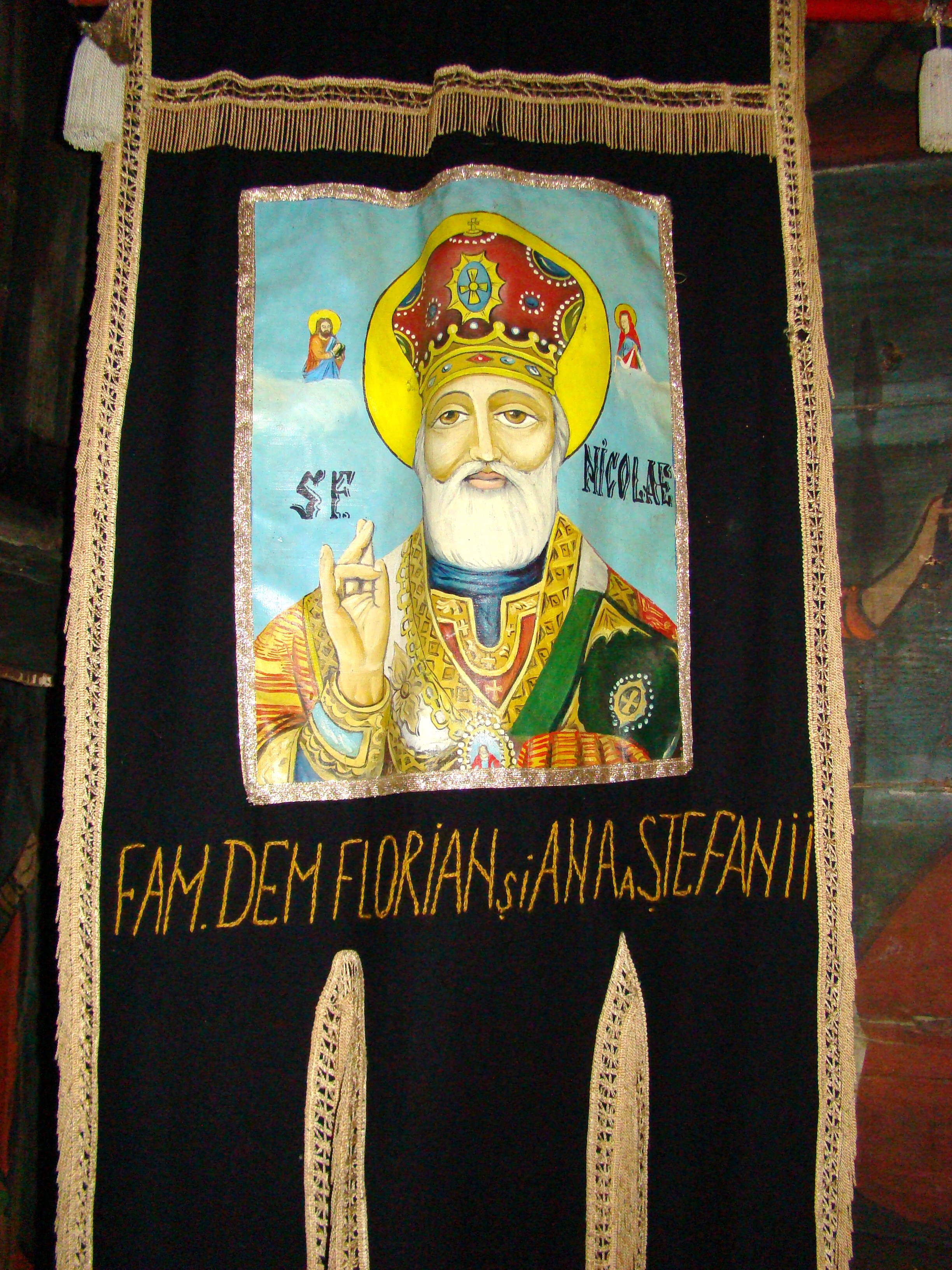
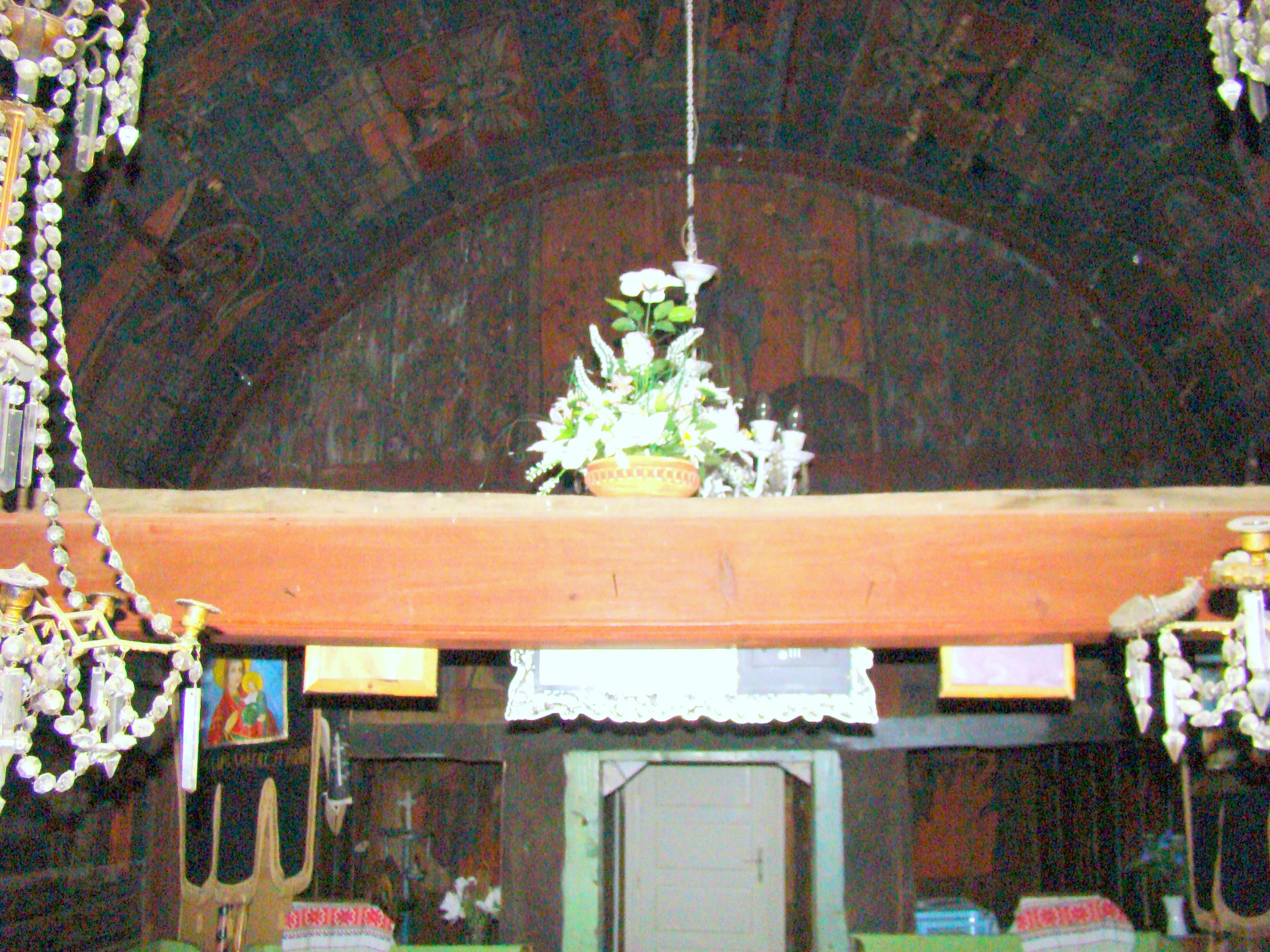
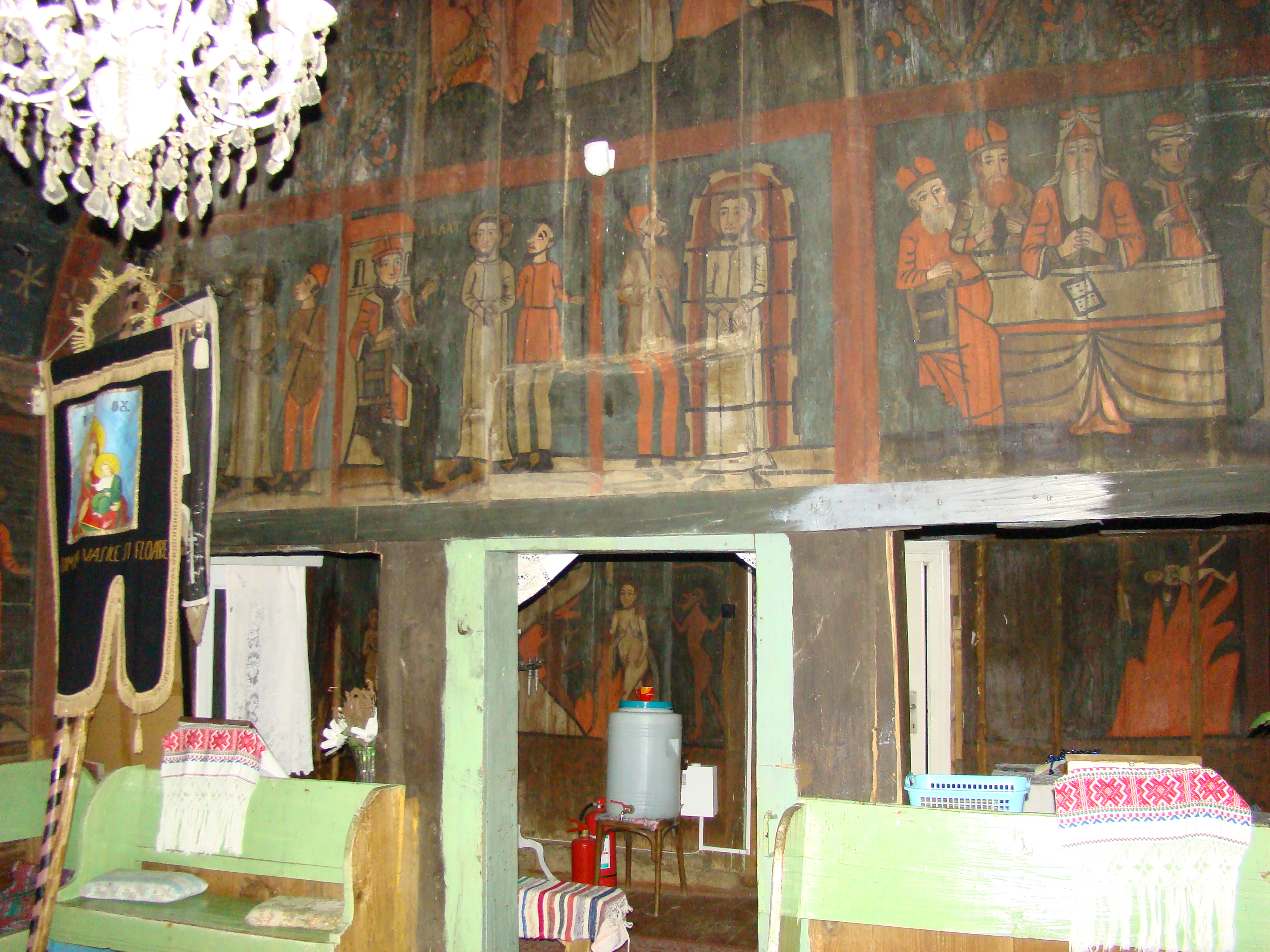
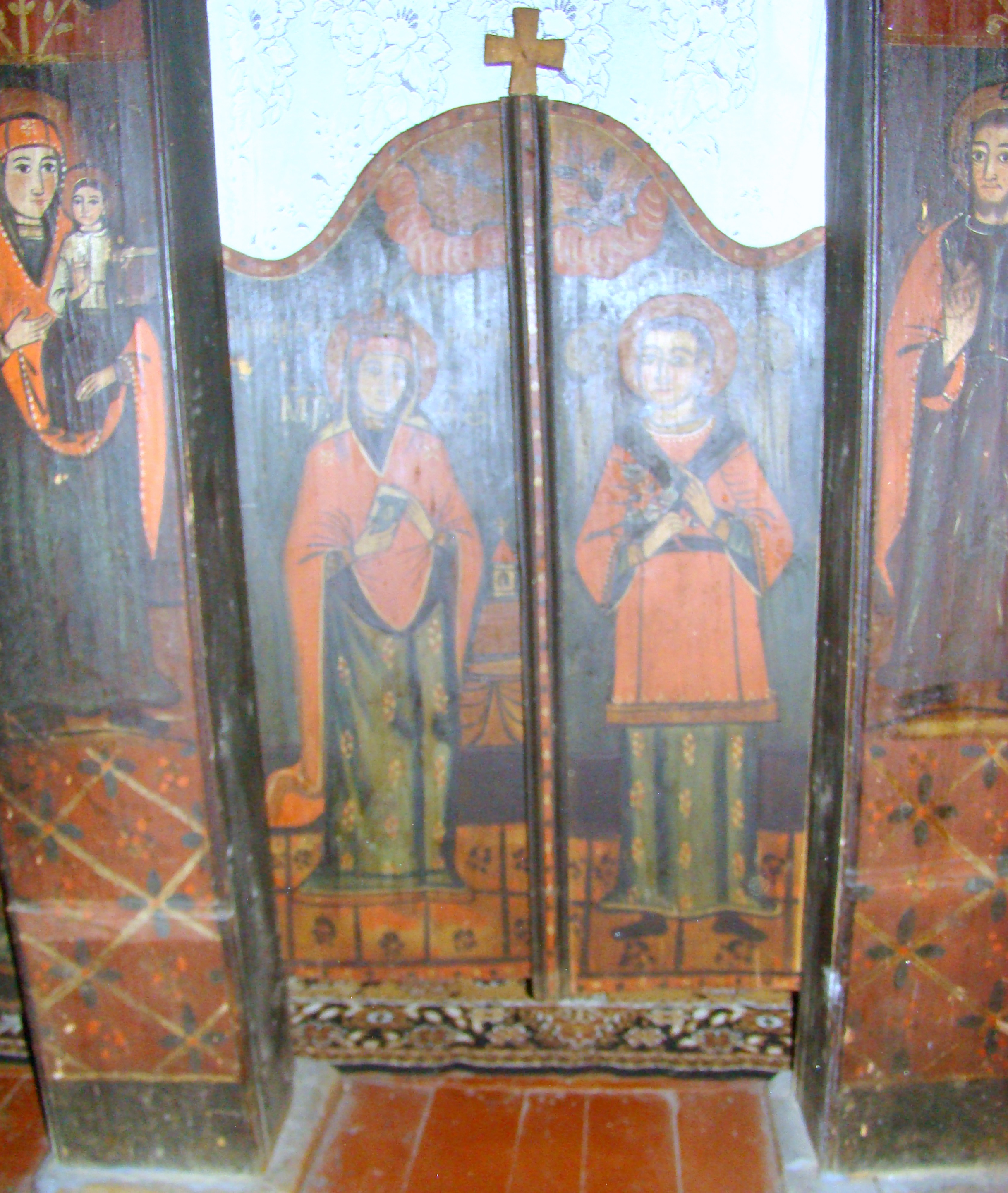
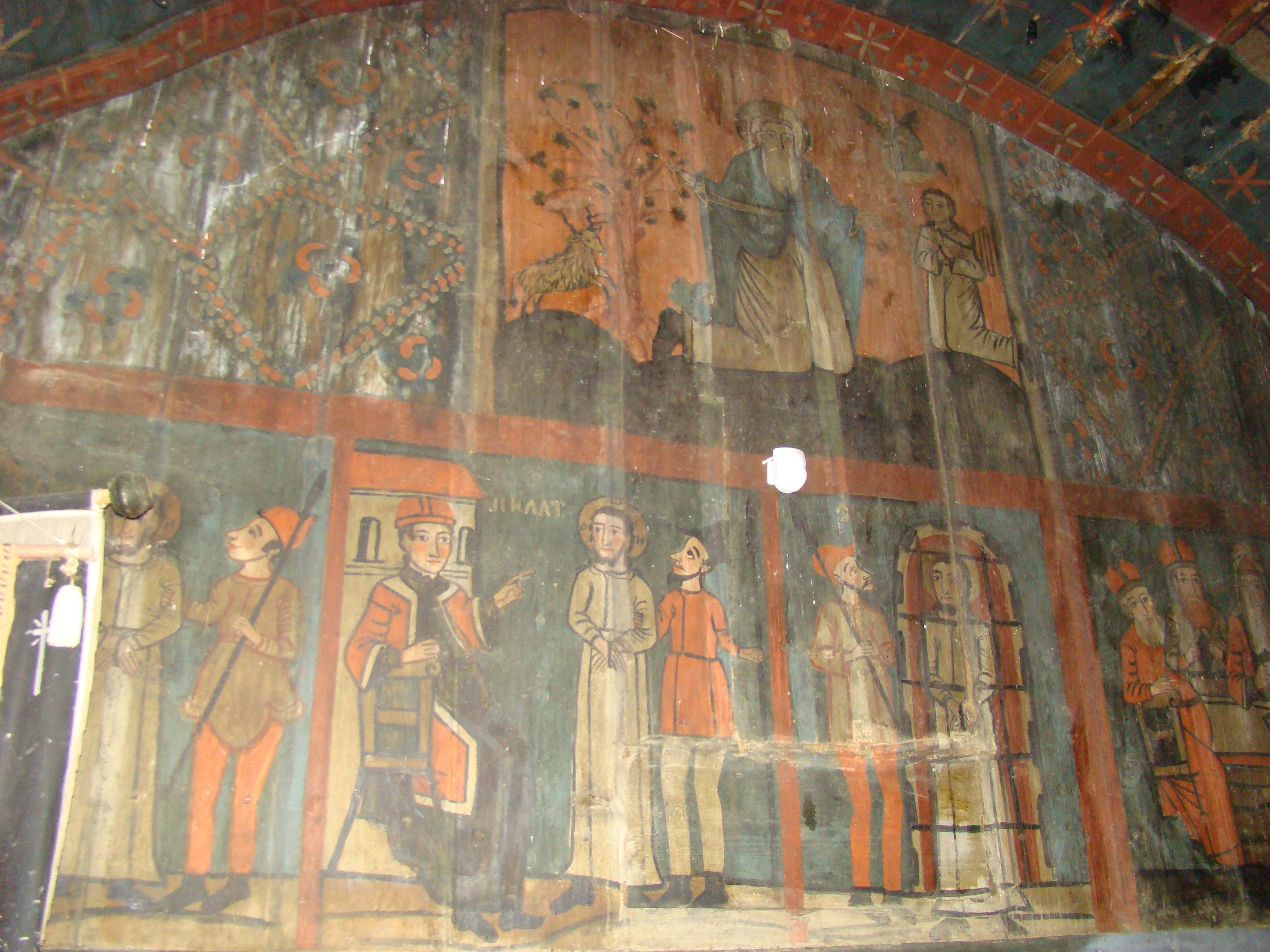
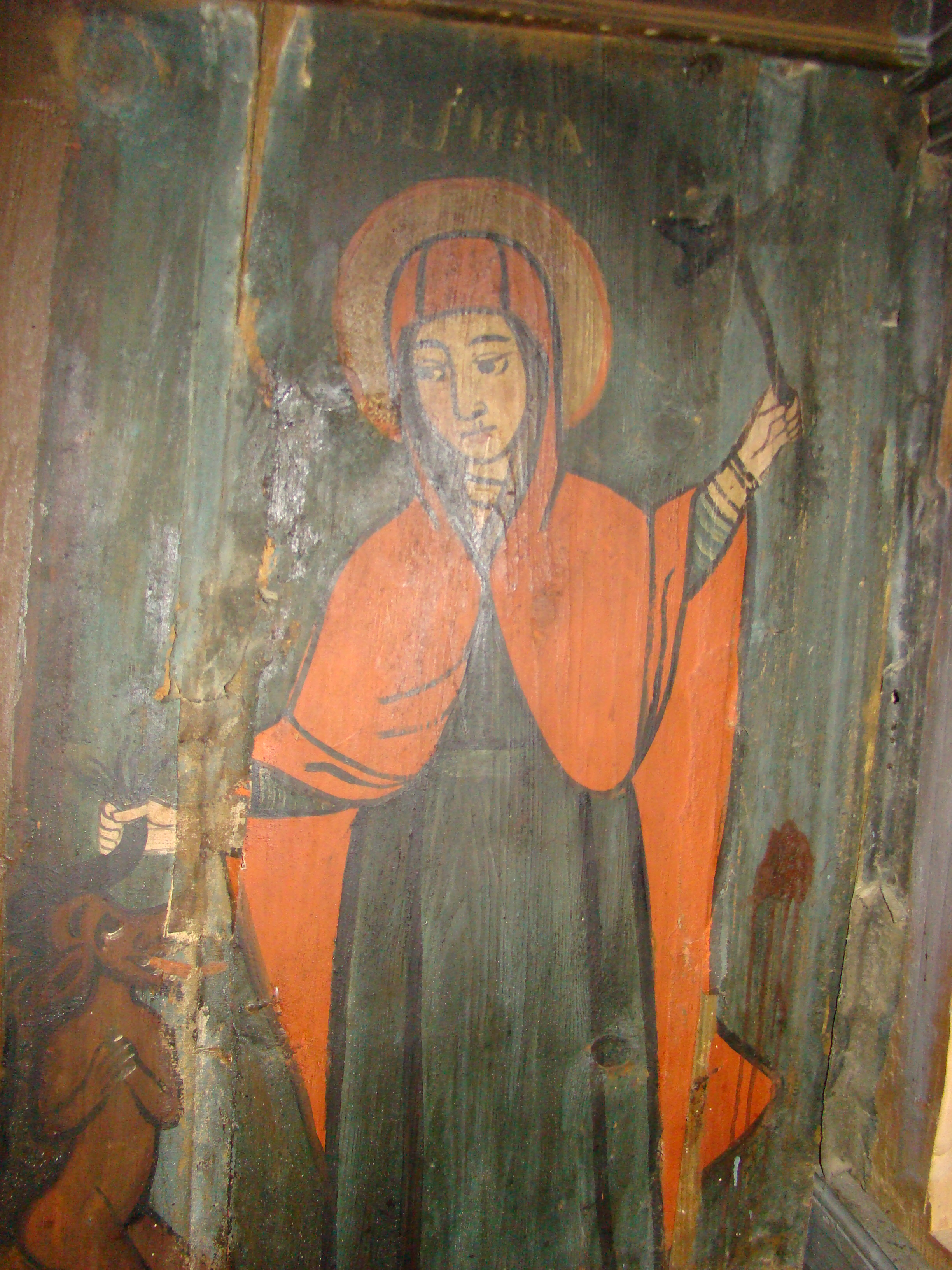
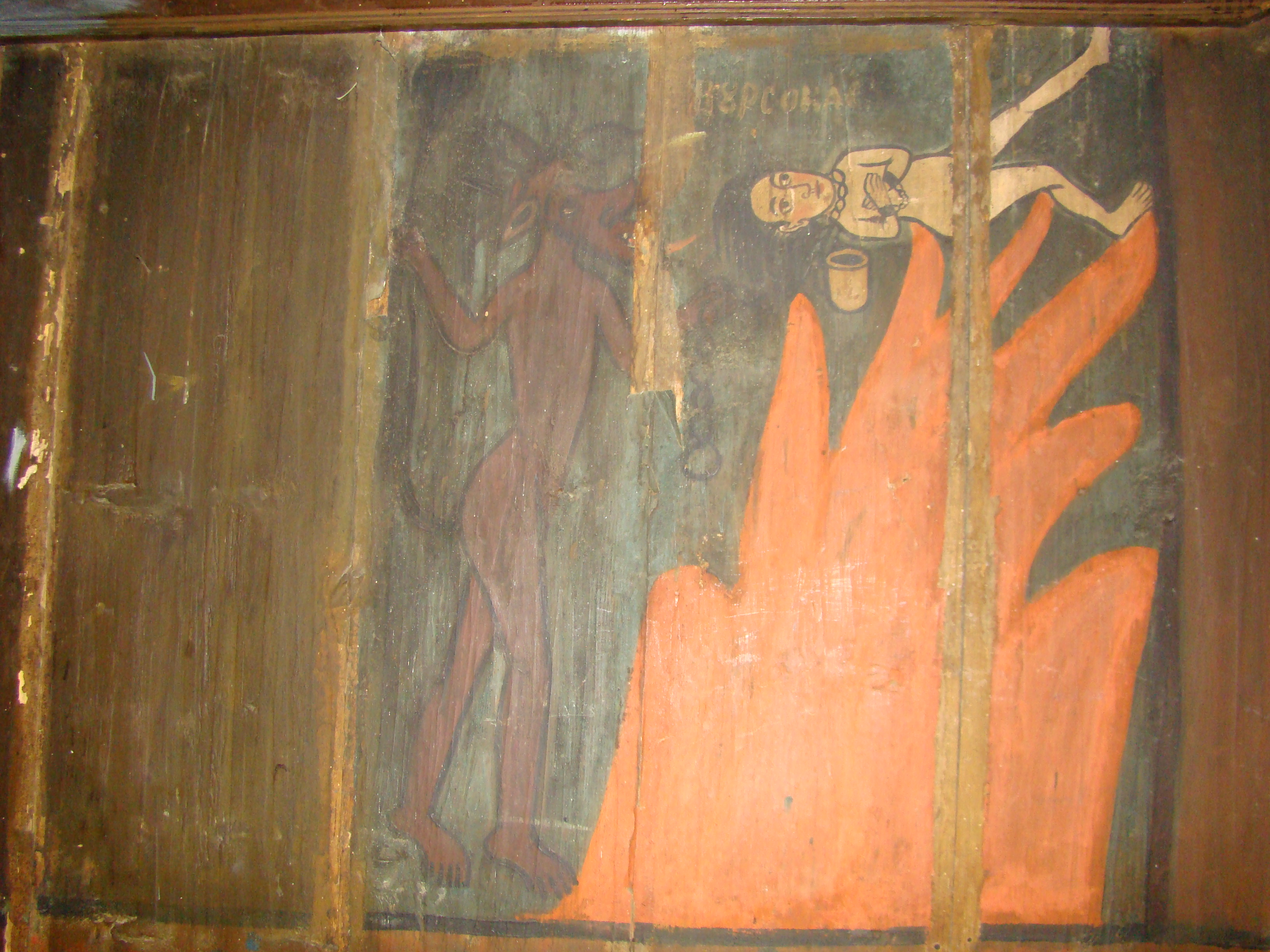
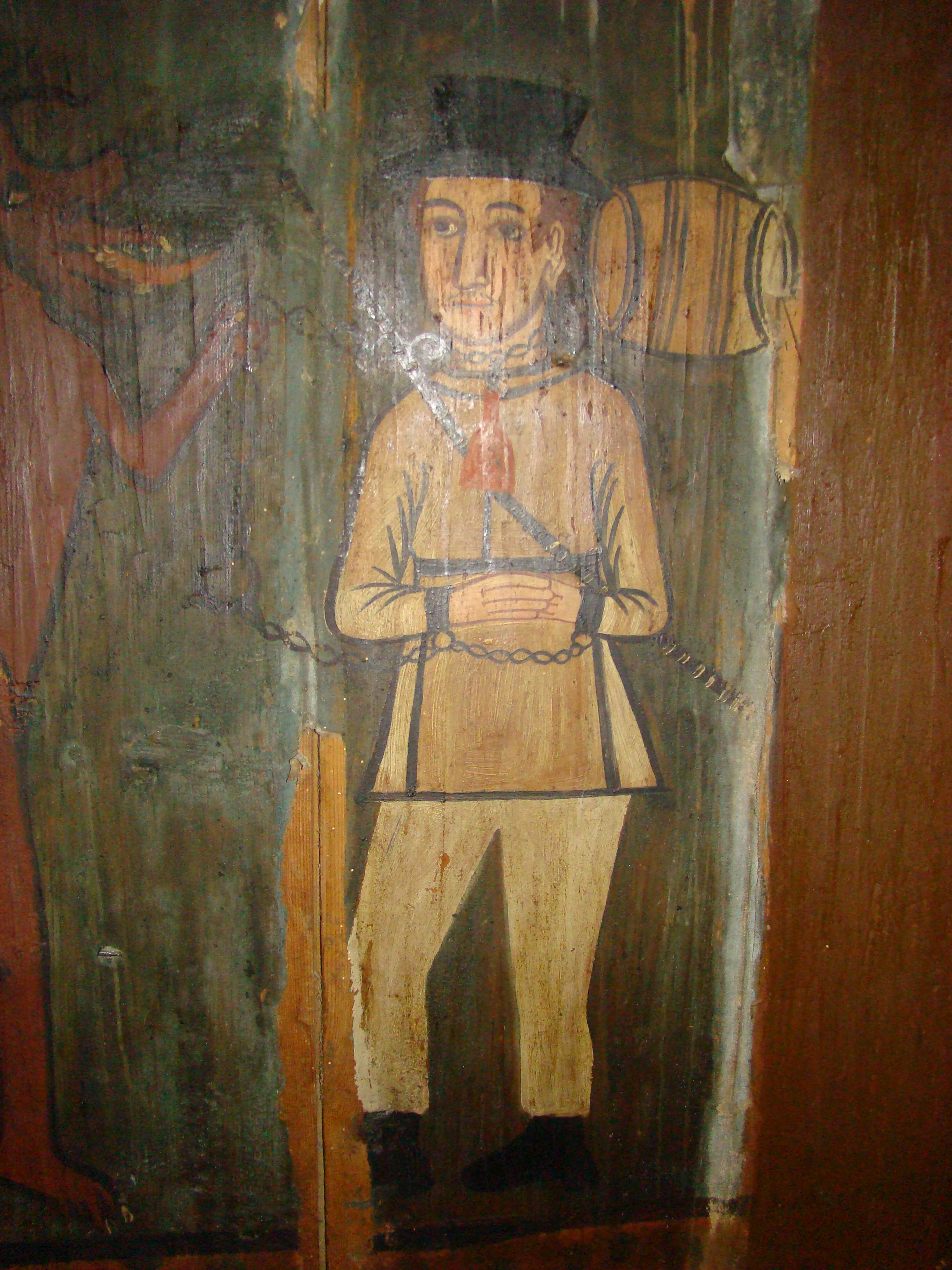
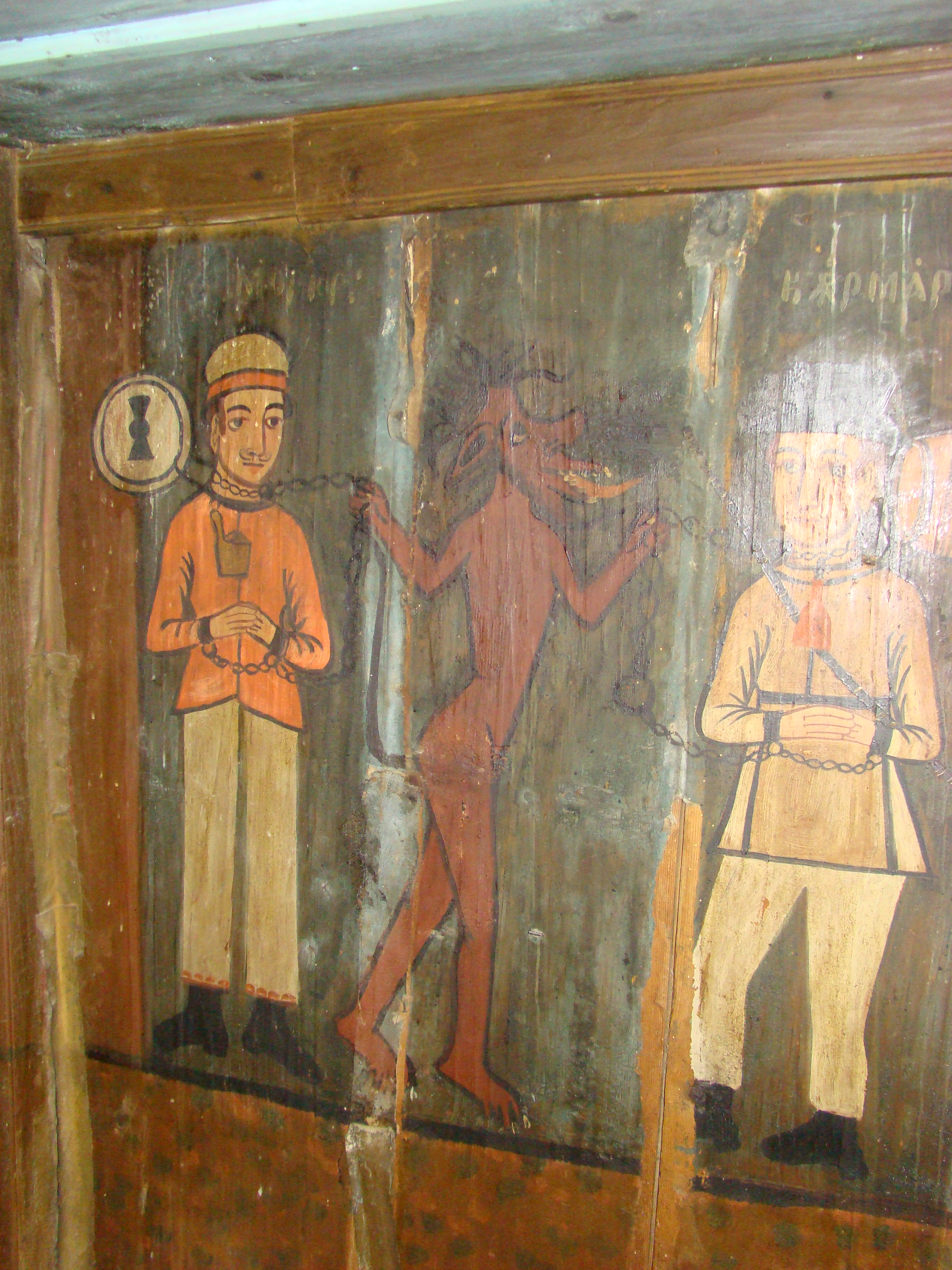
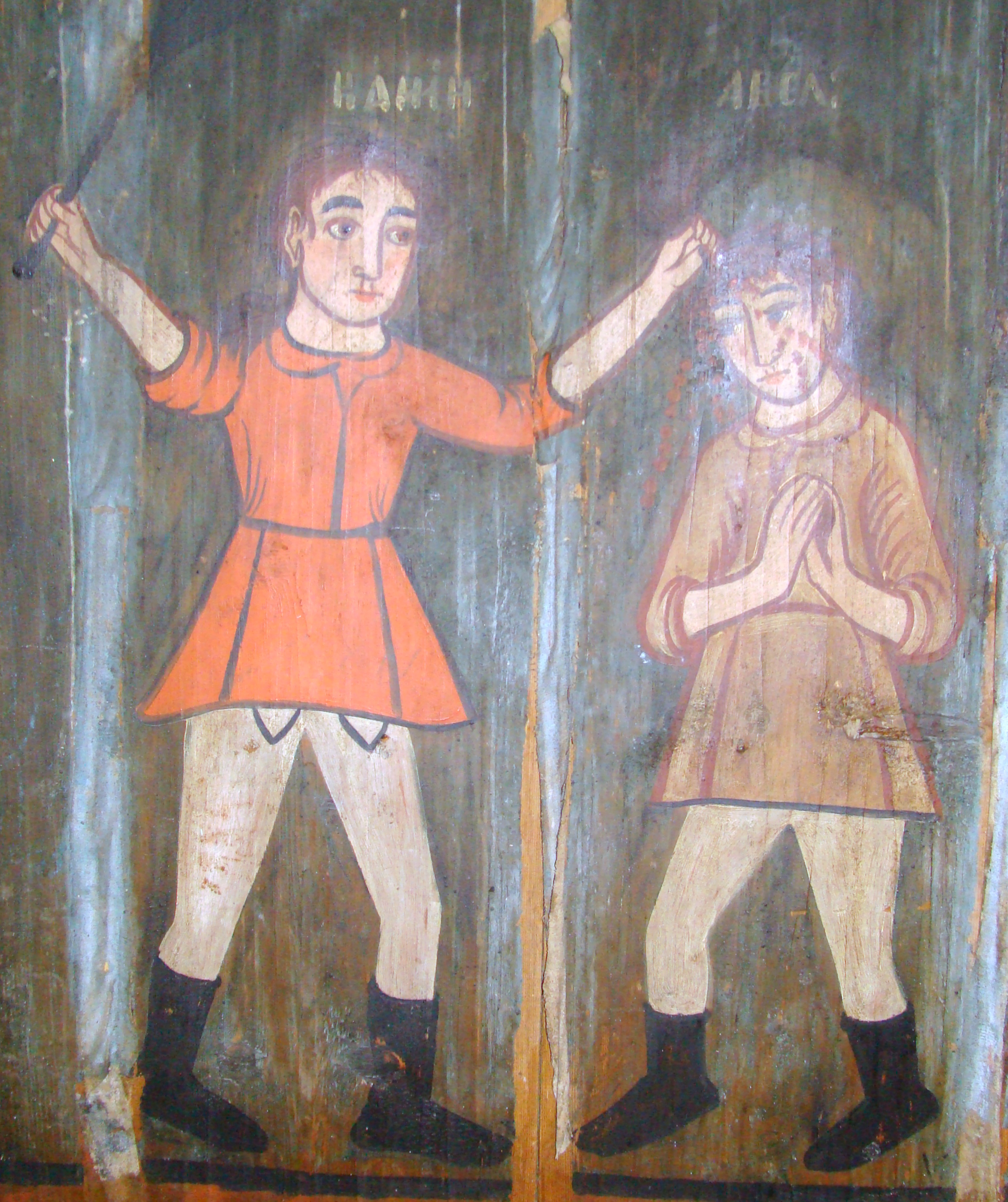
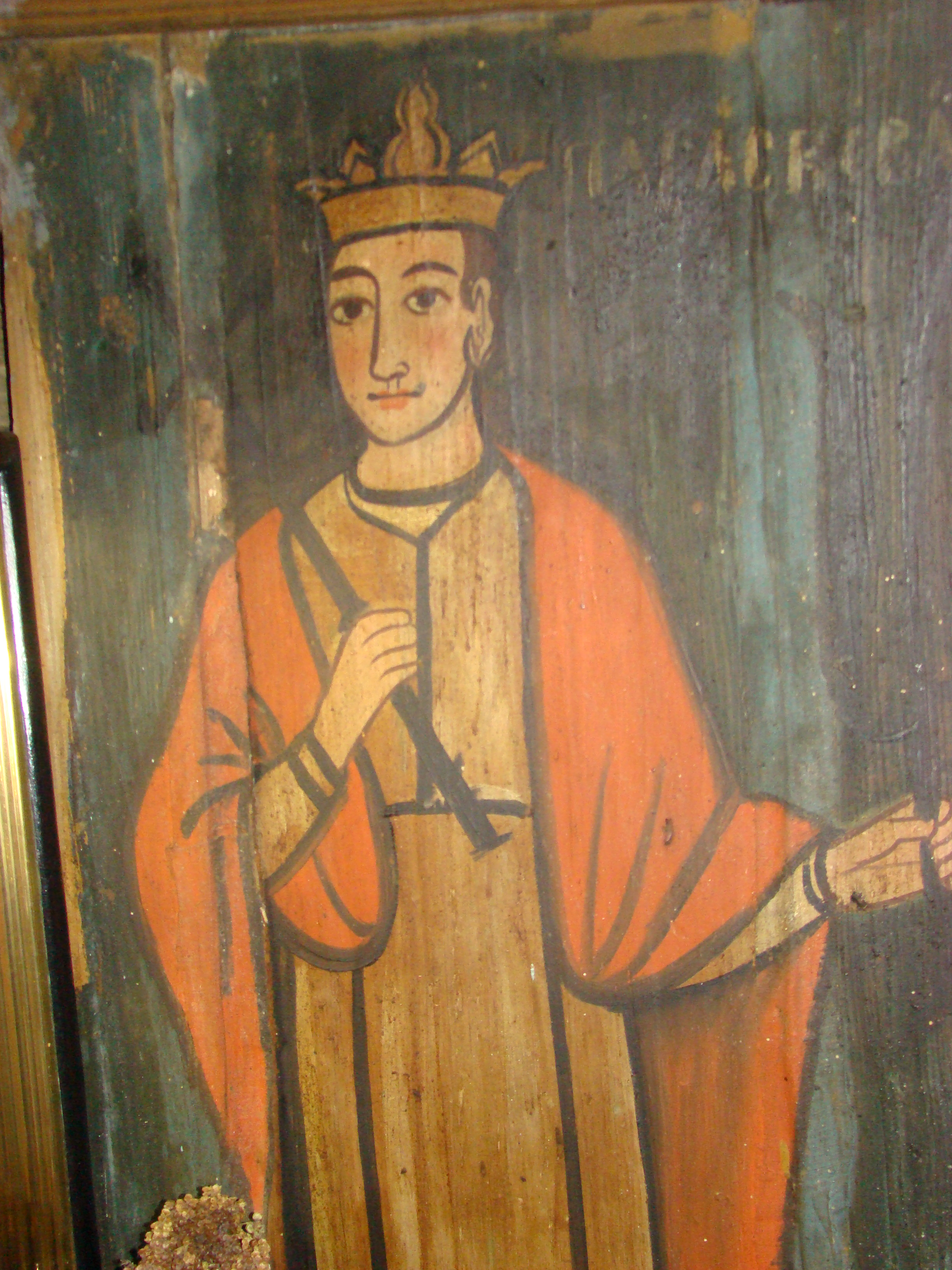
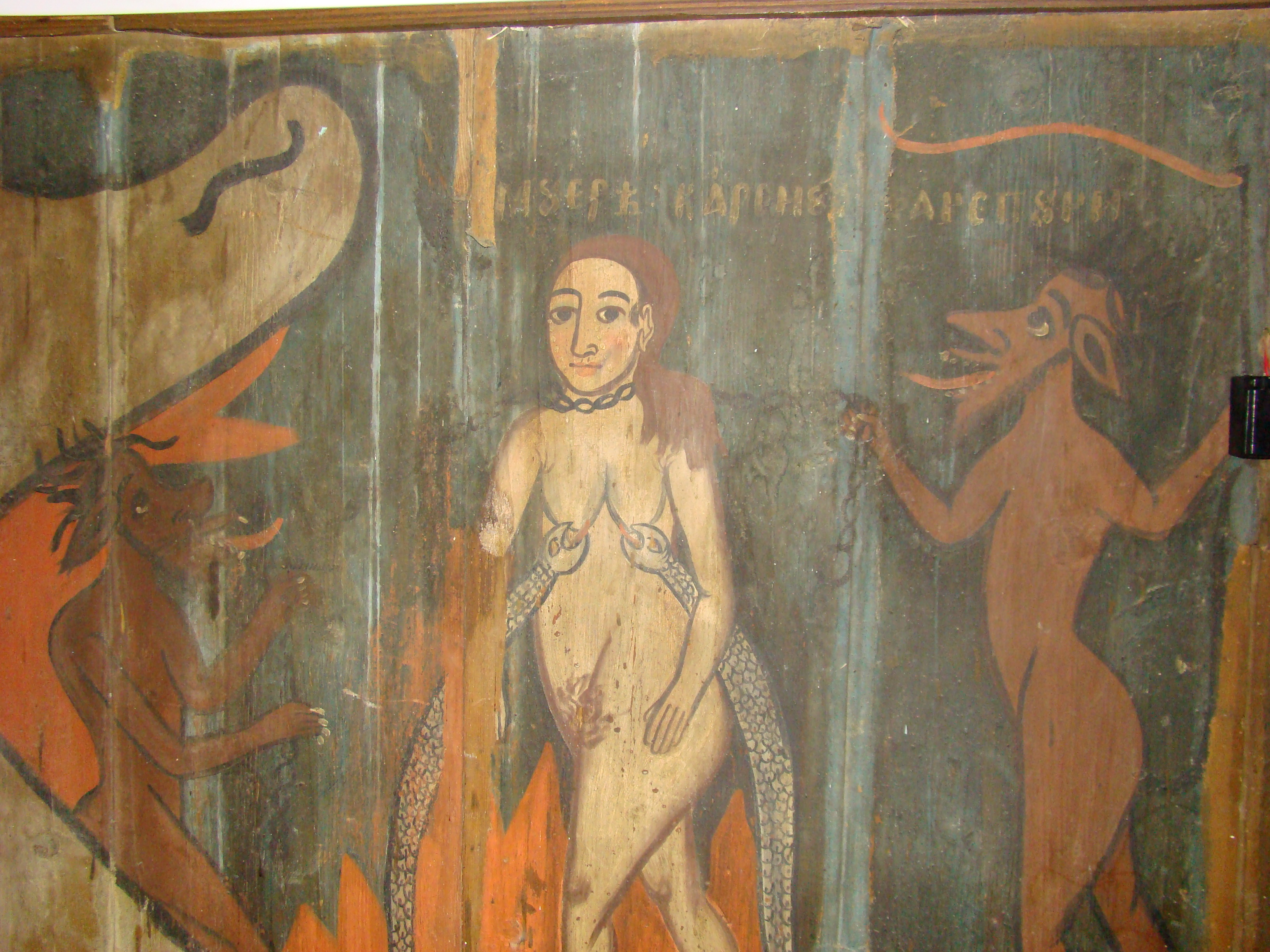
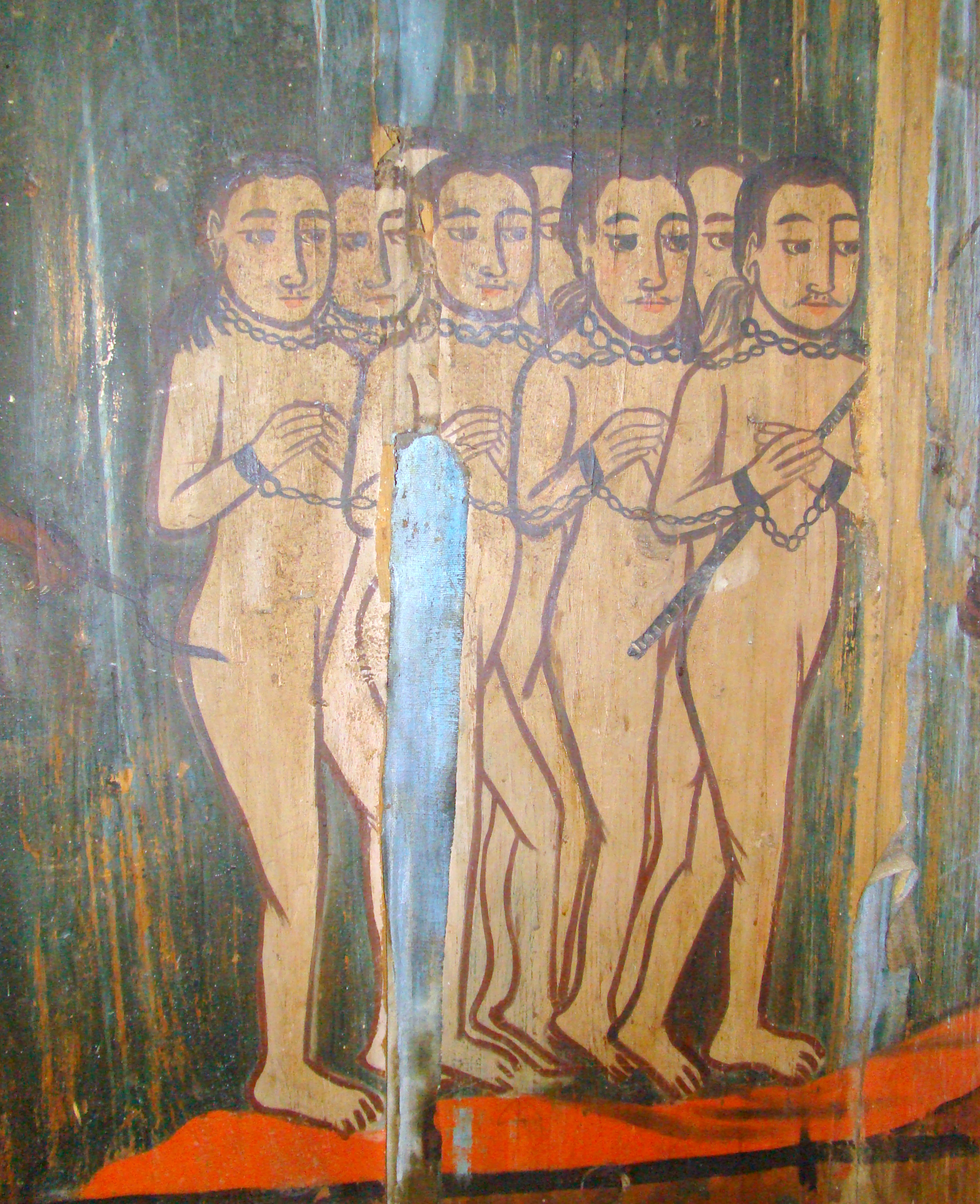
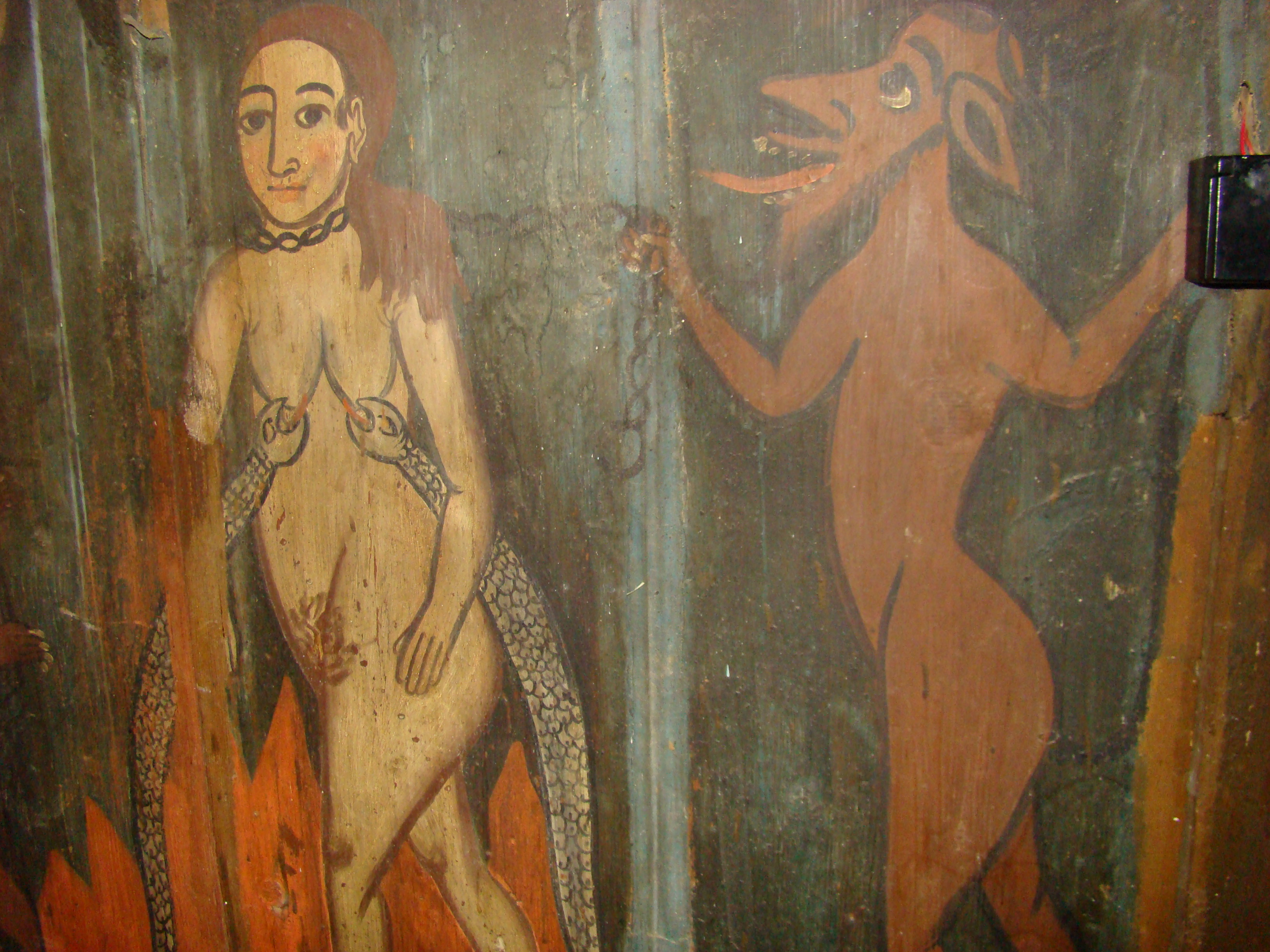
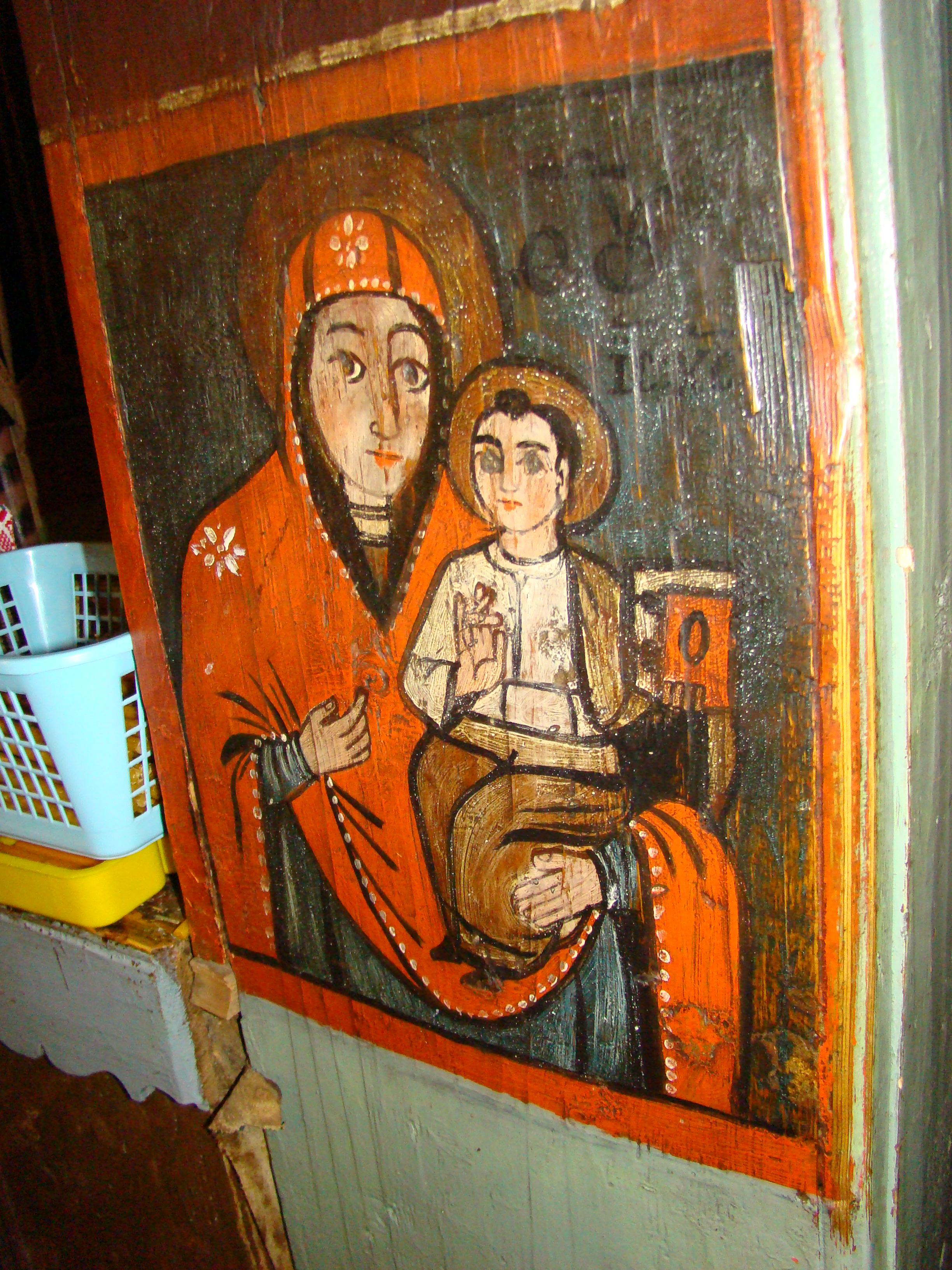
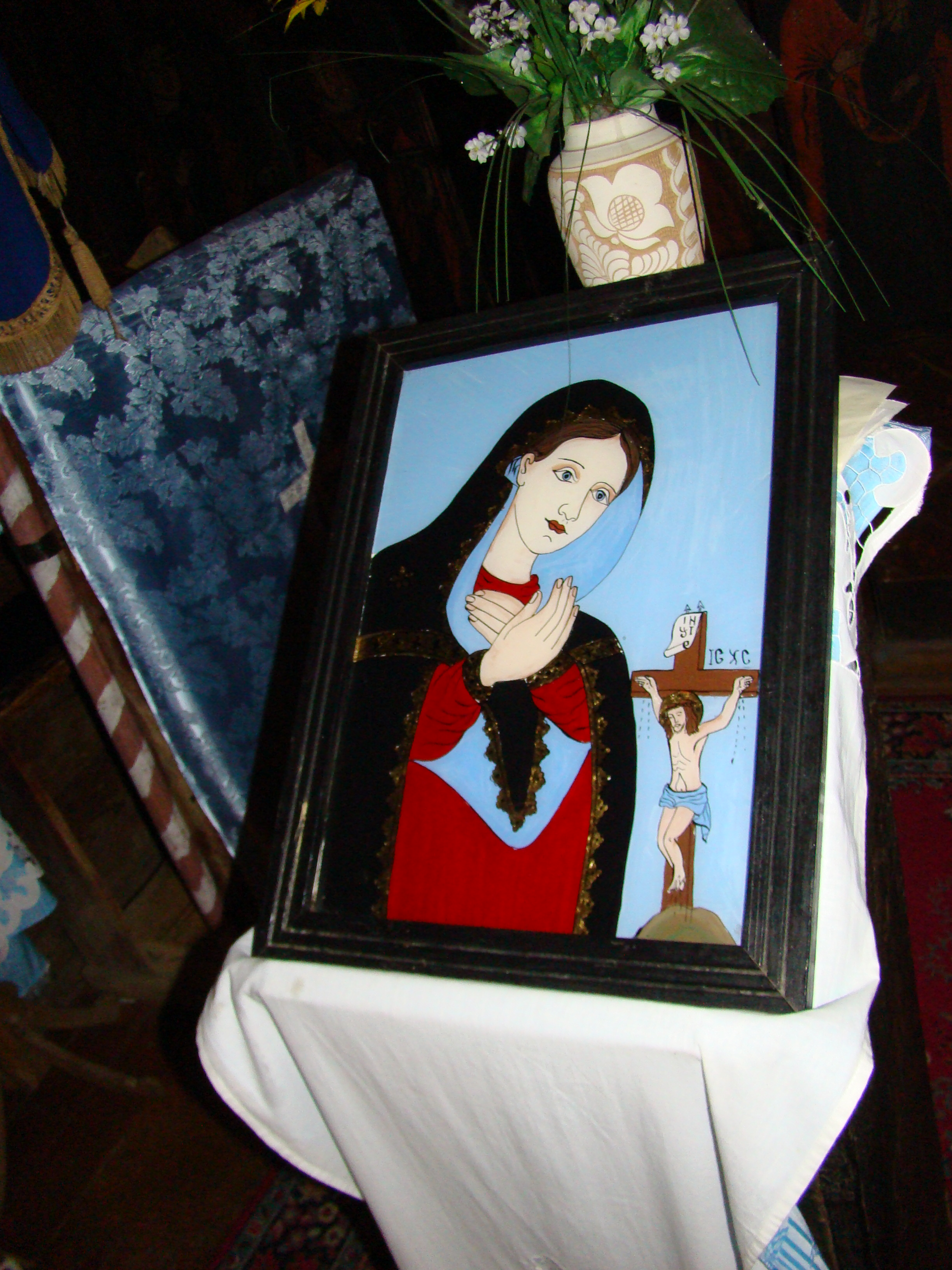
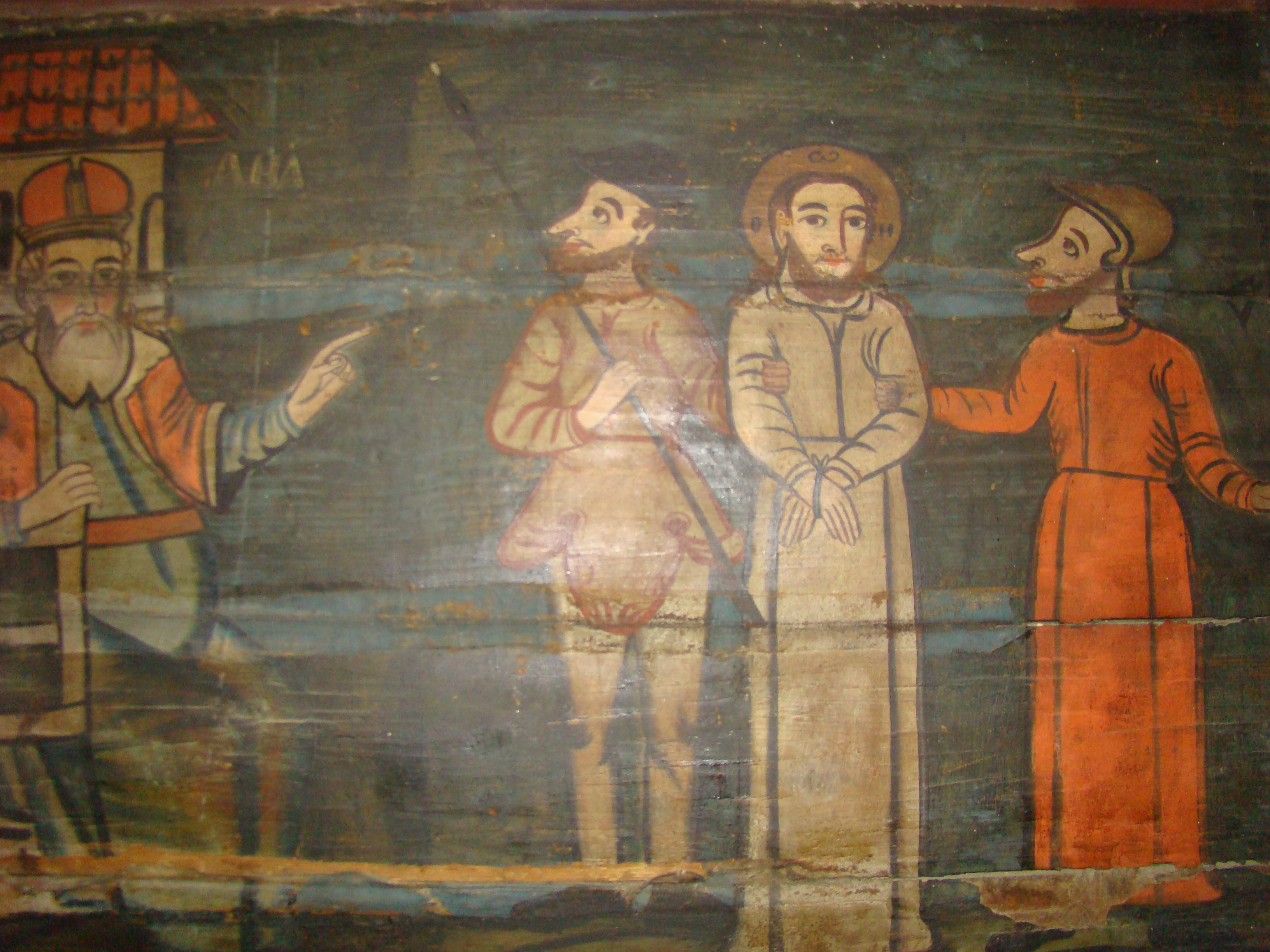
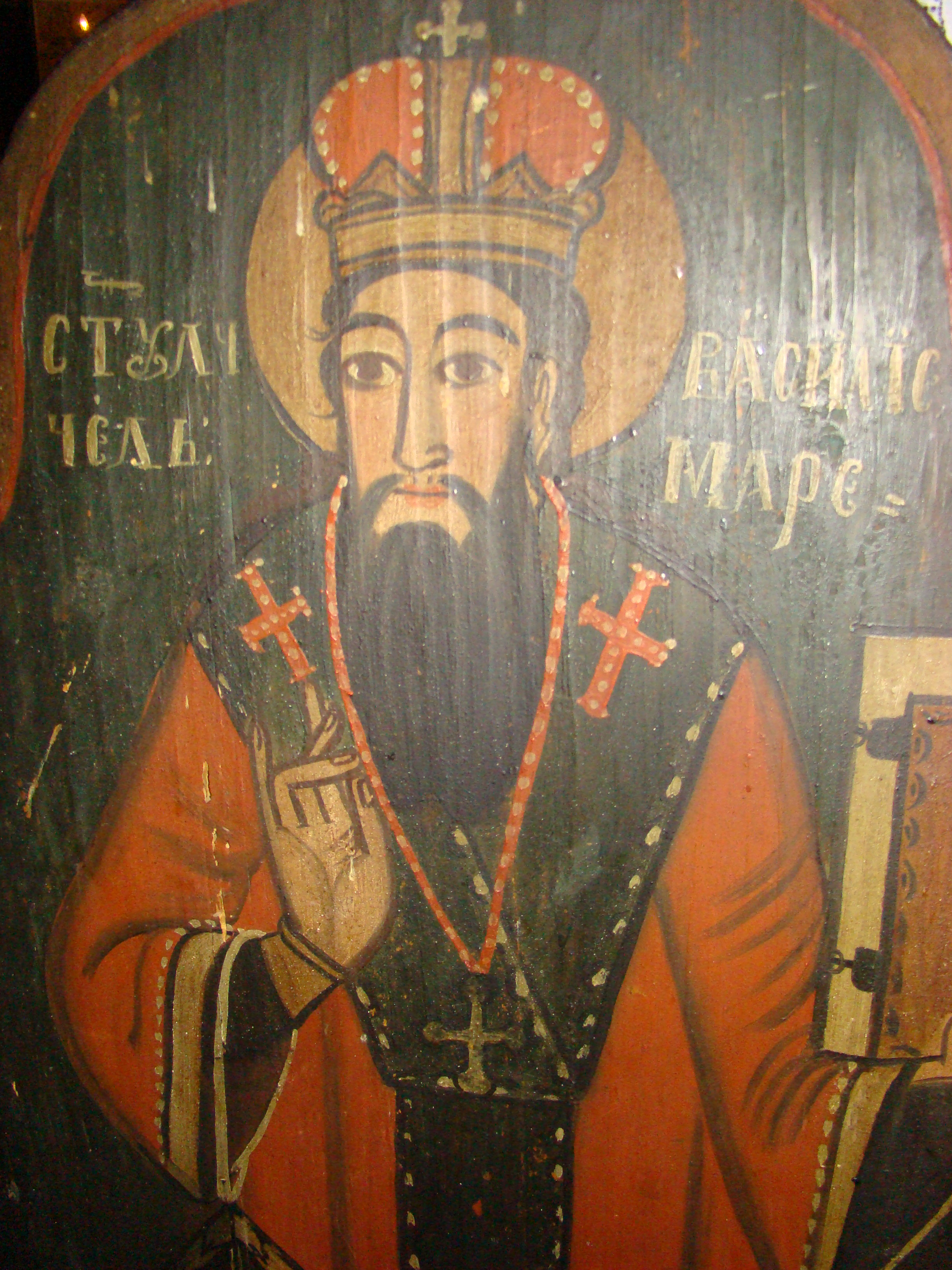
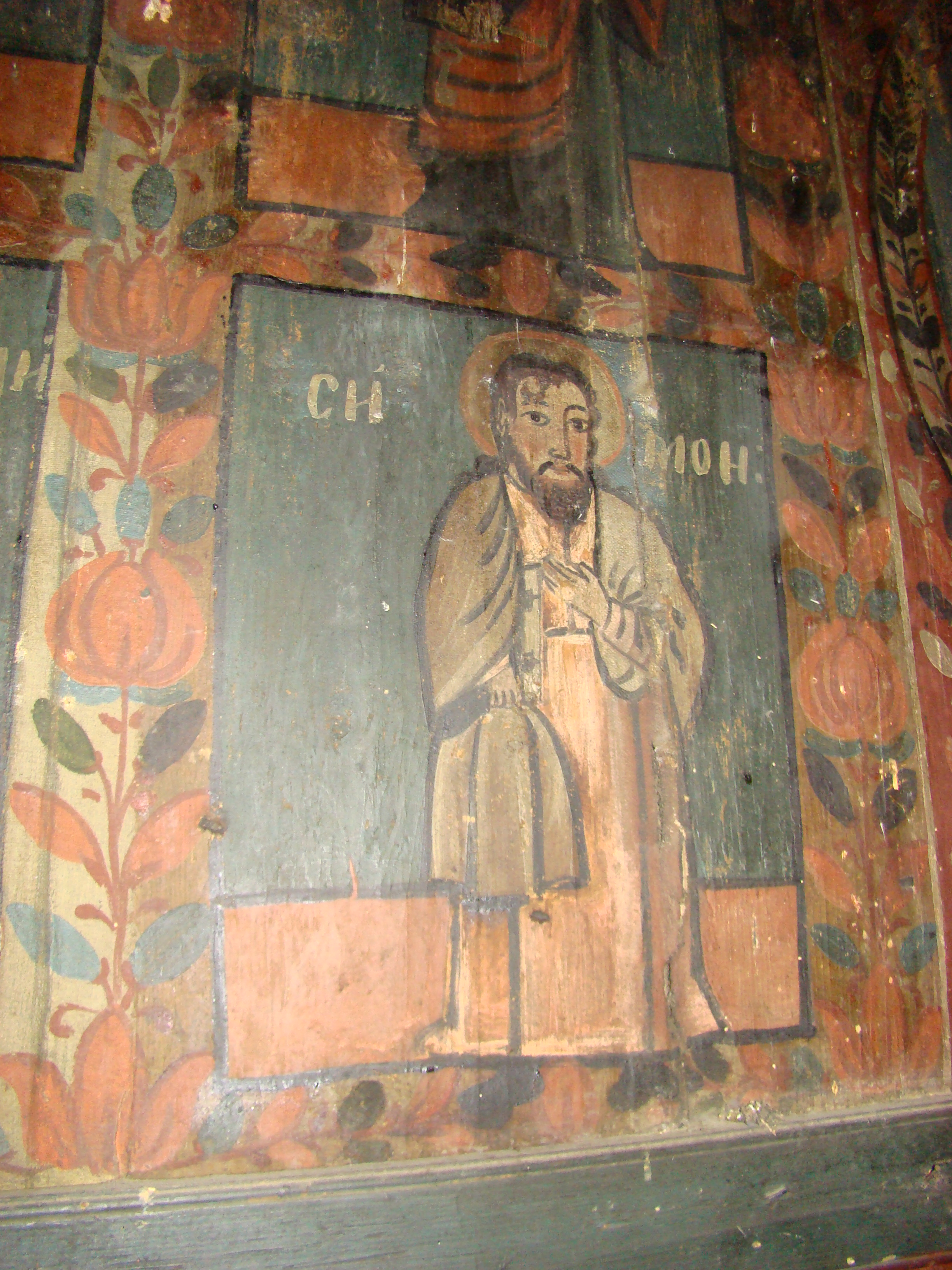
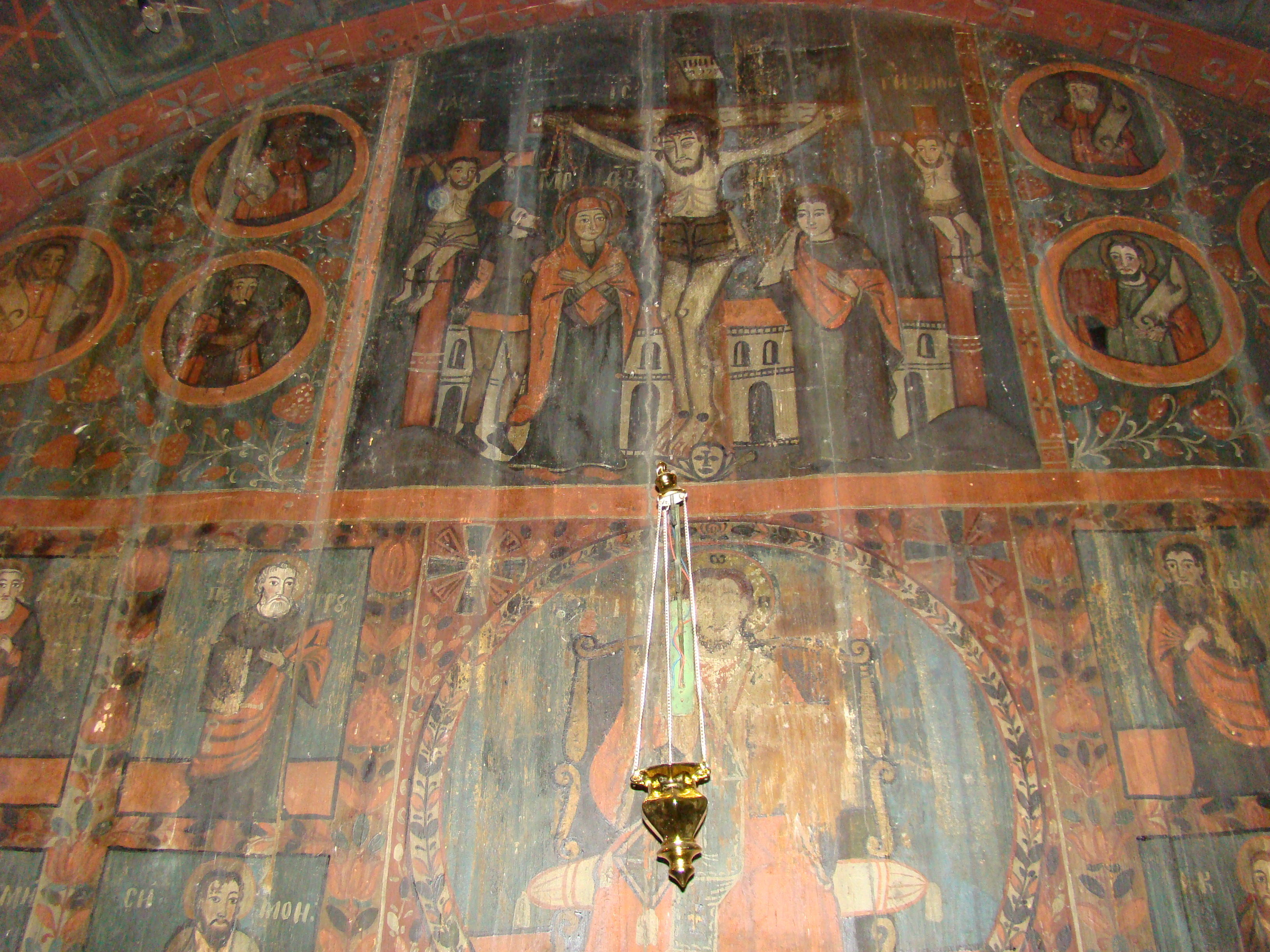
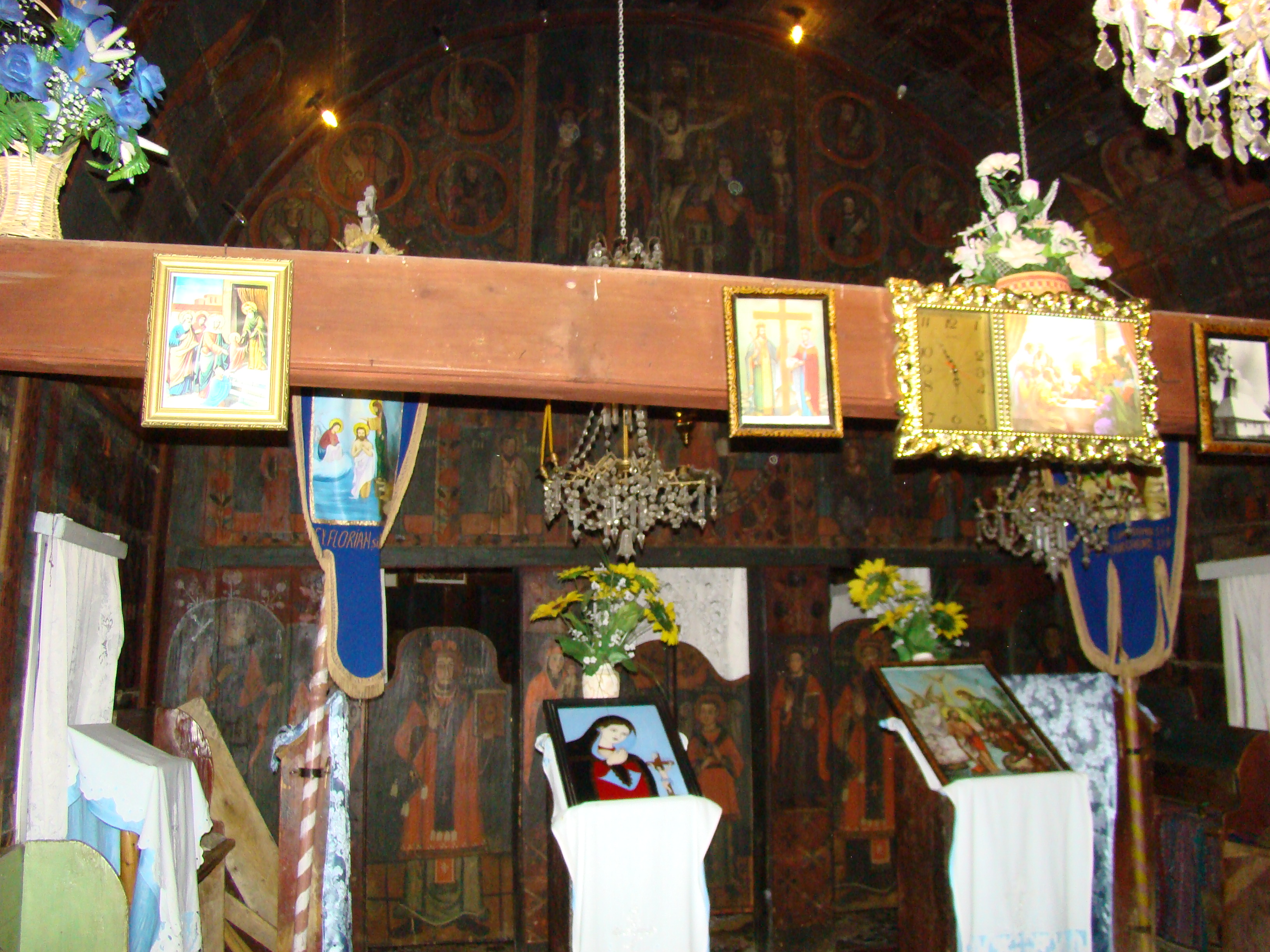
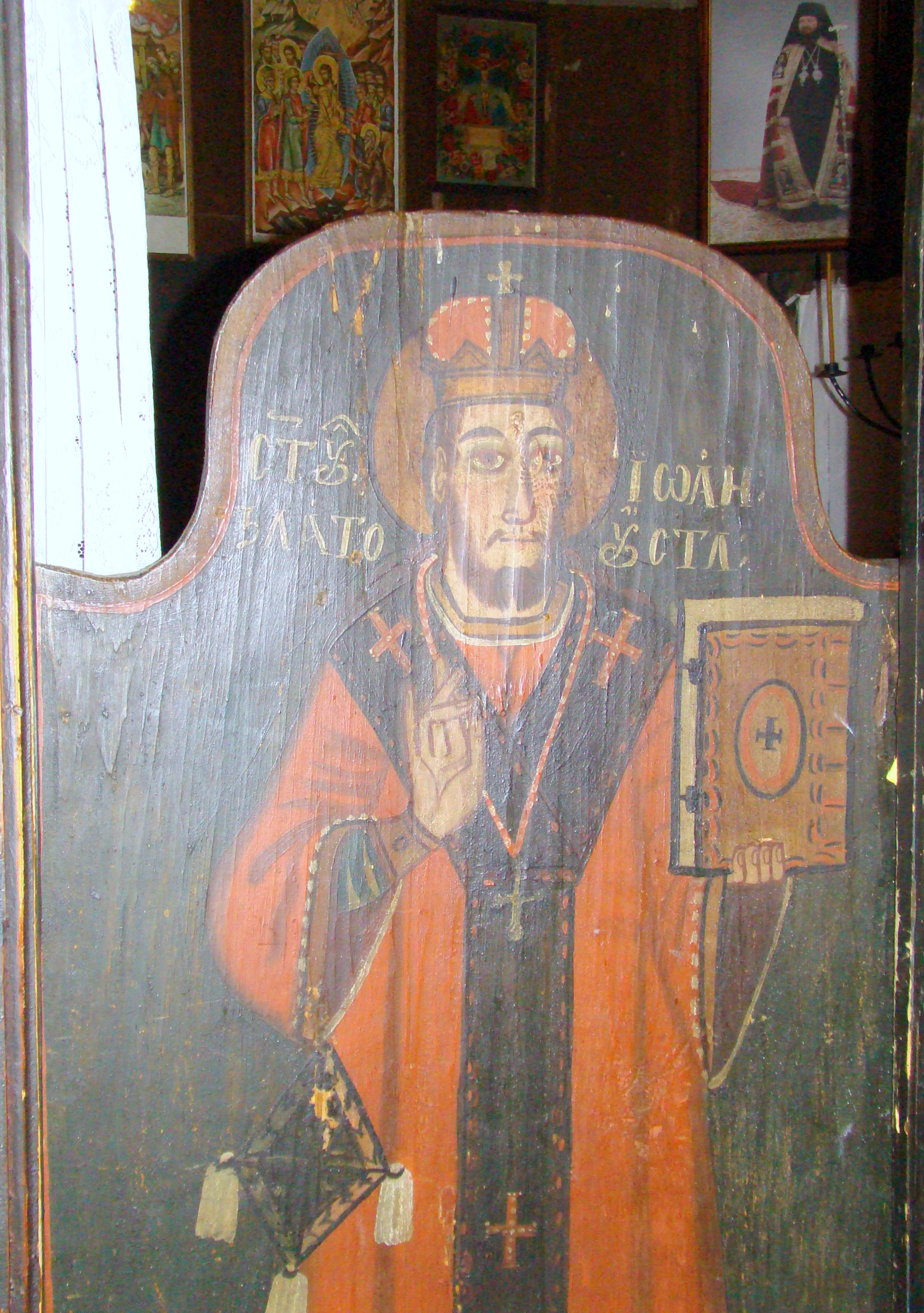
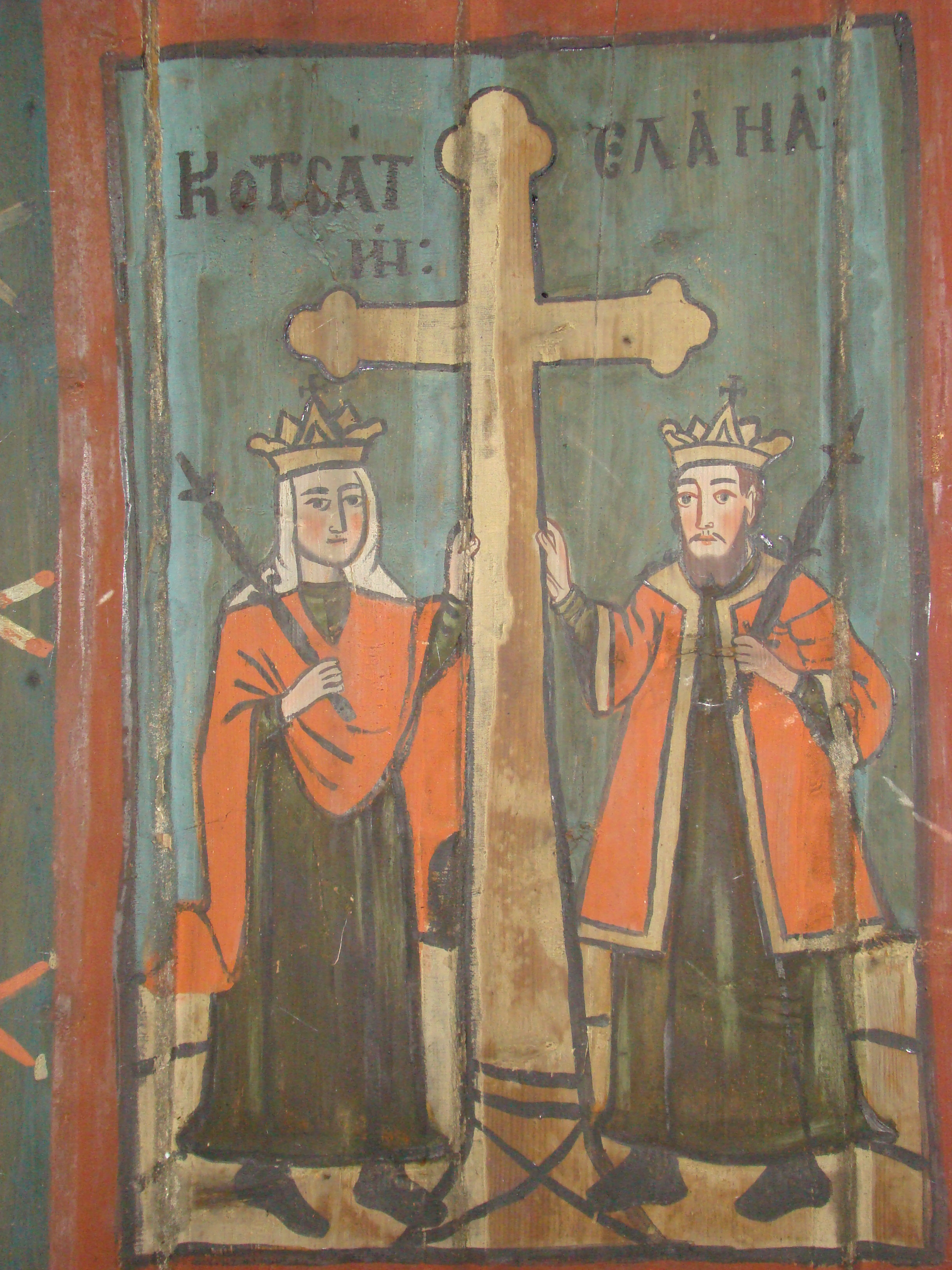
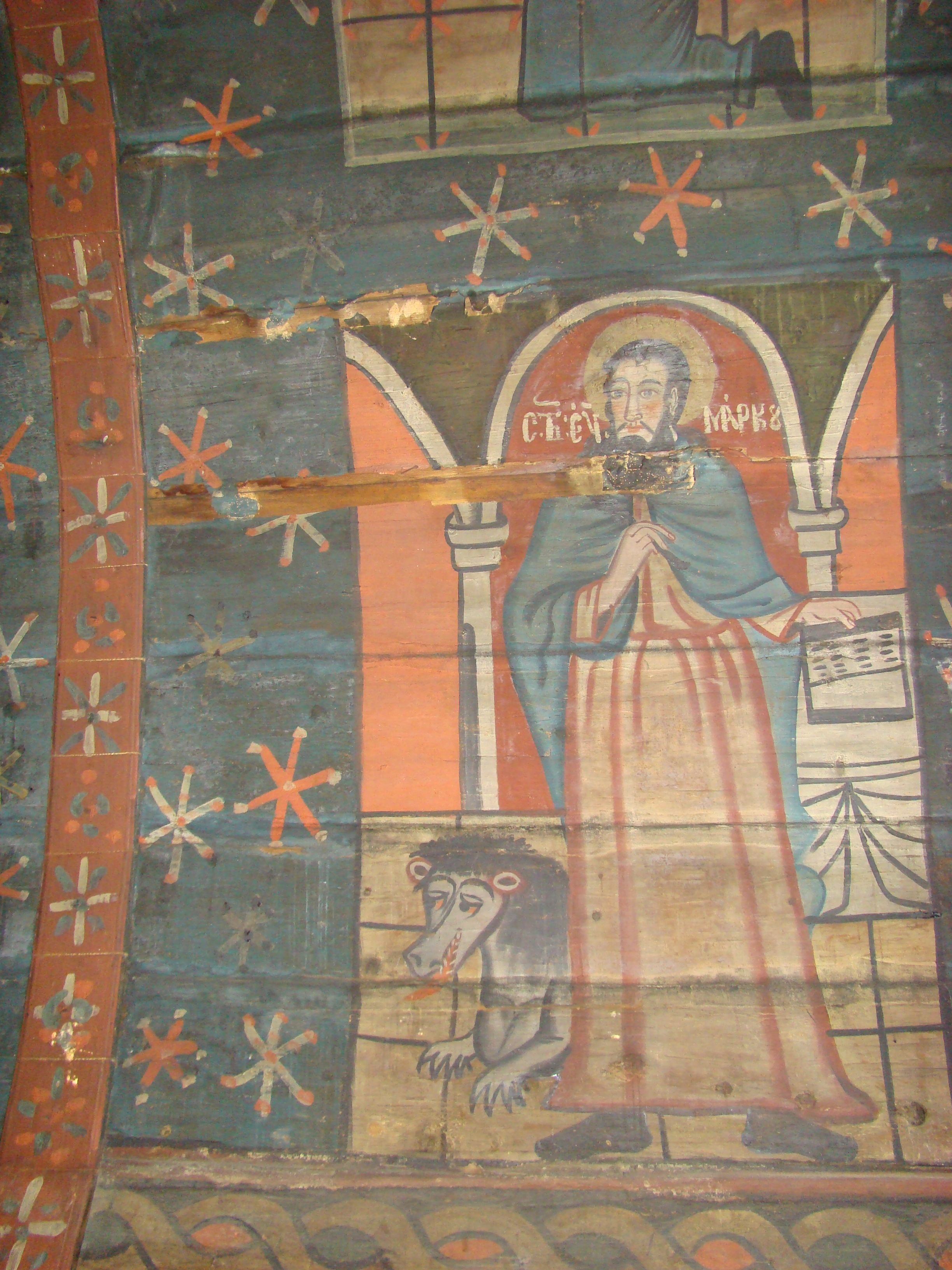
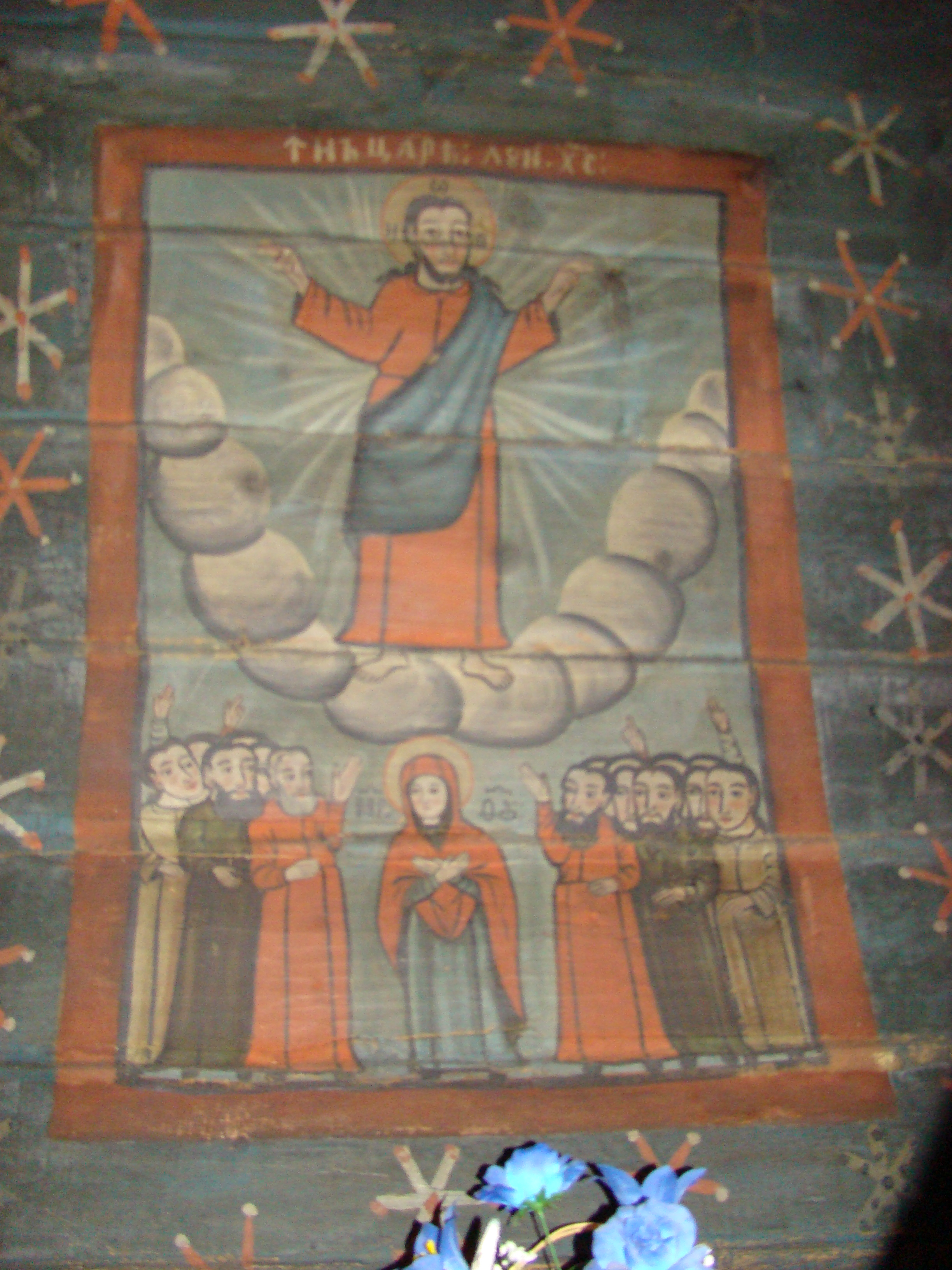
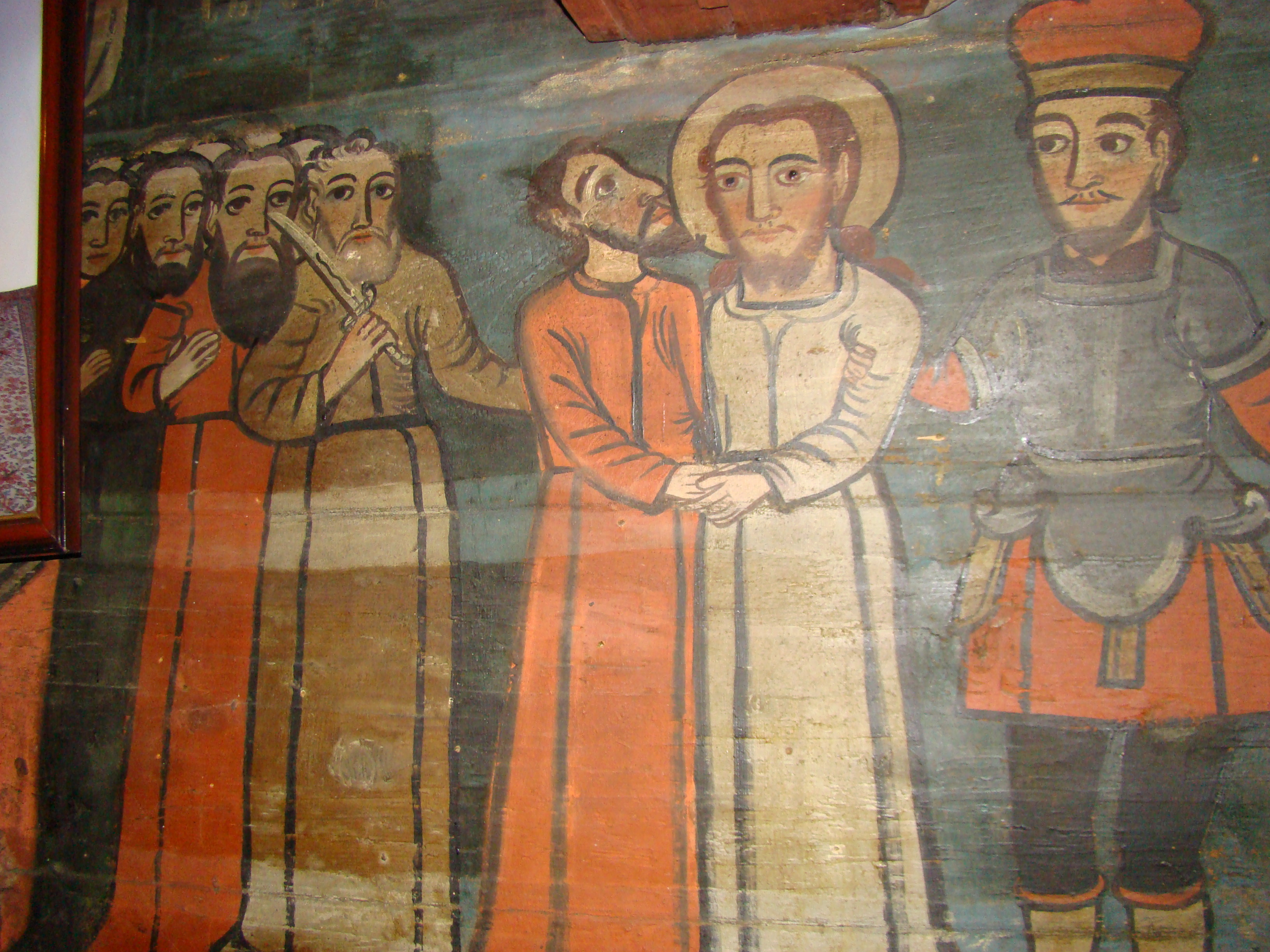
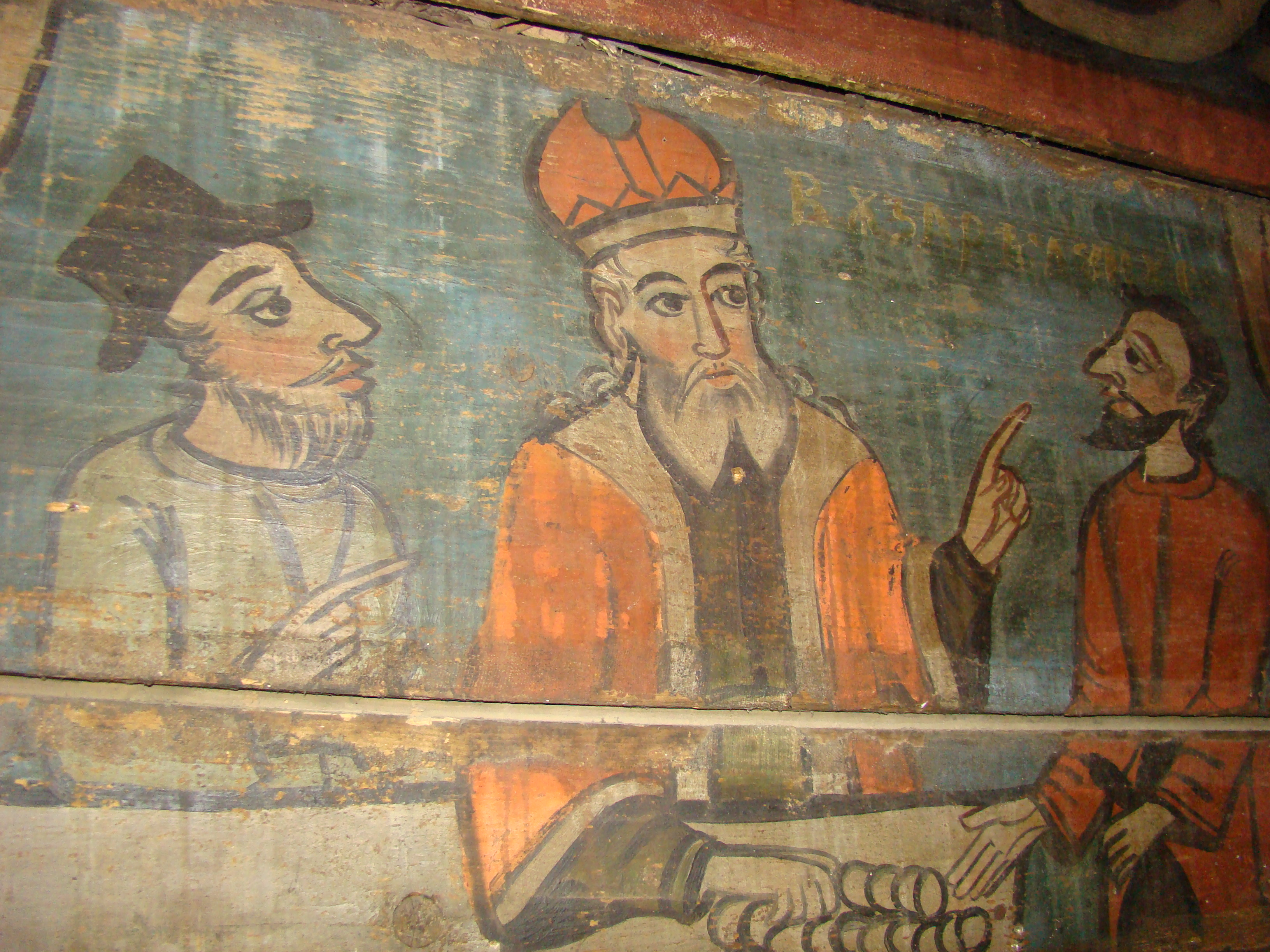
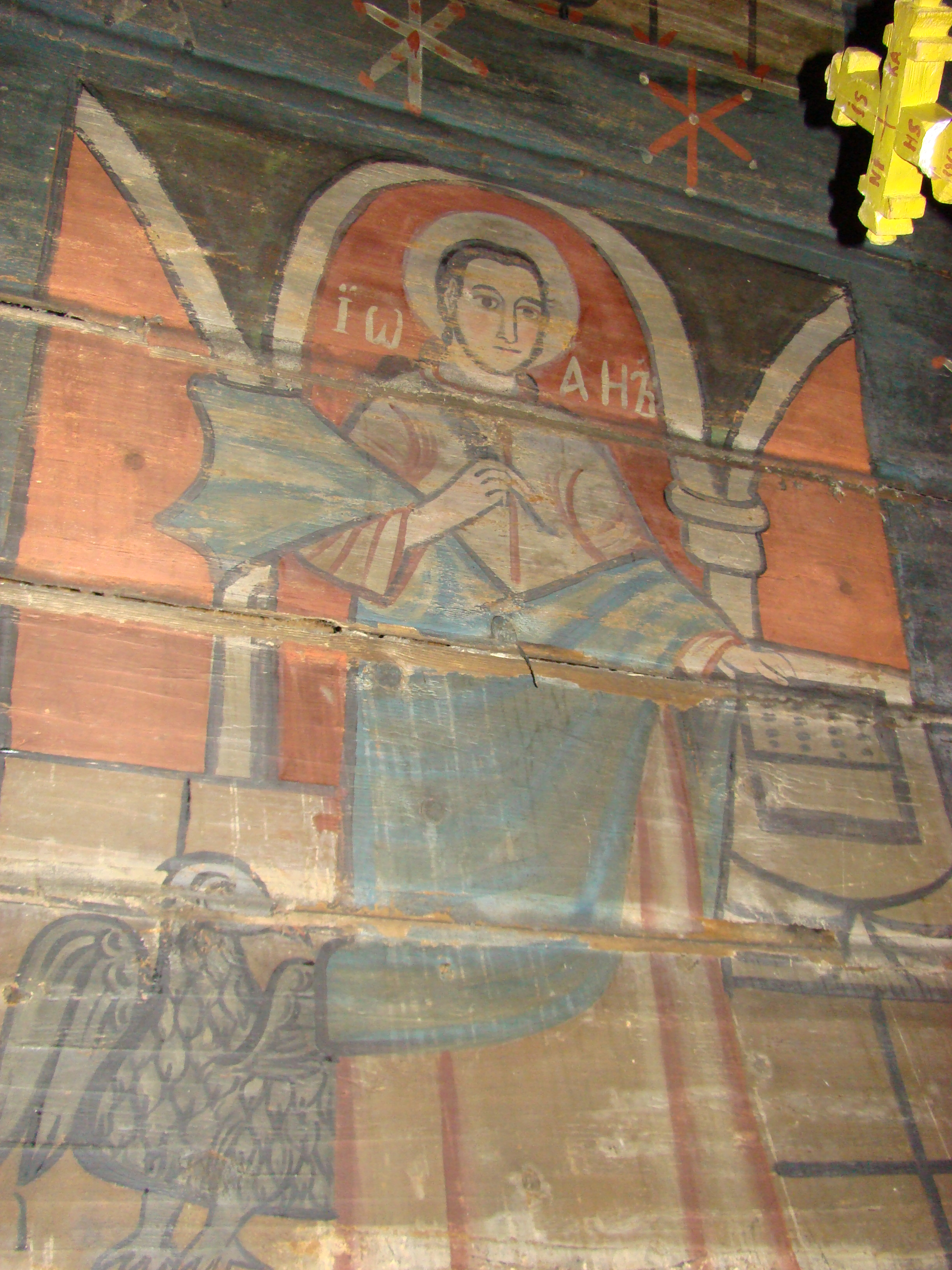
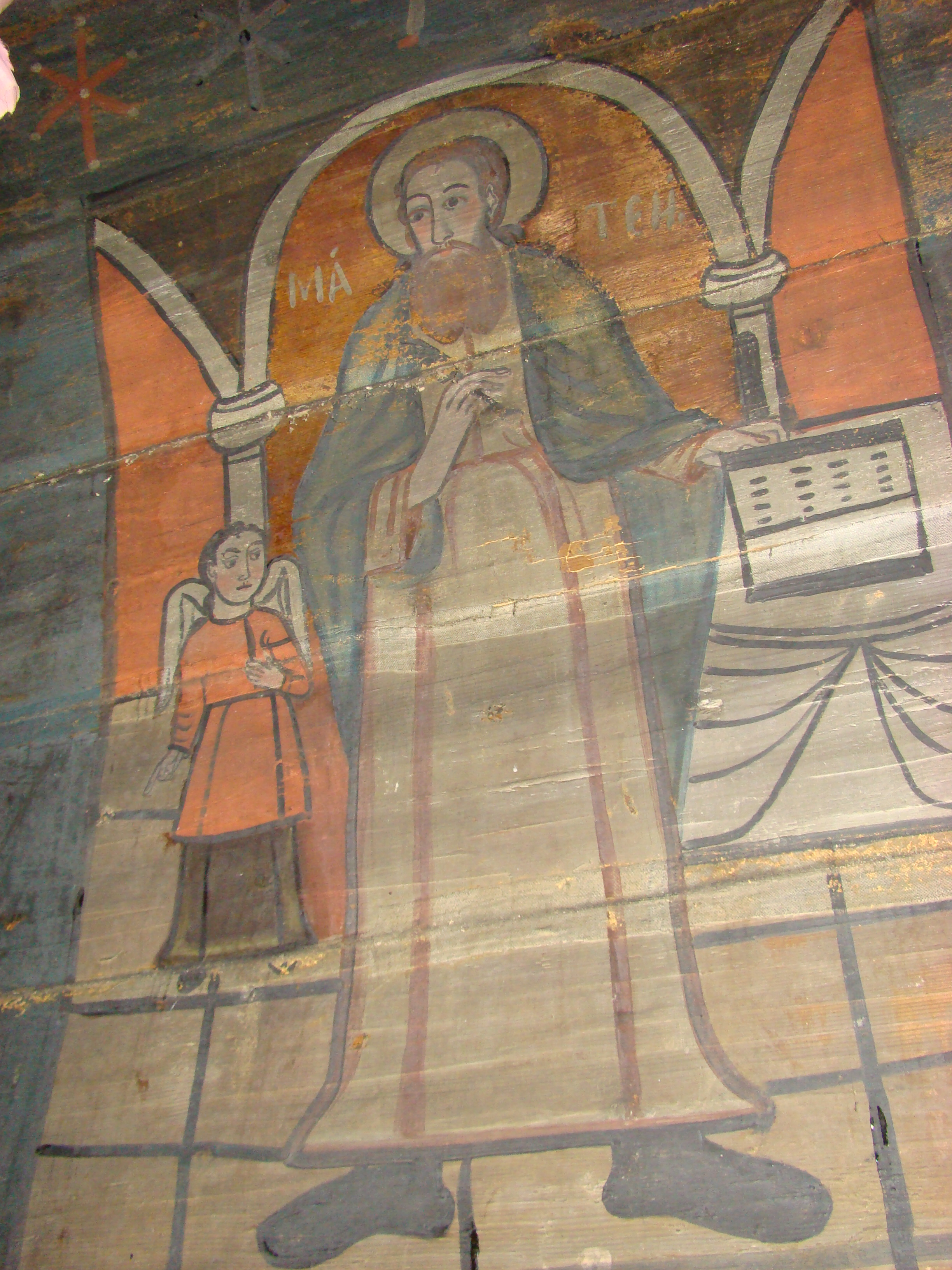
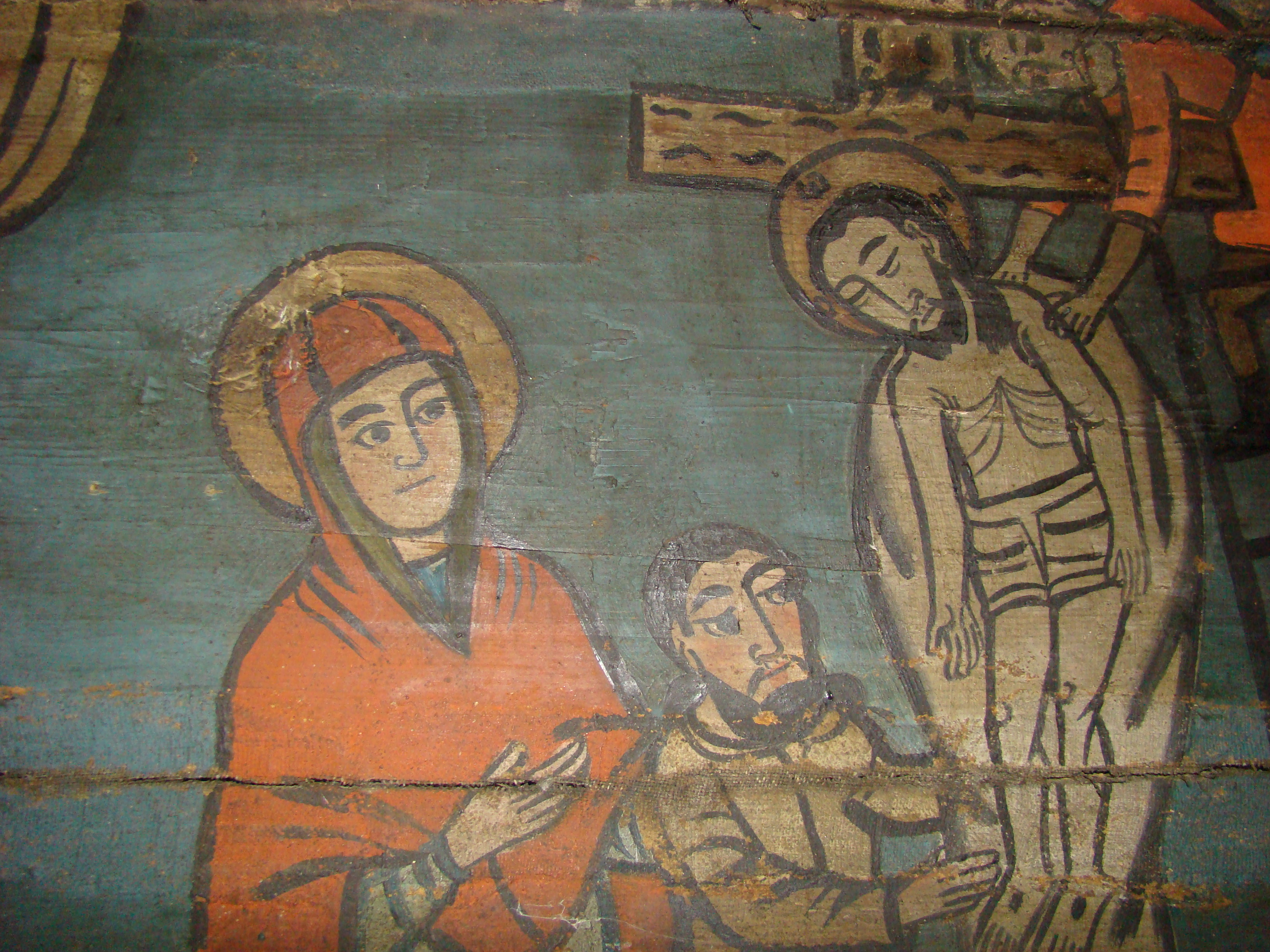
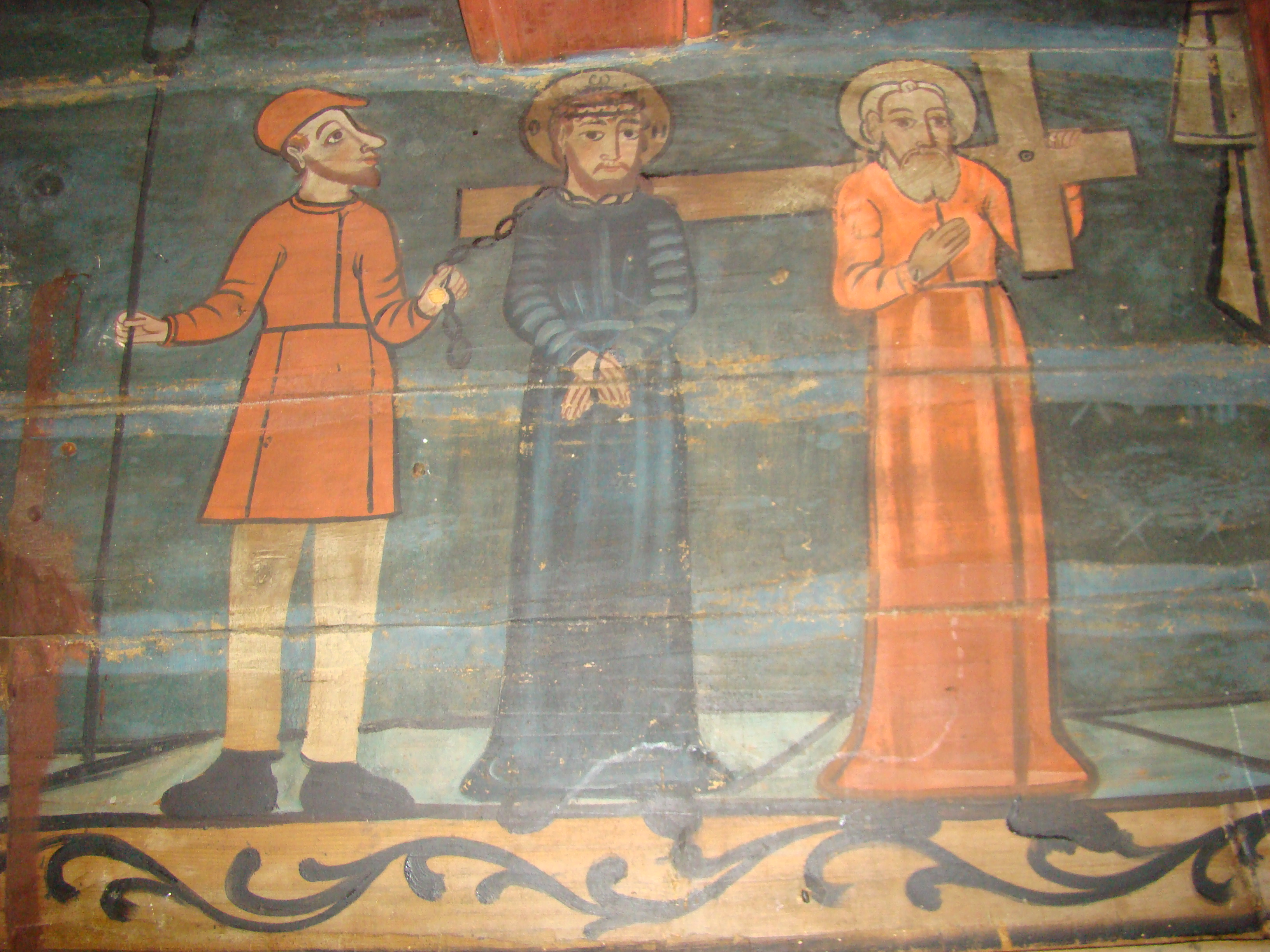
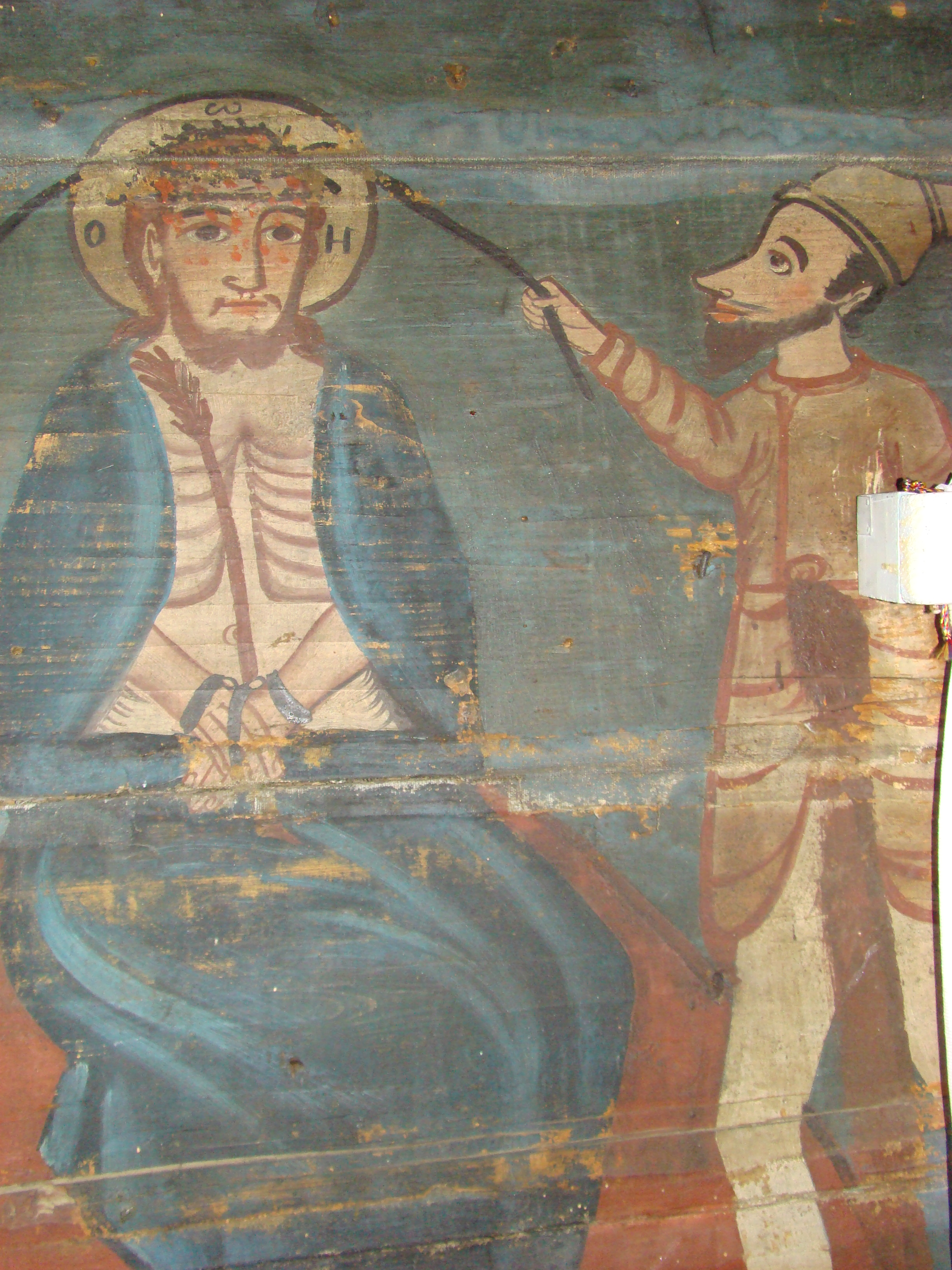
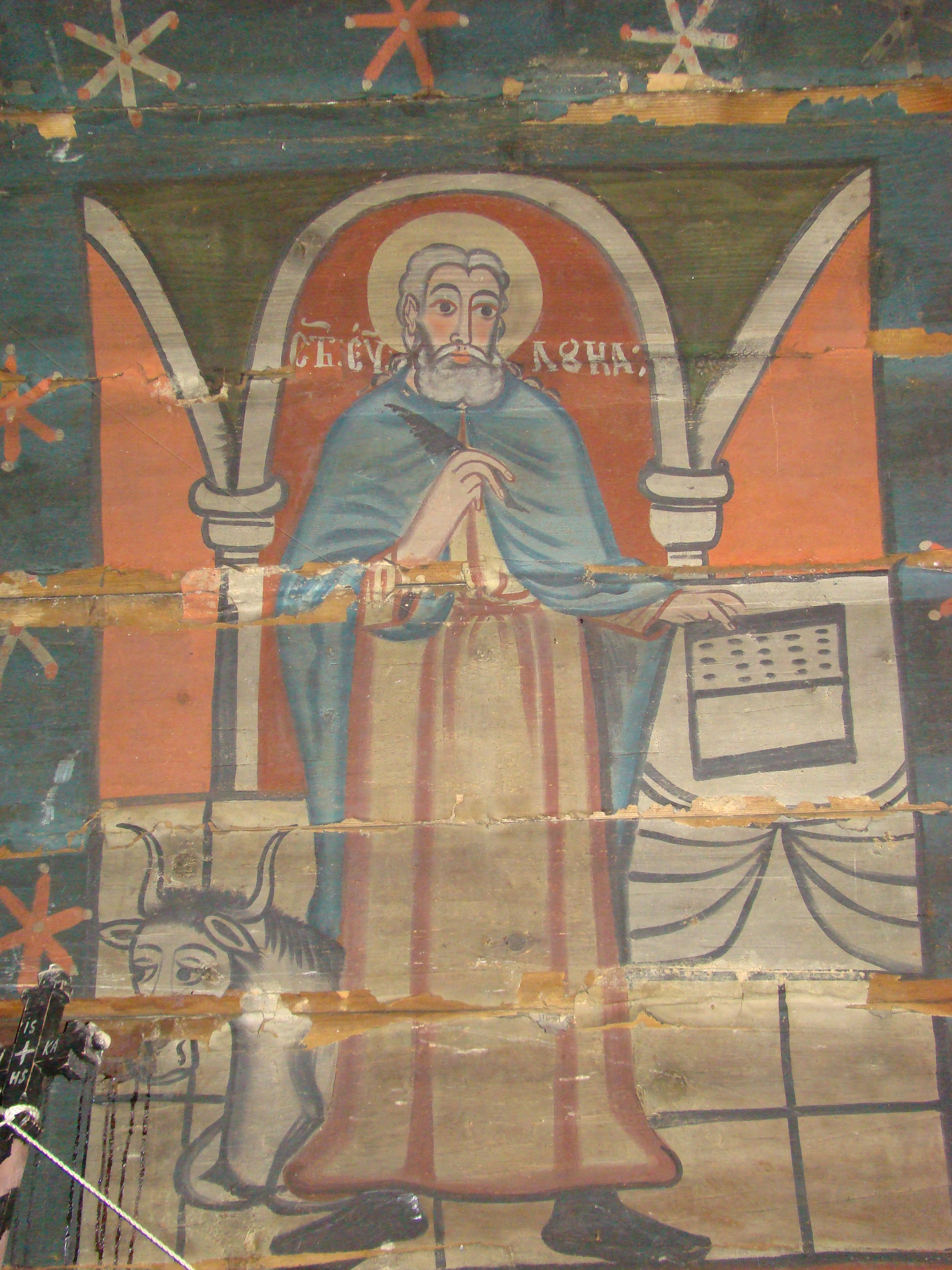
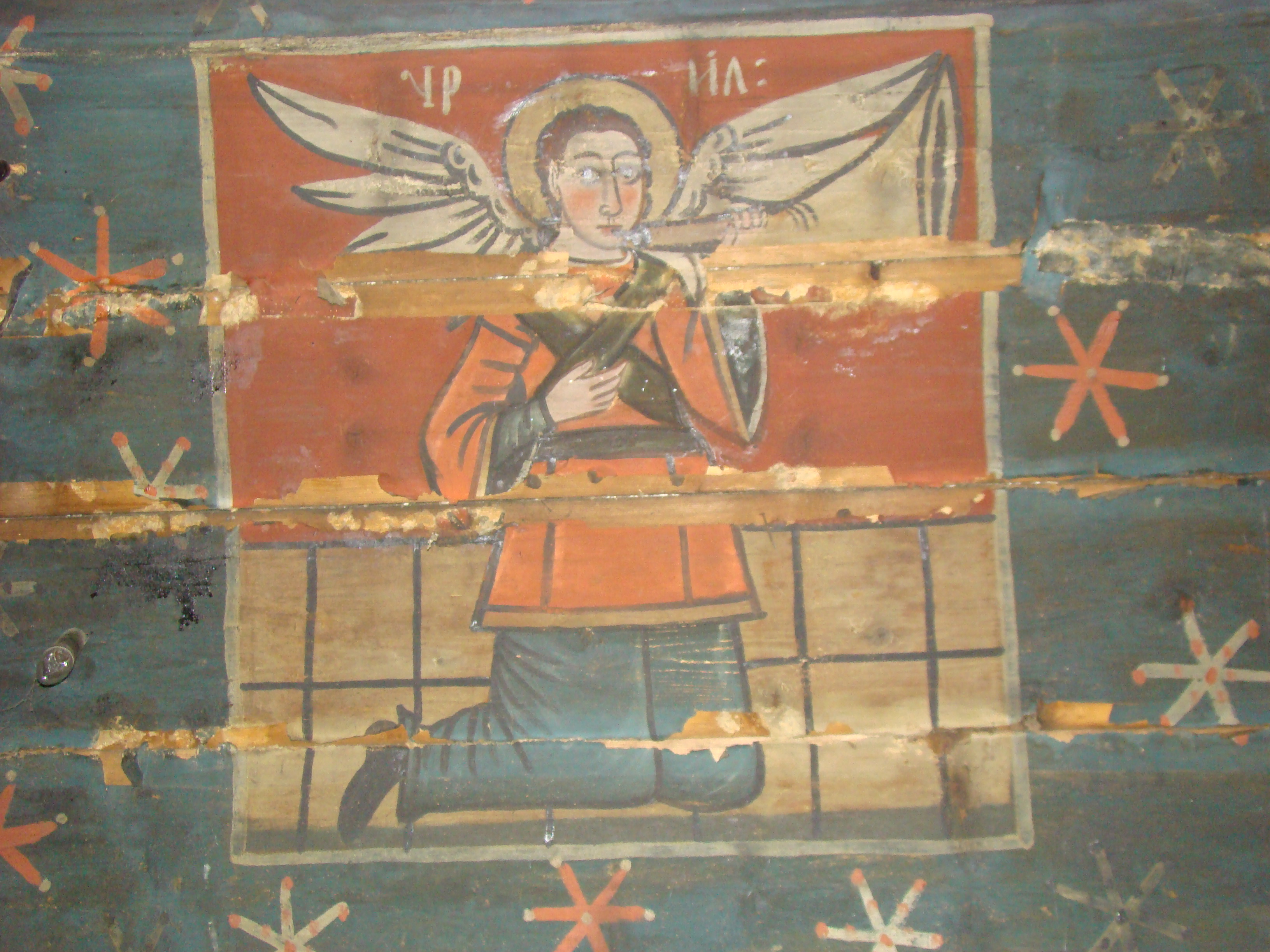
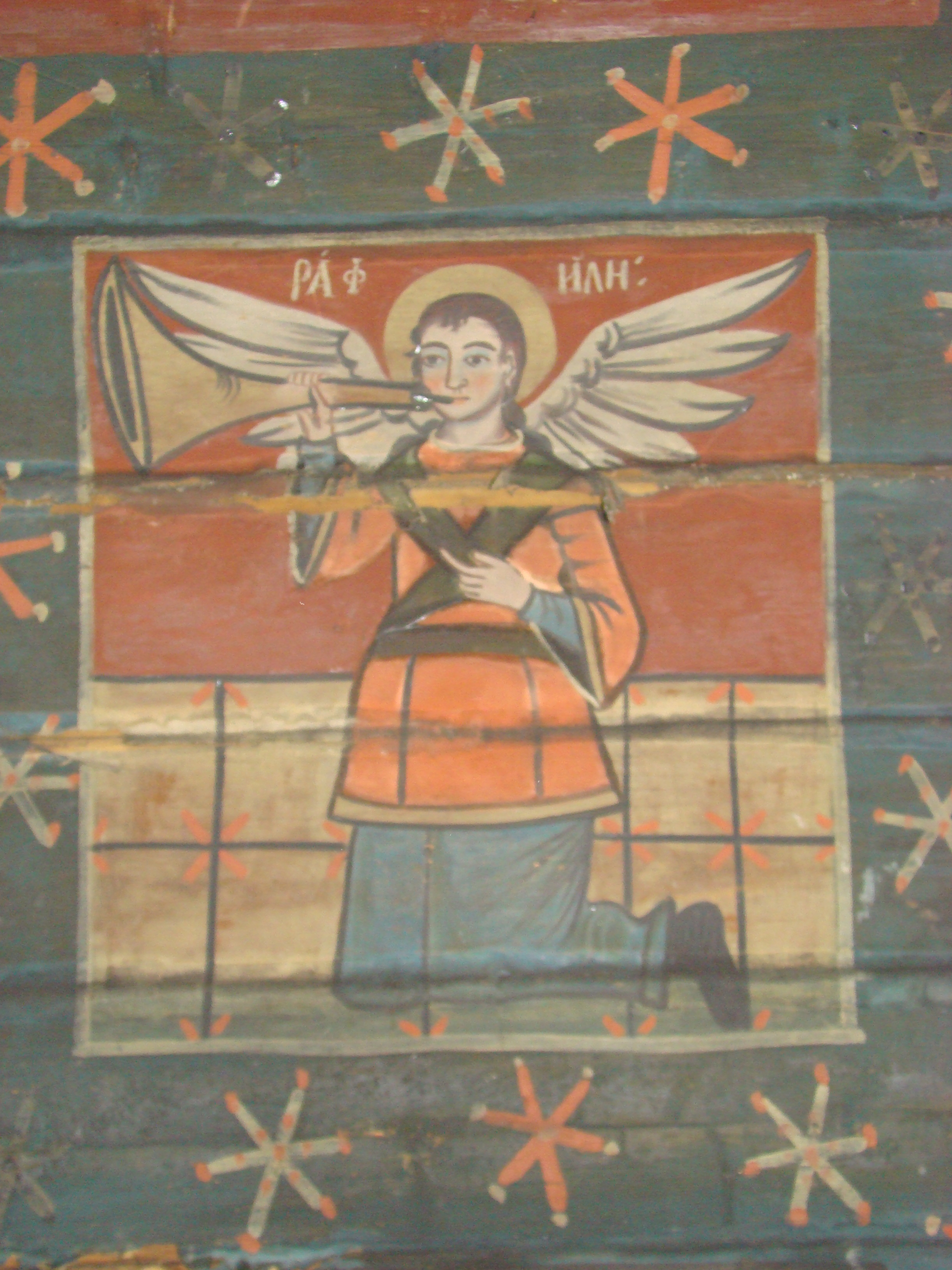
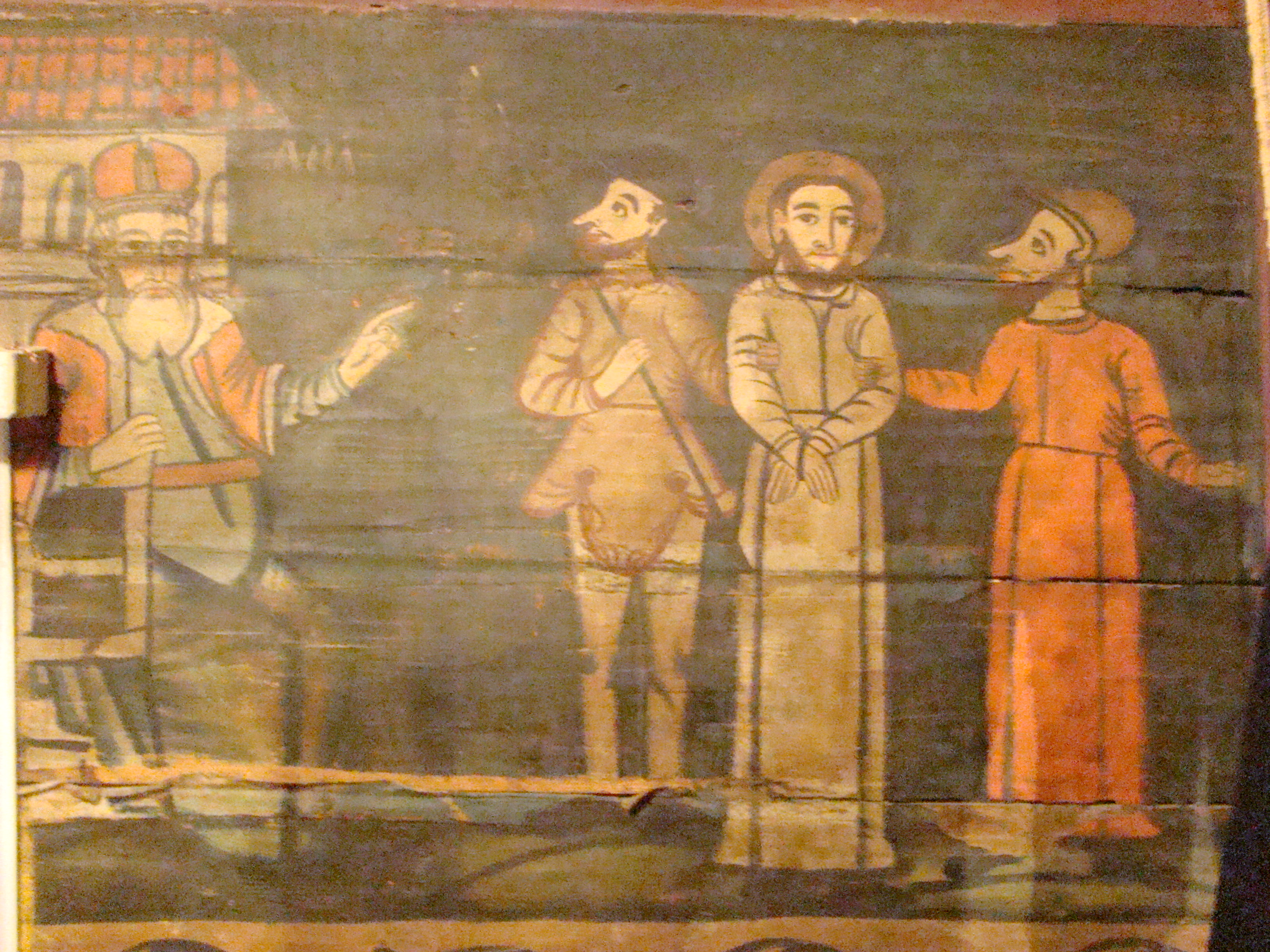
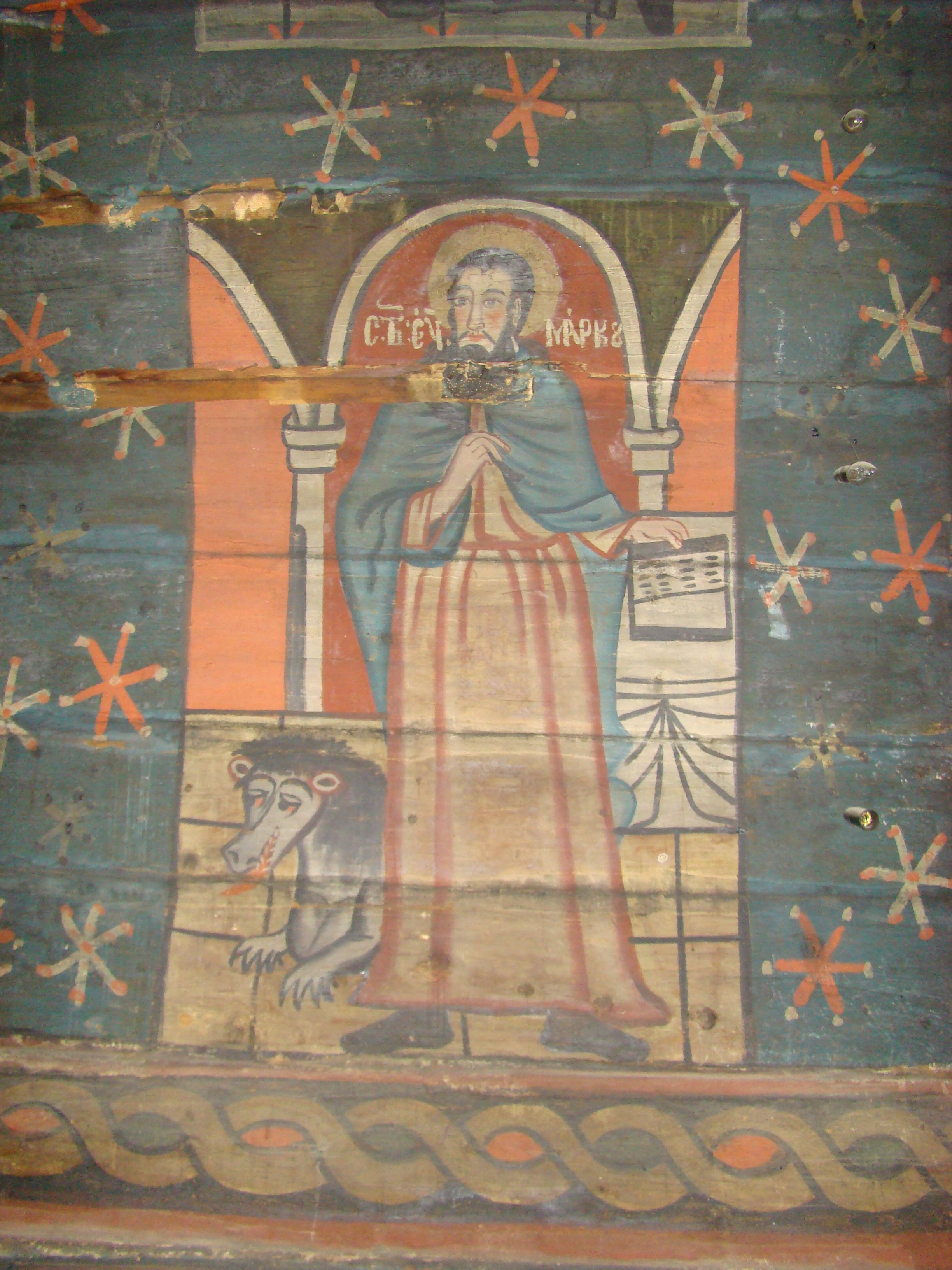
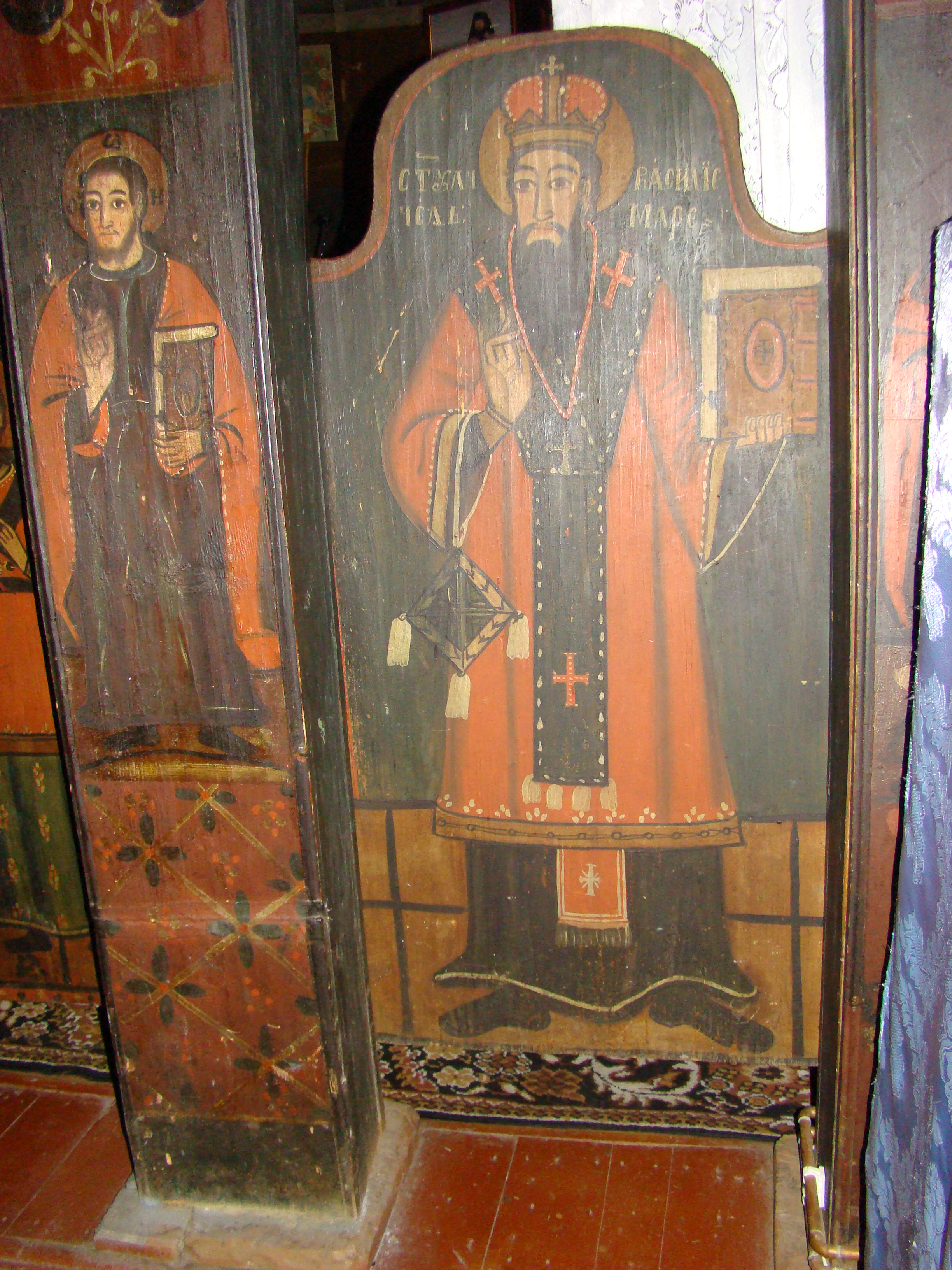
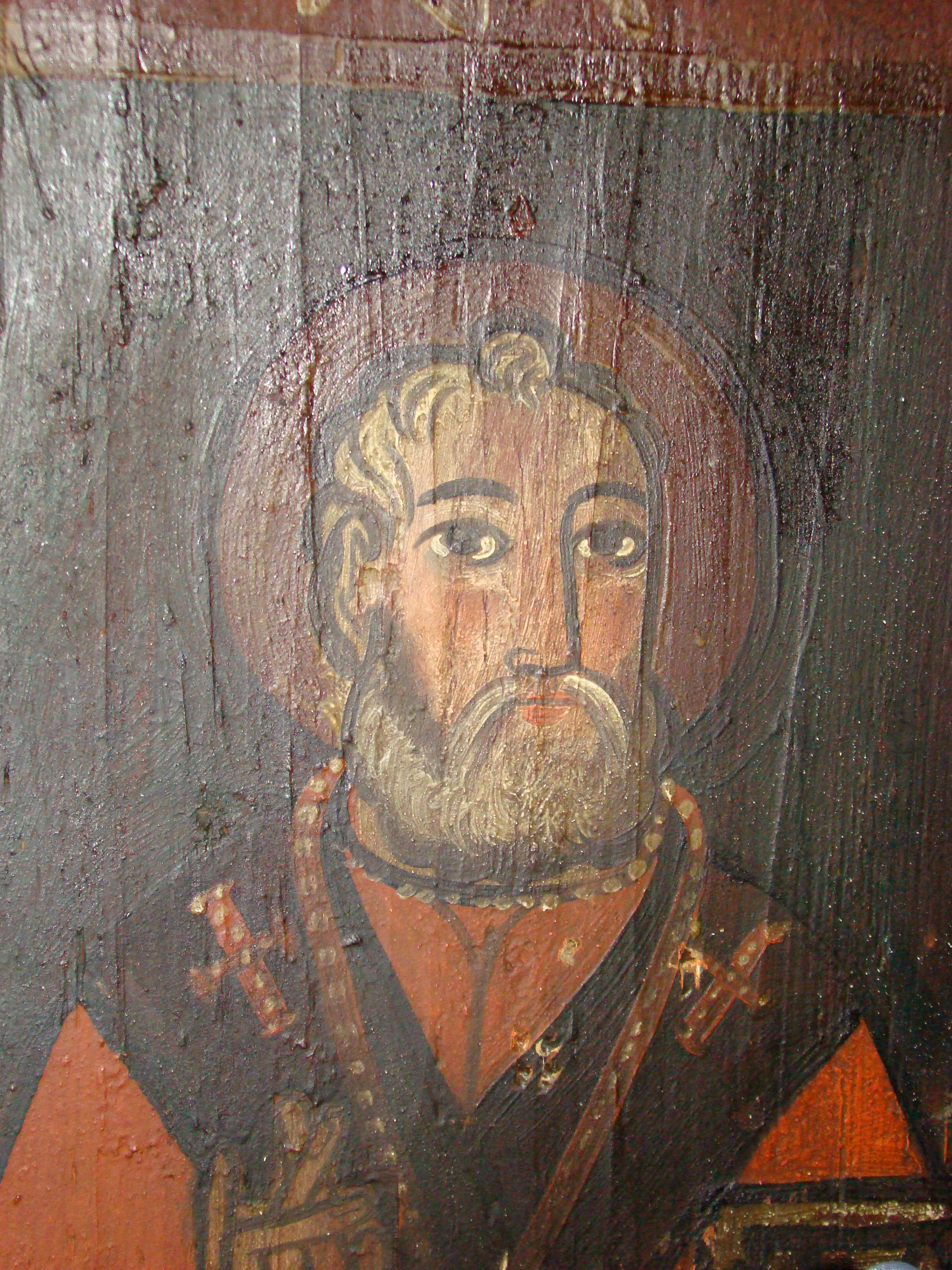
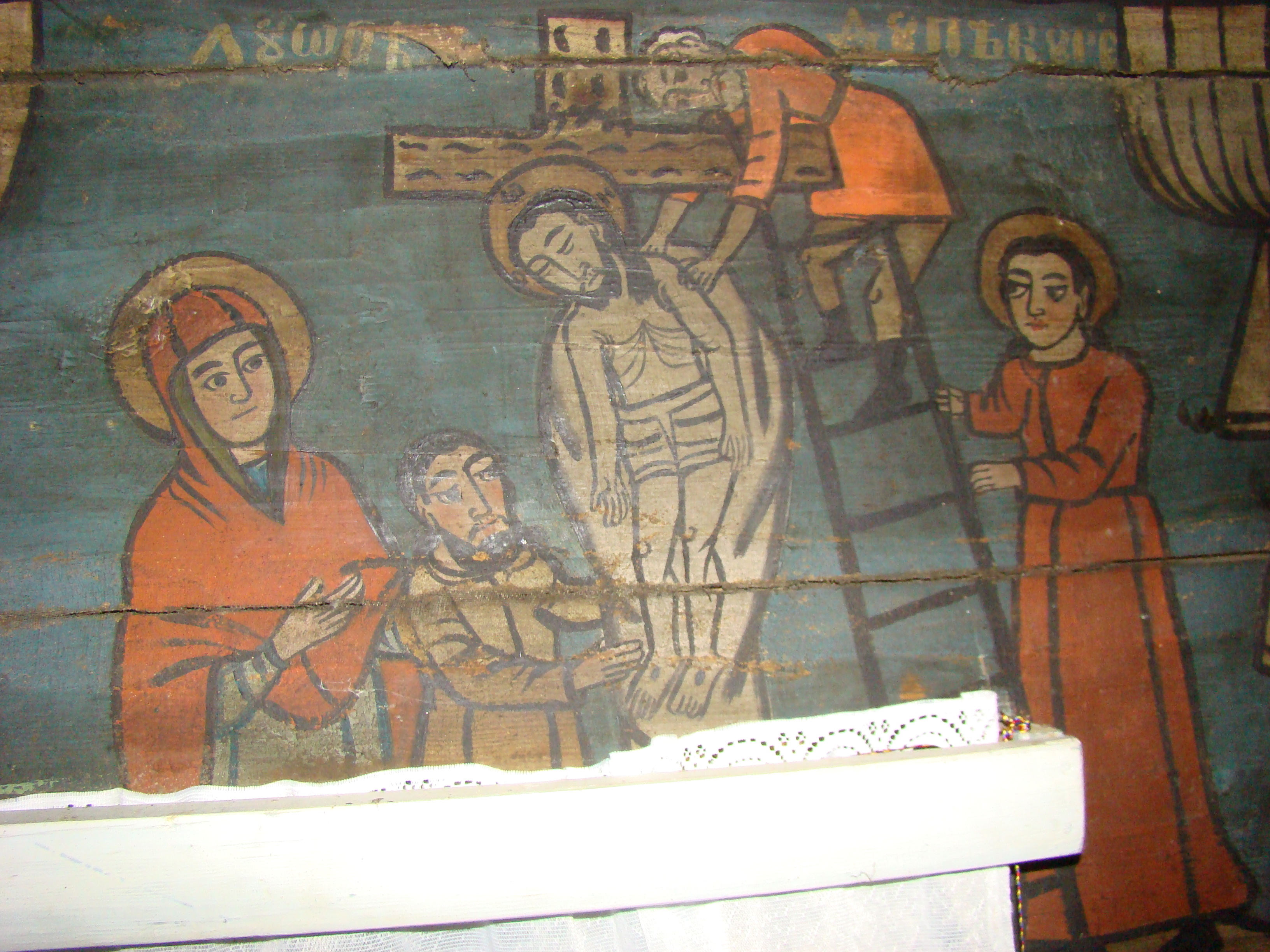
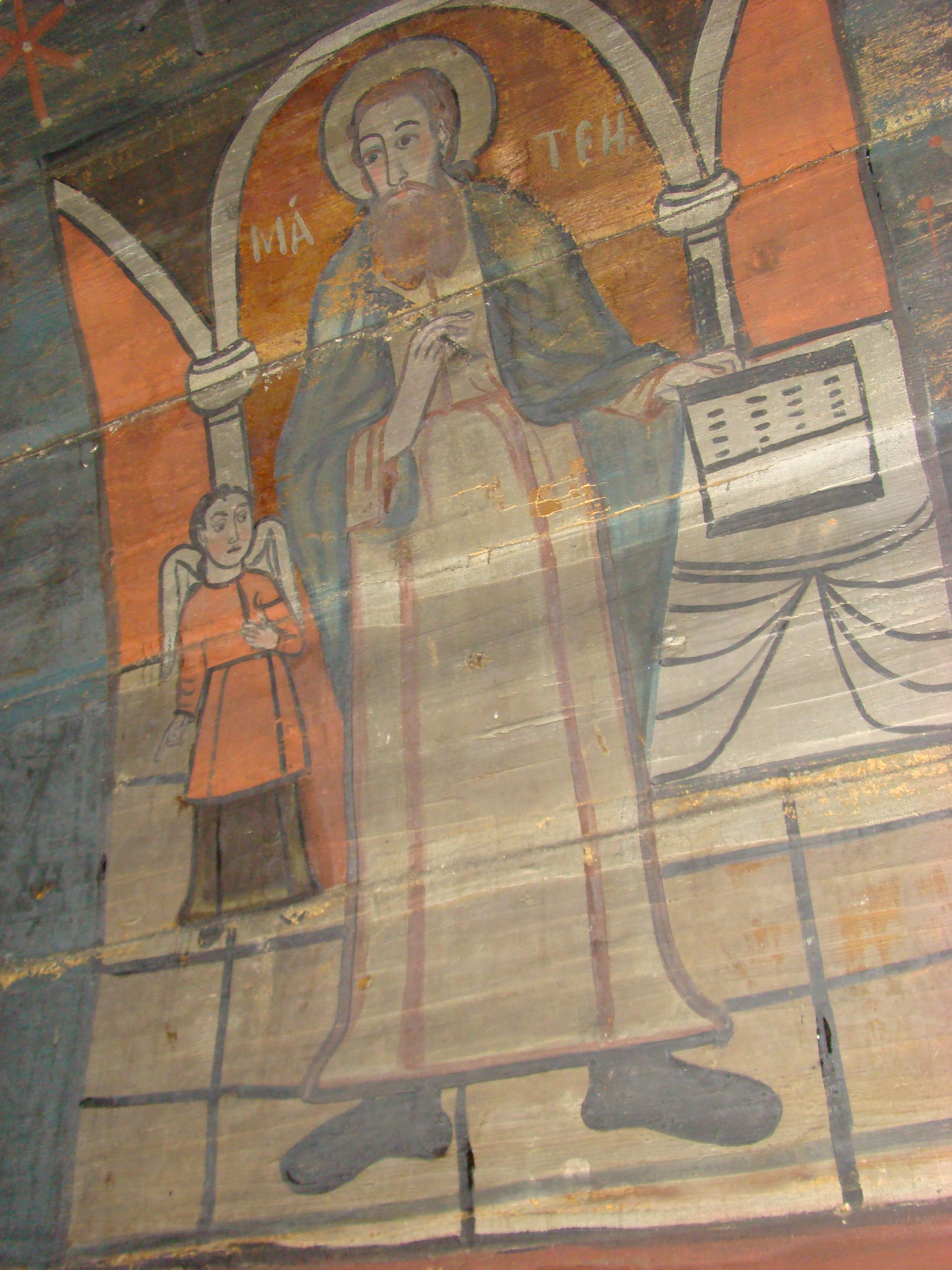
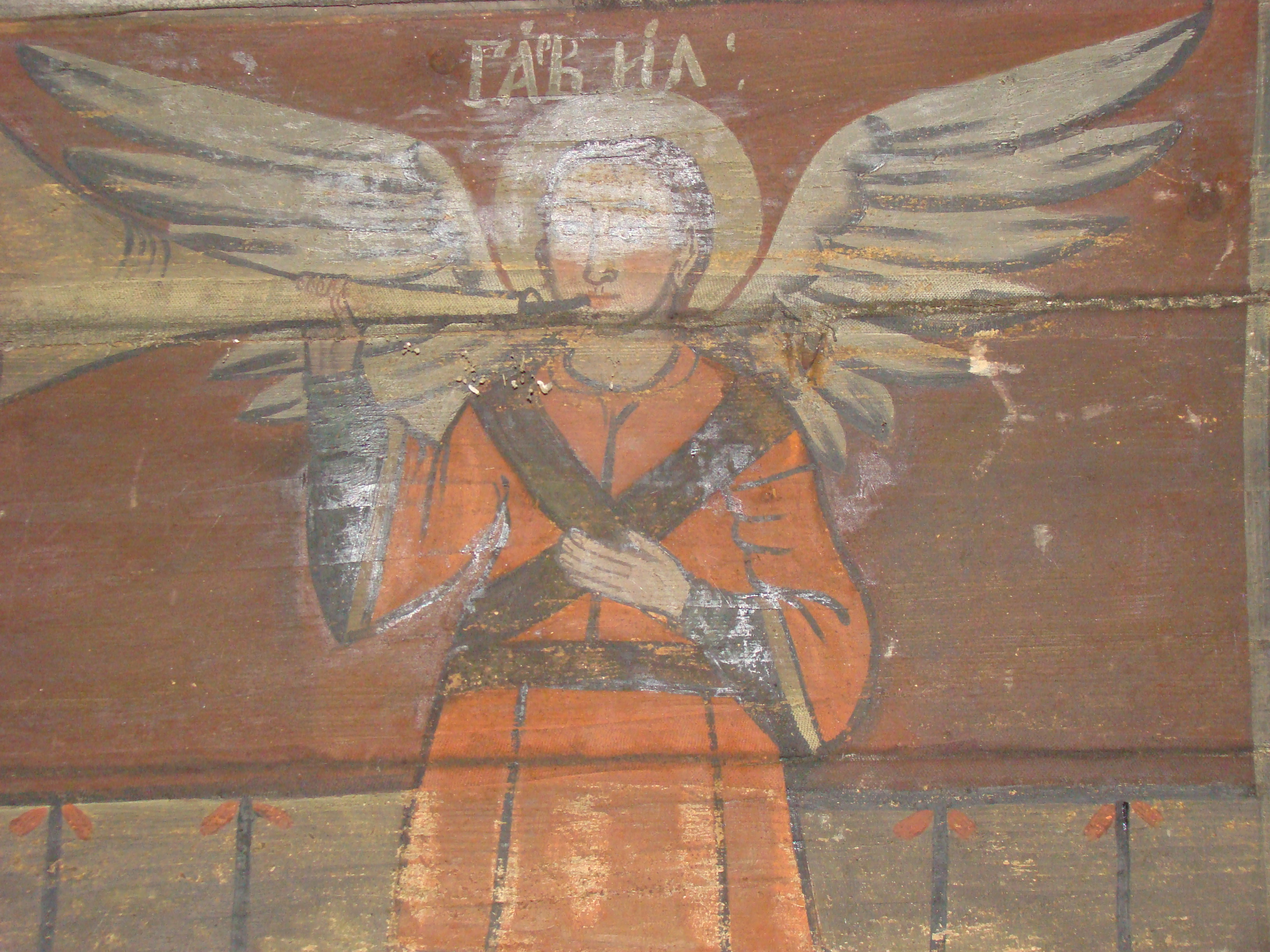
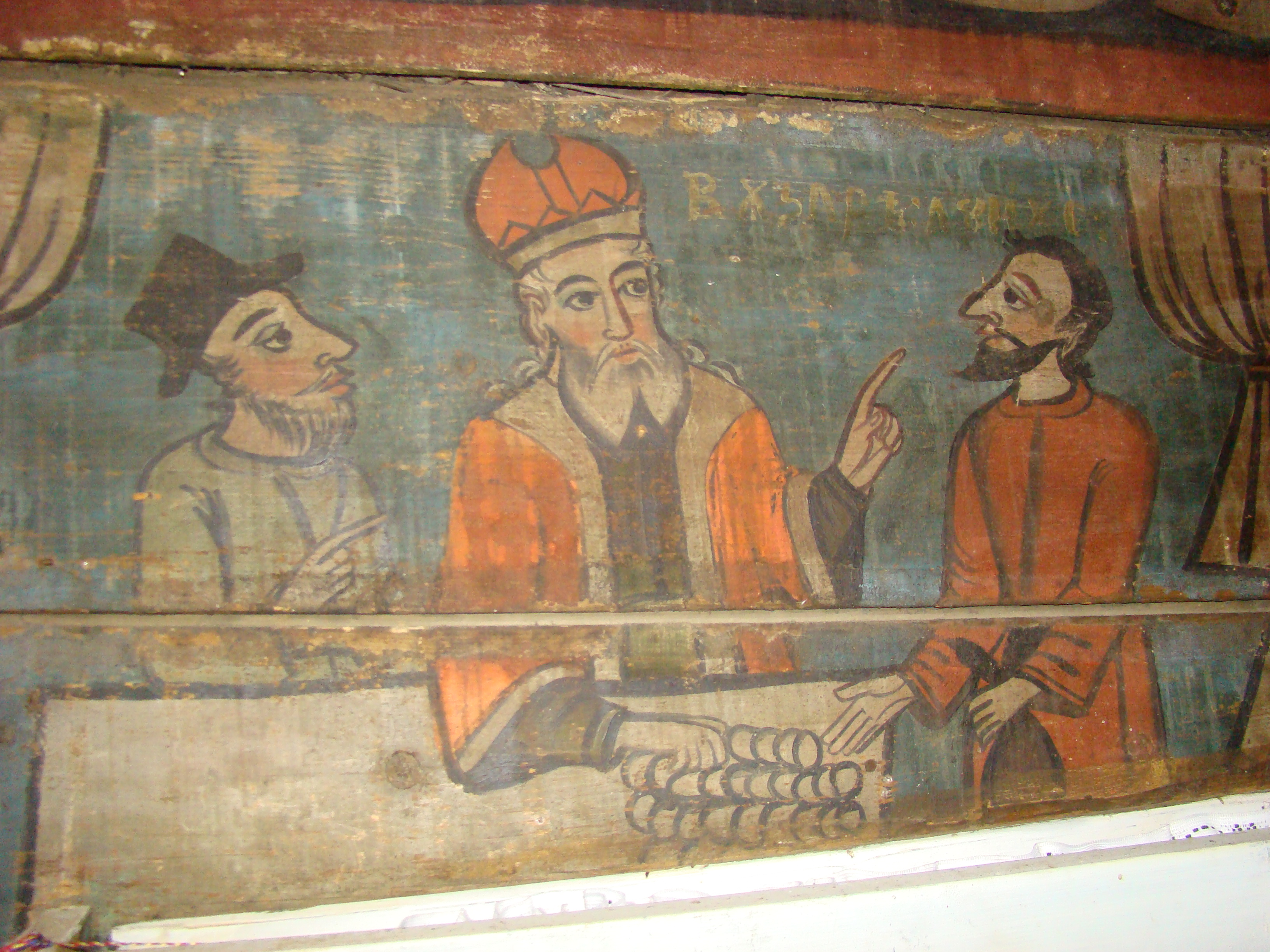
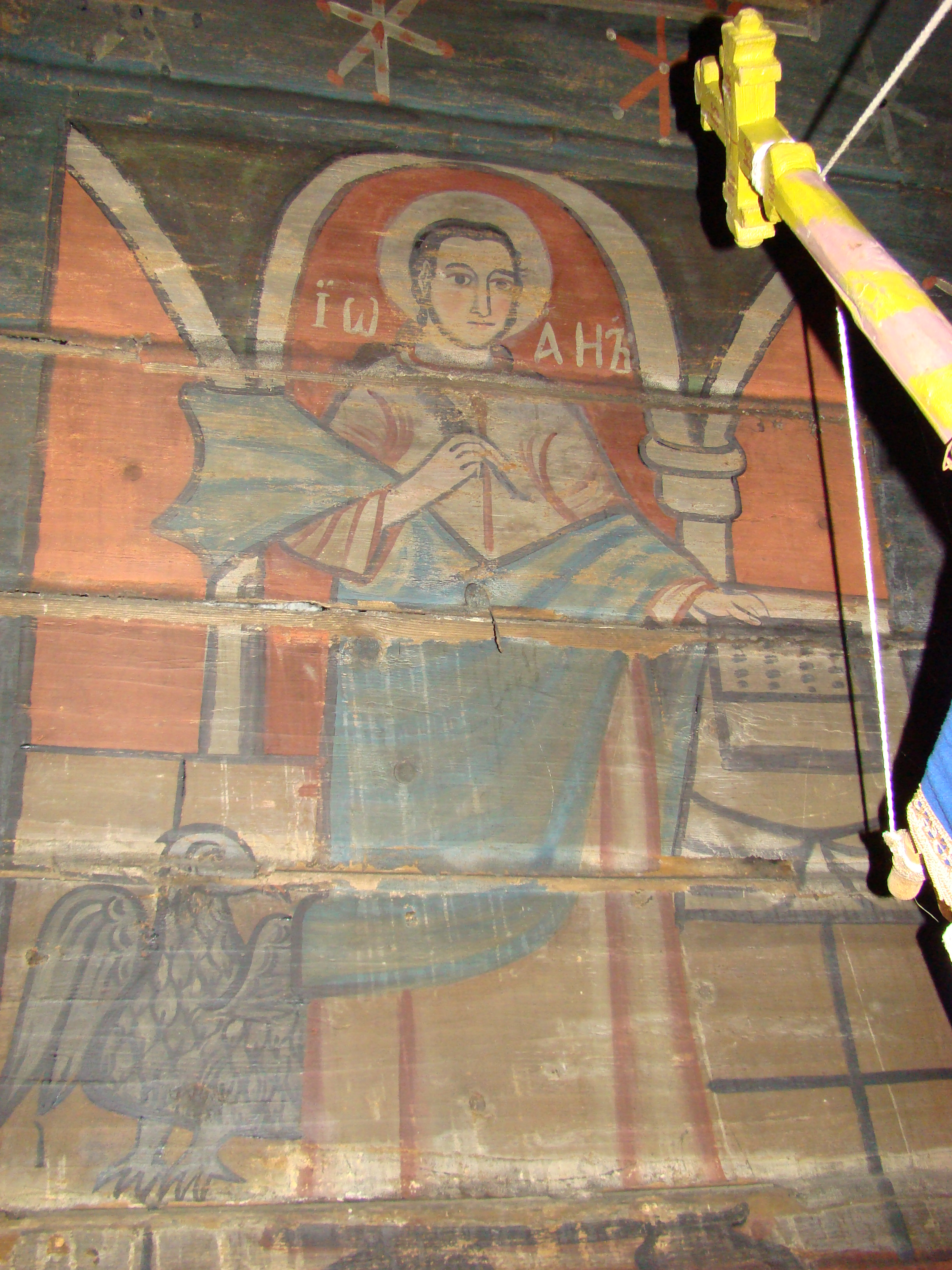
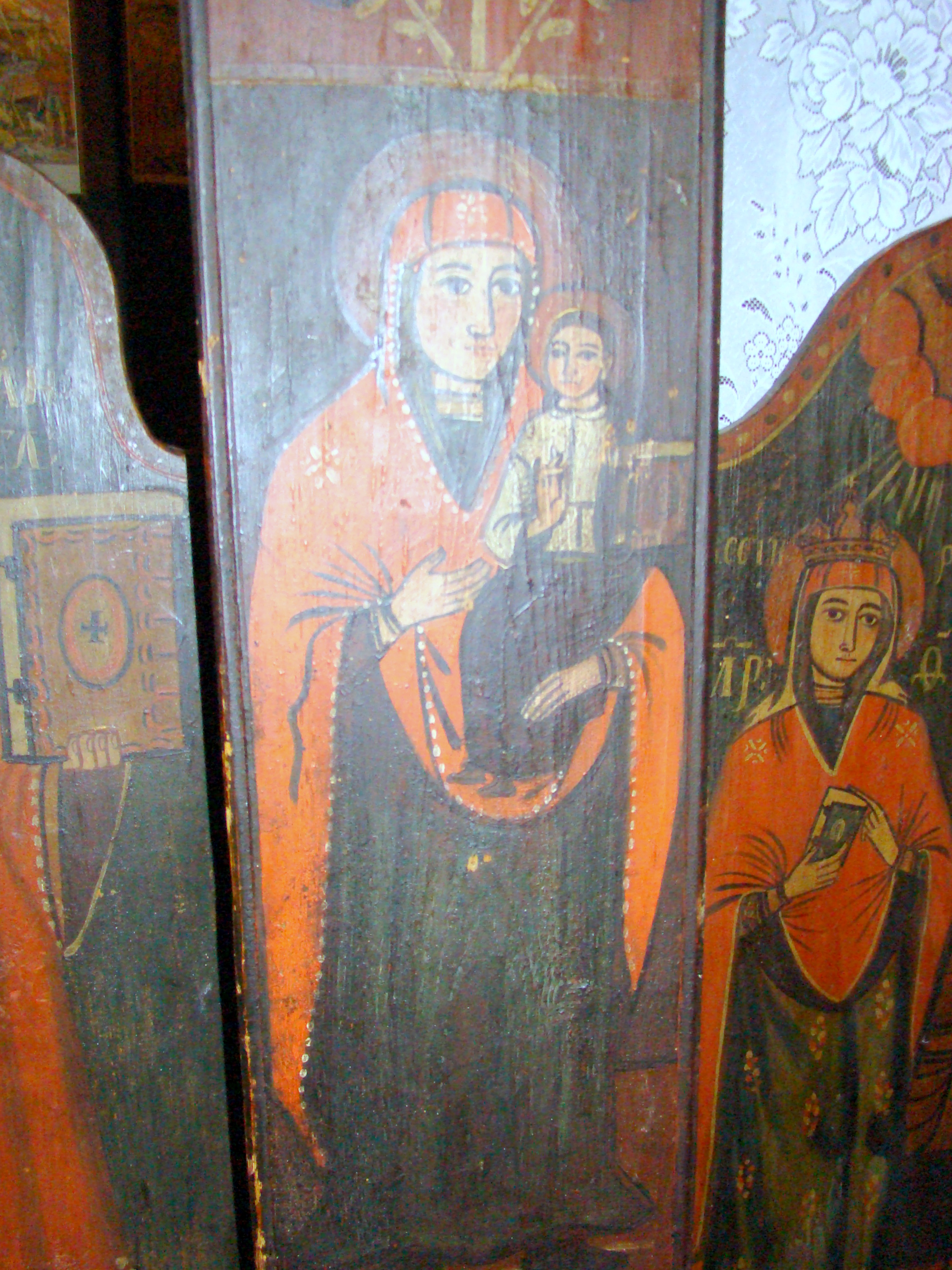
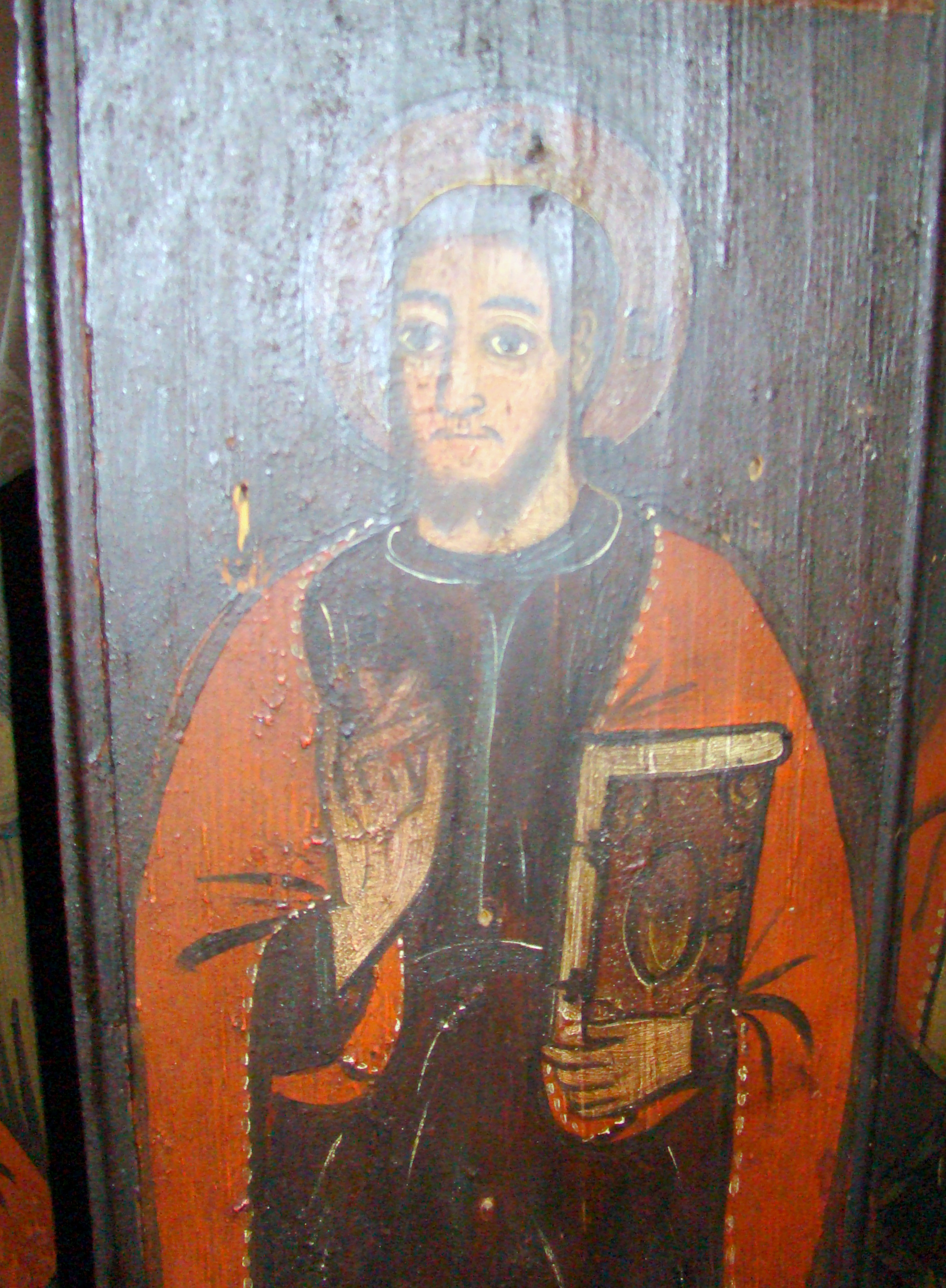
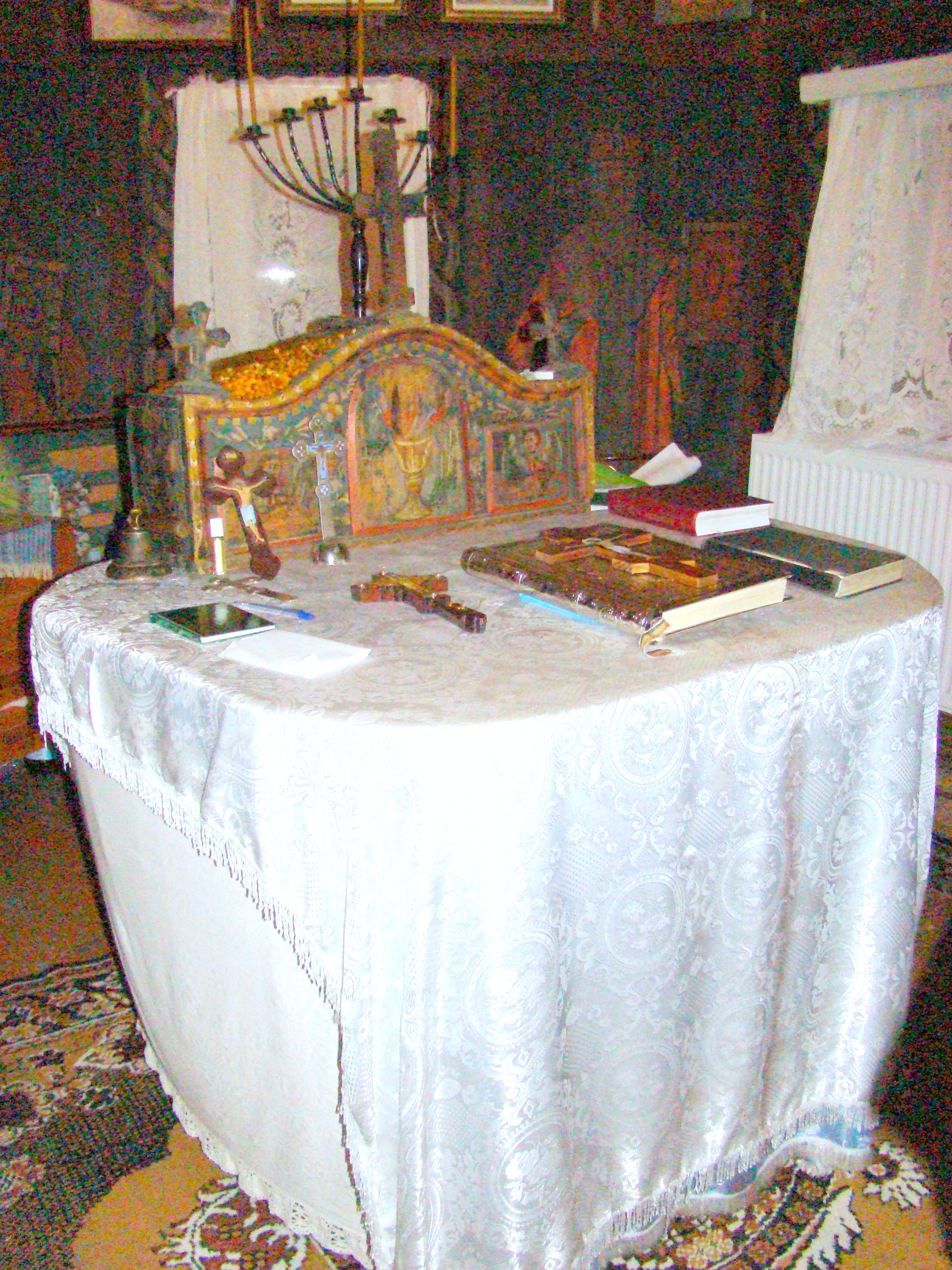
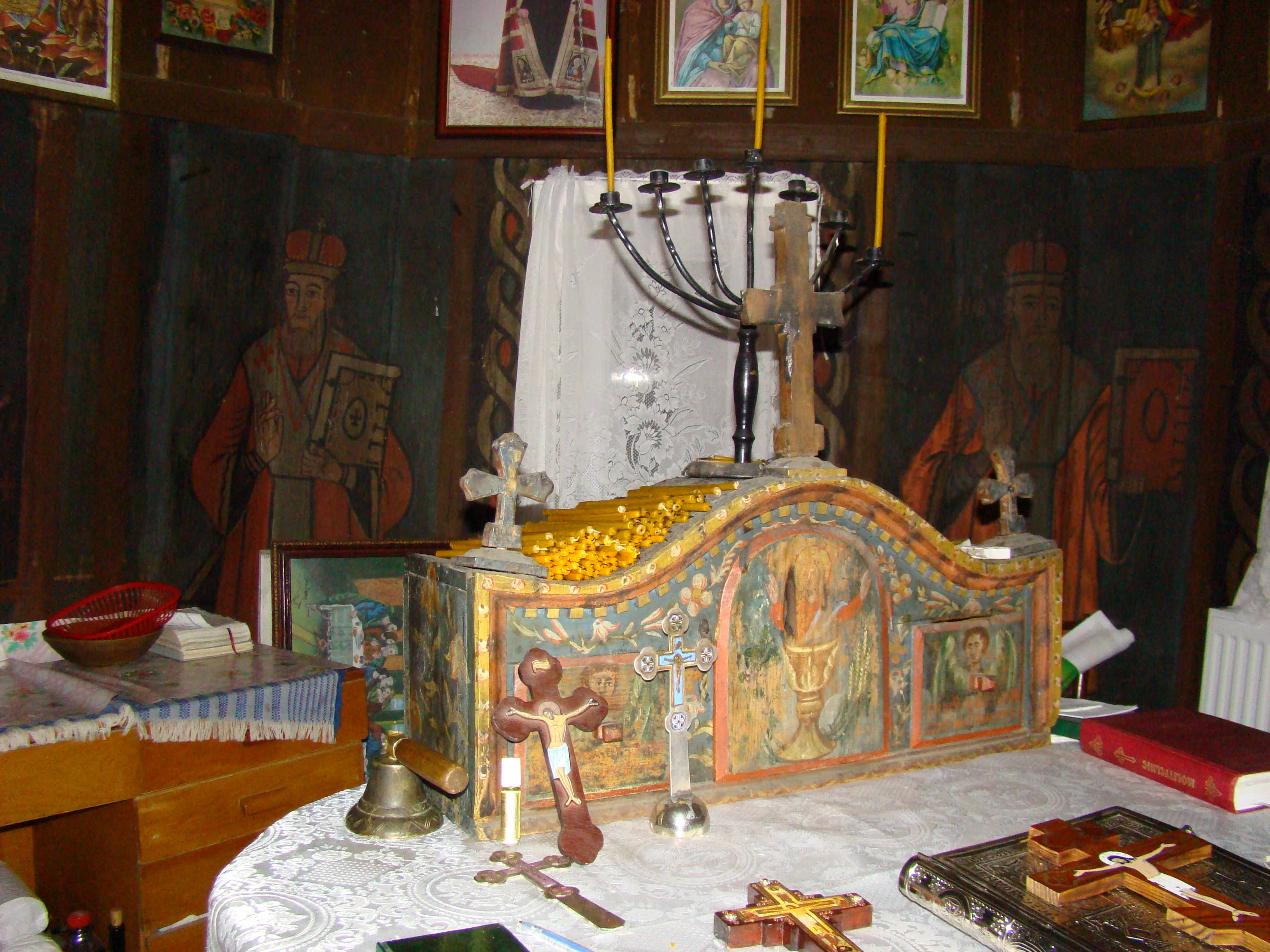
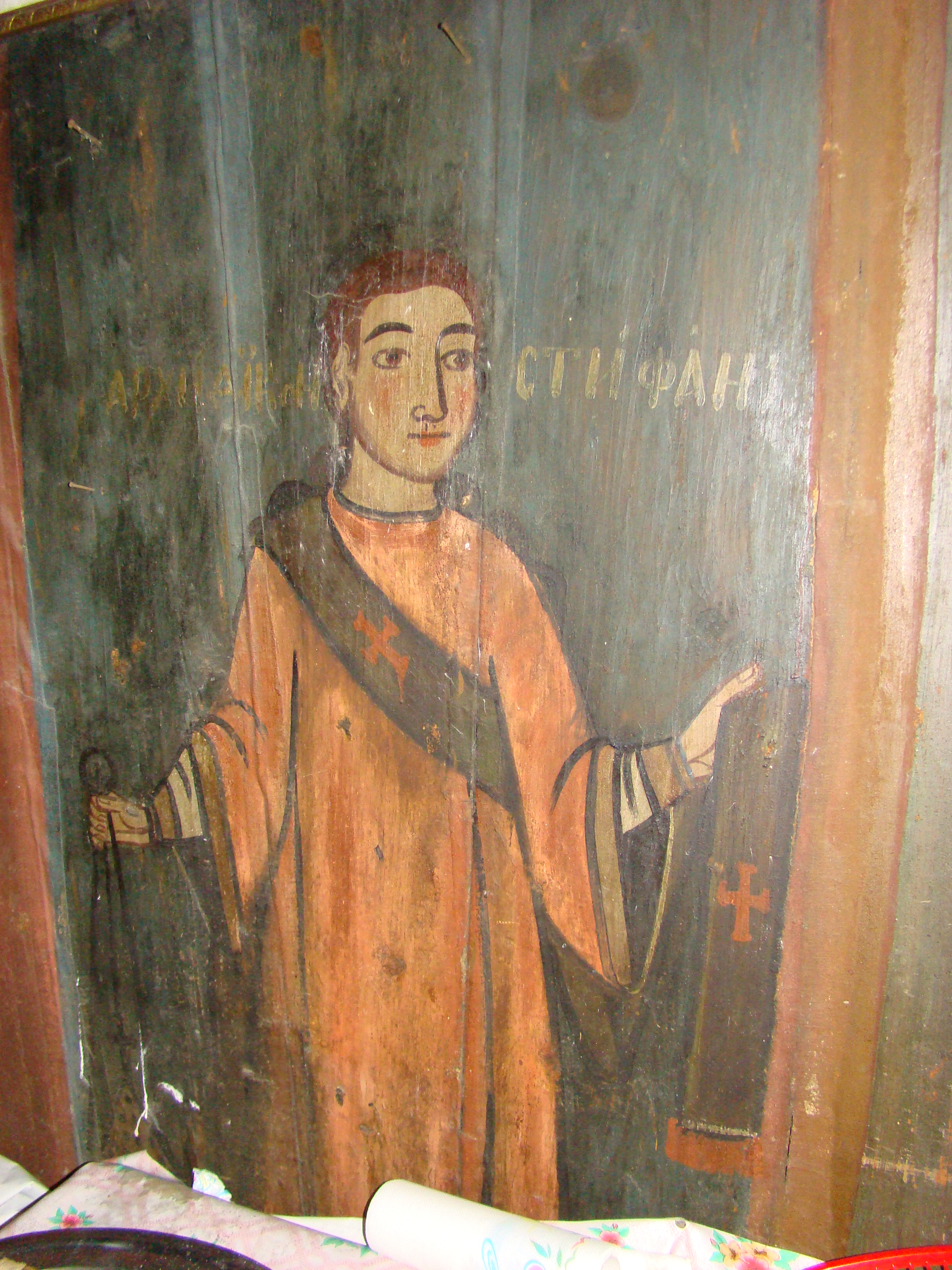
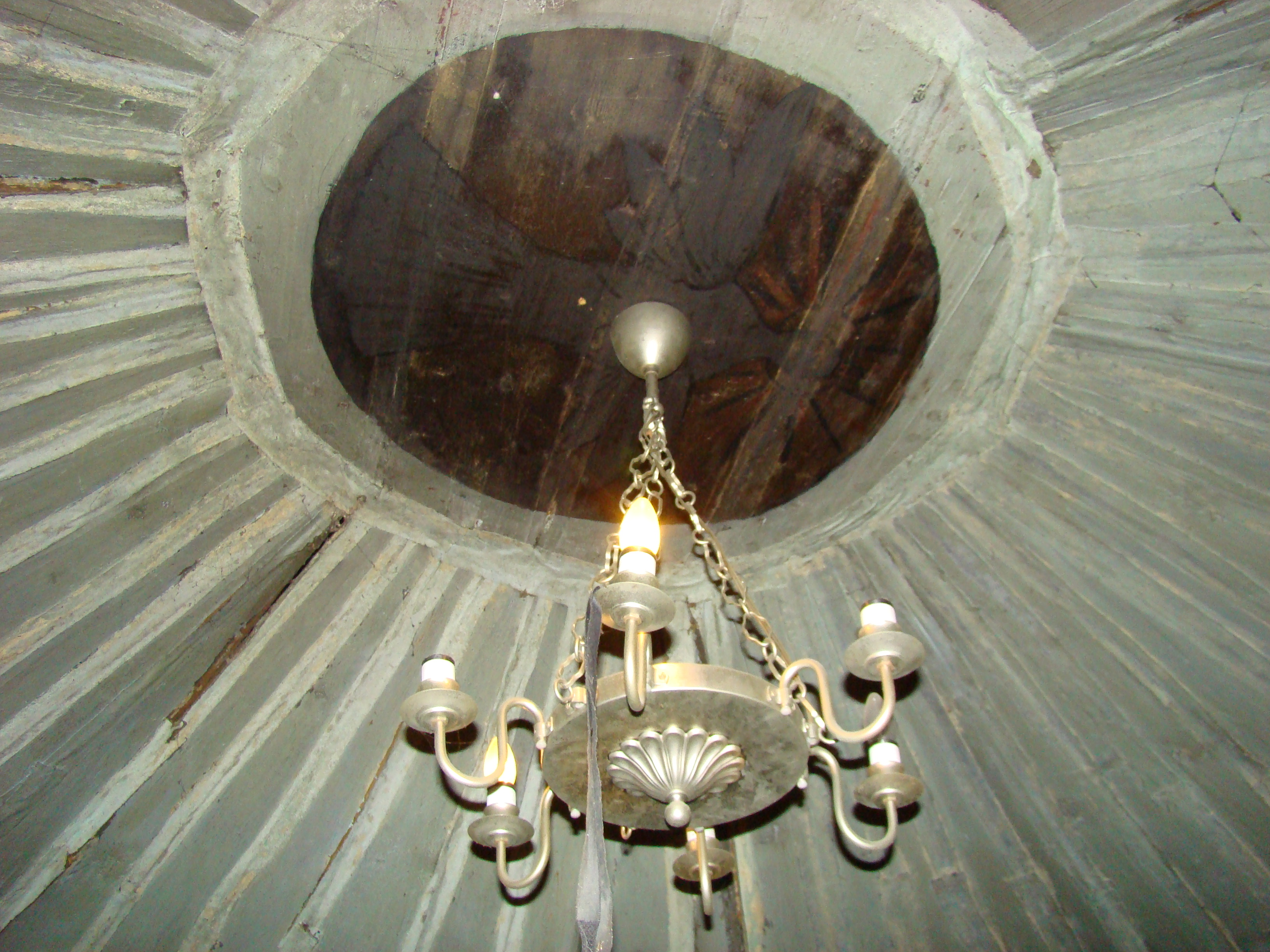
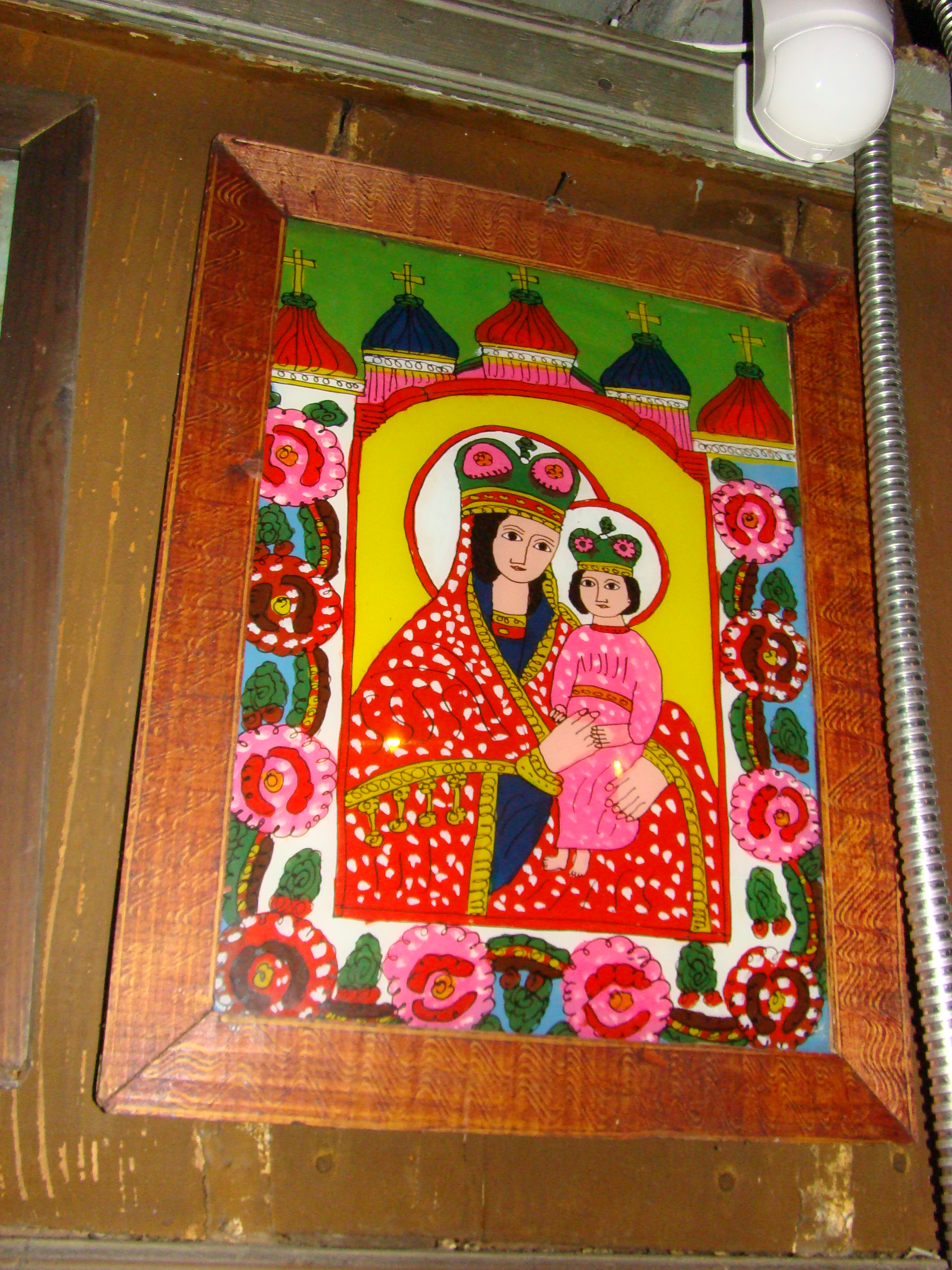
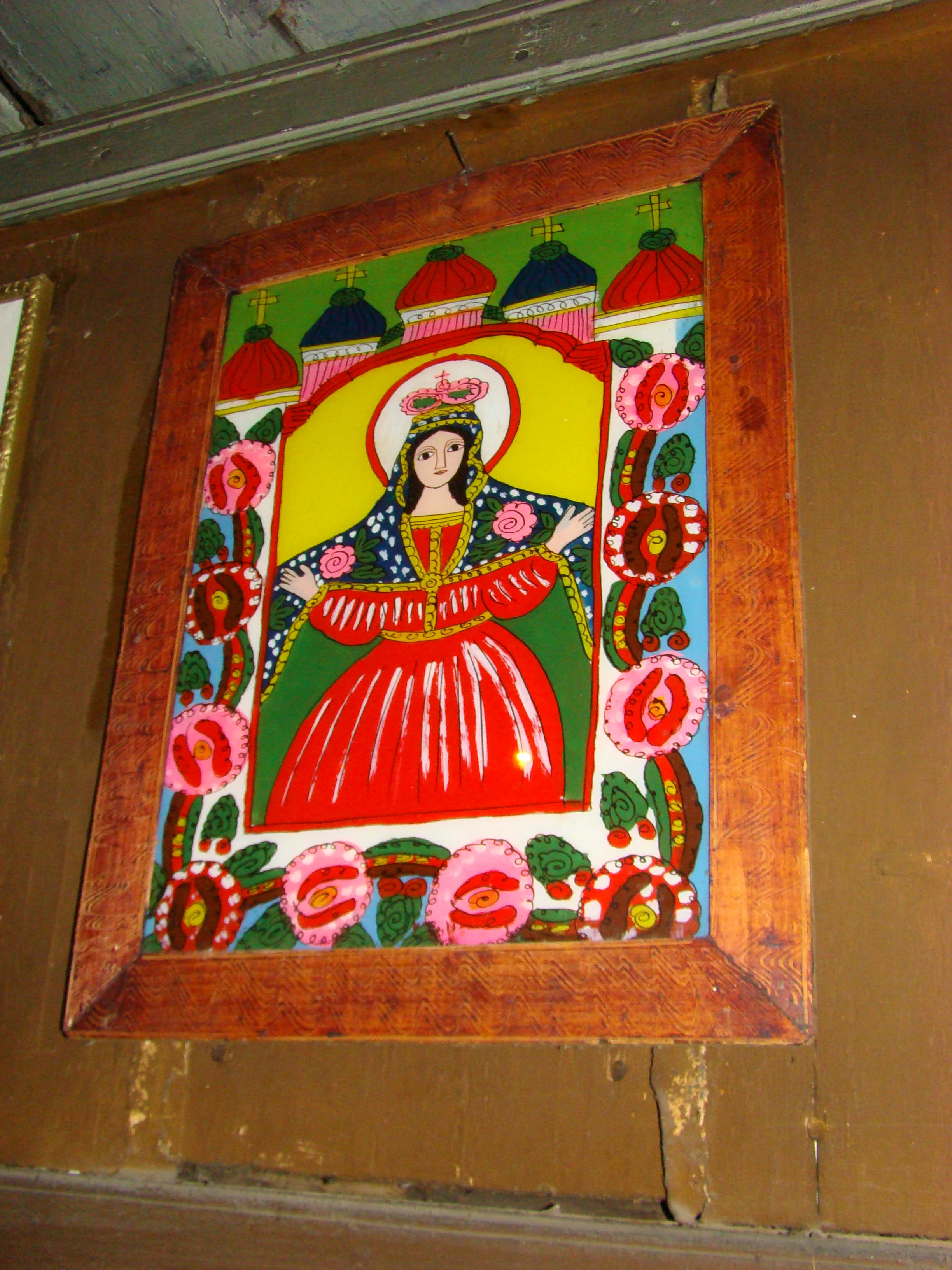
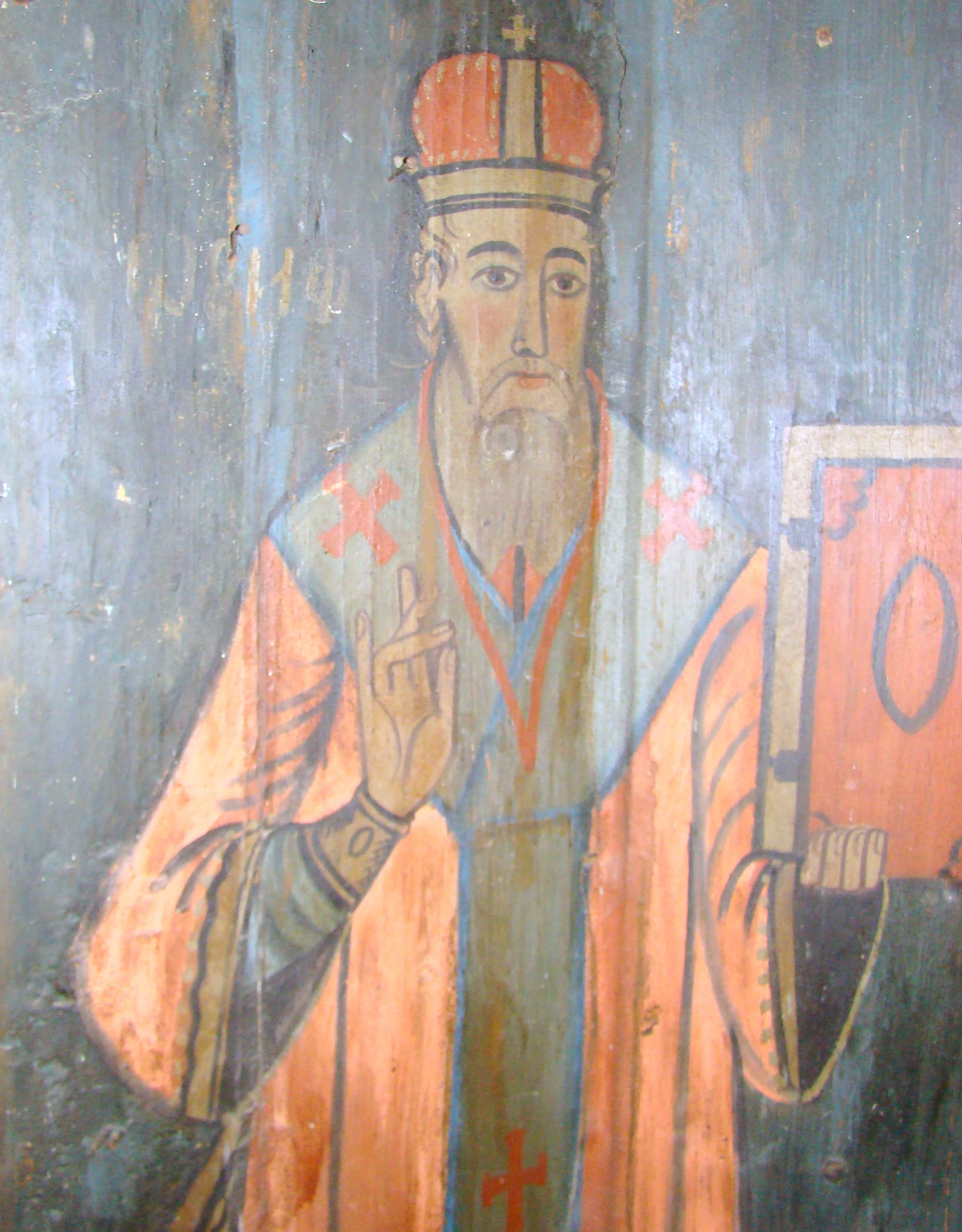
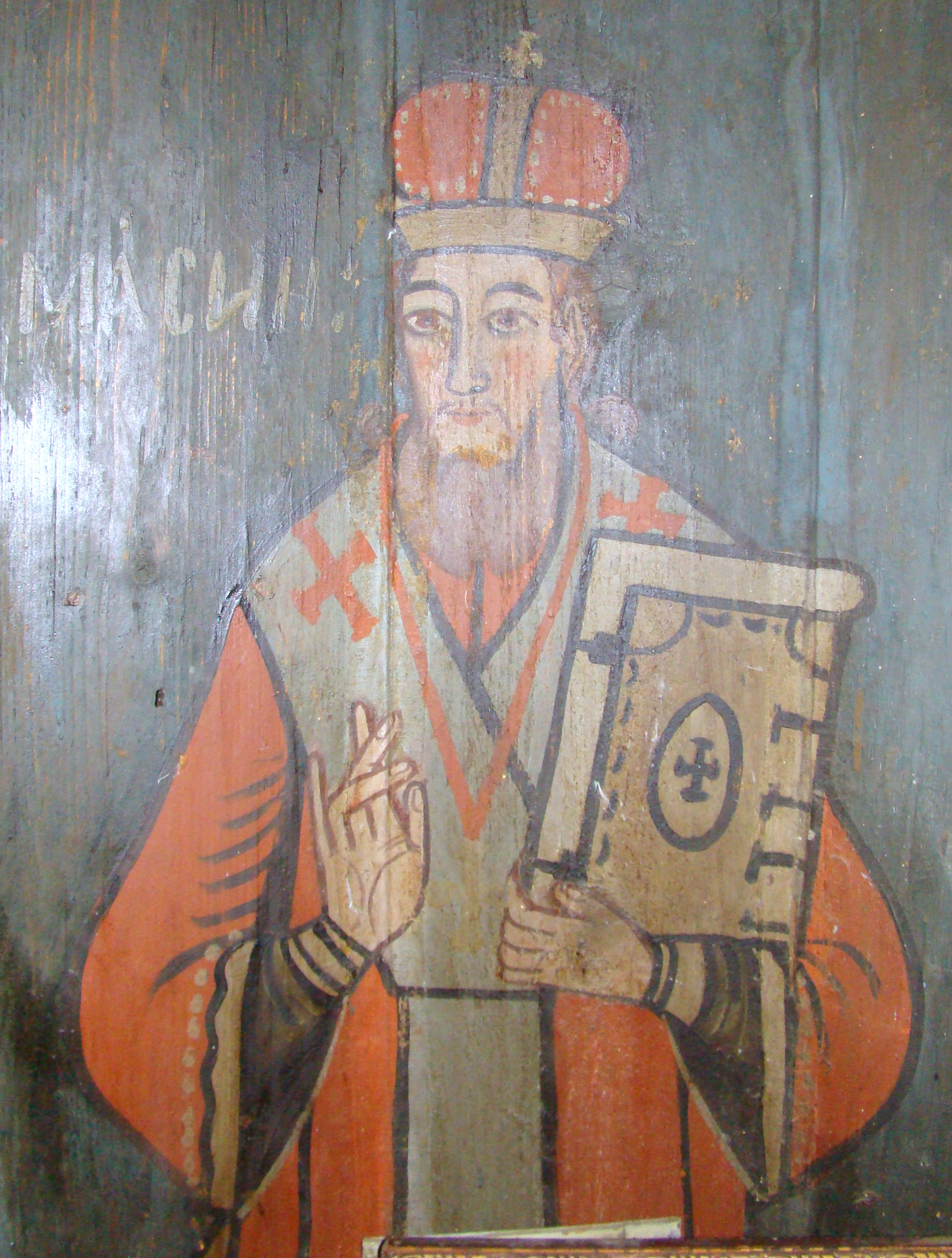
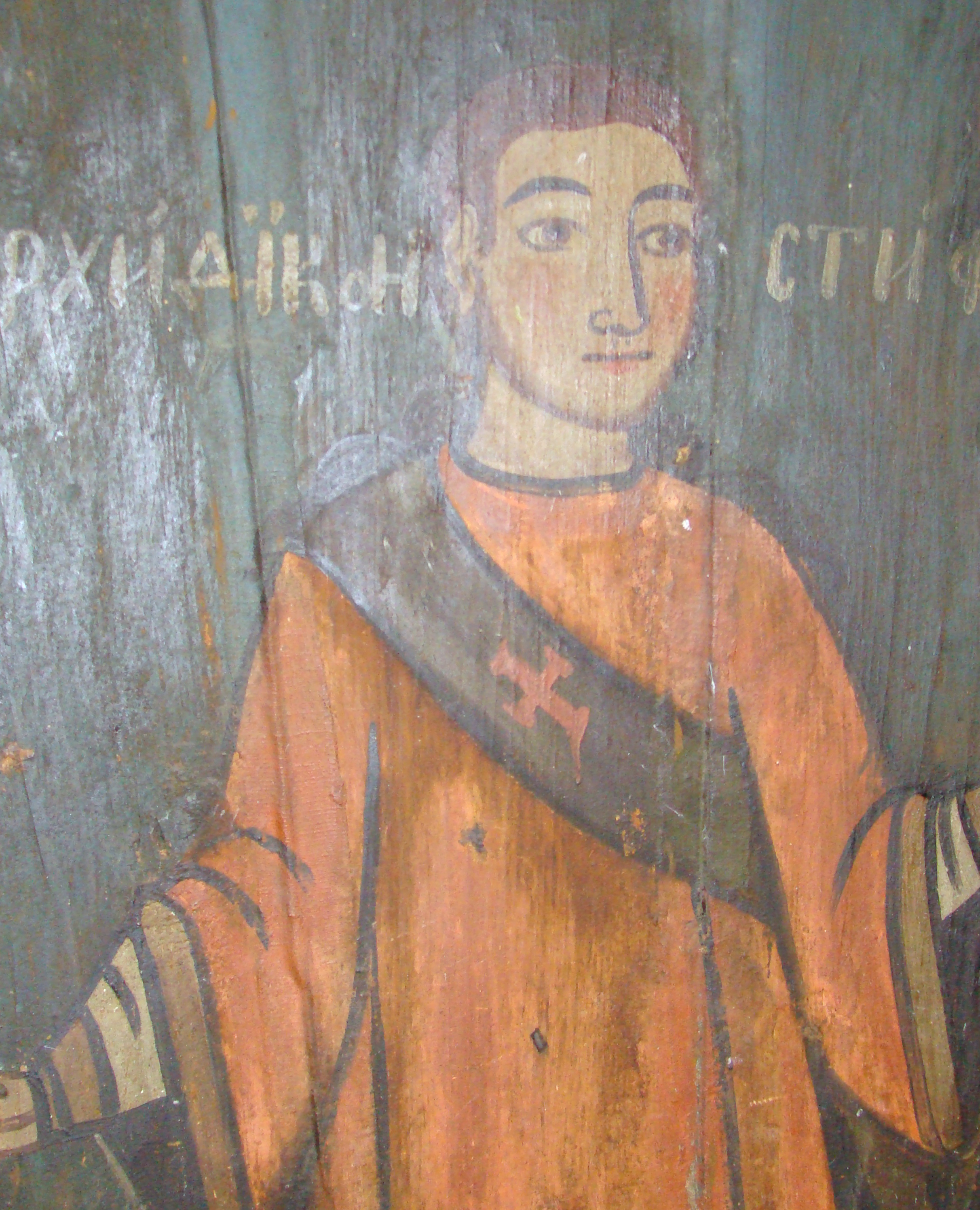

## Imagini din exterior

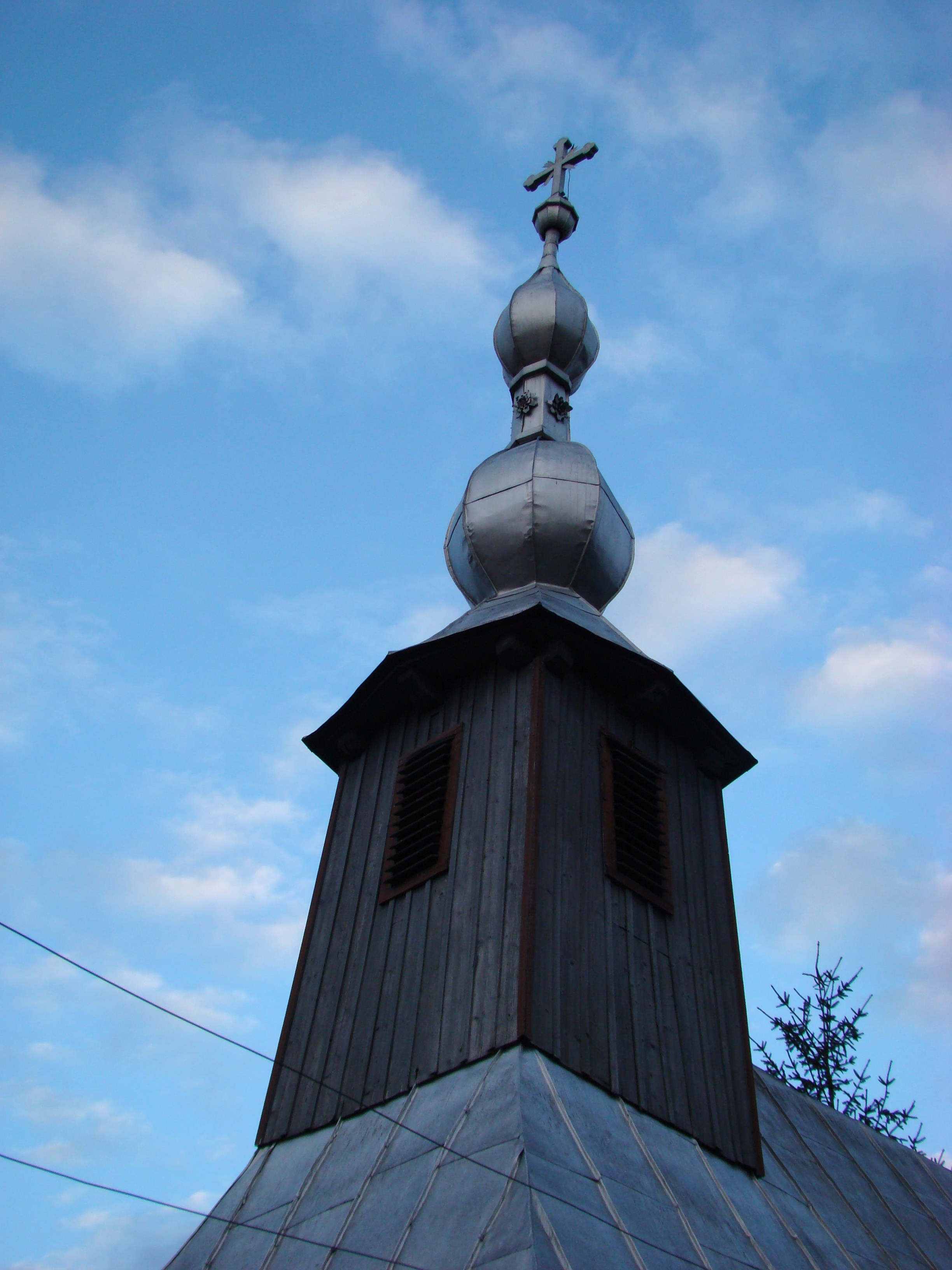
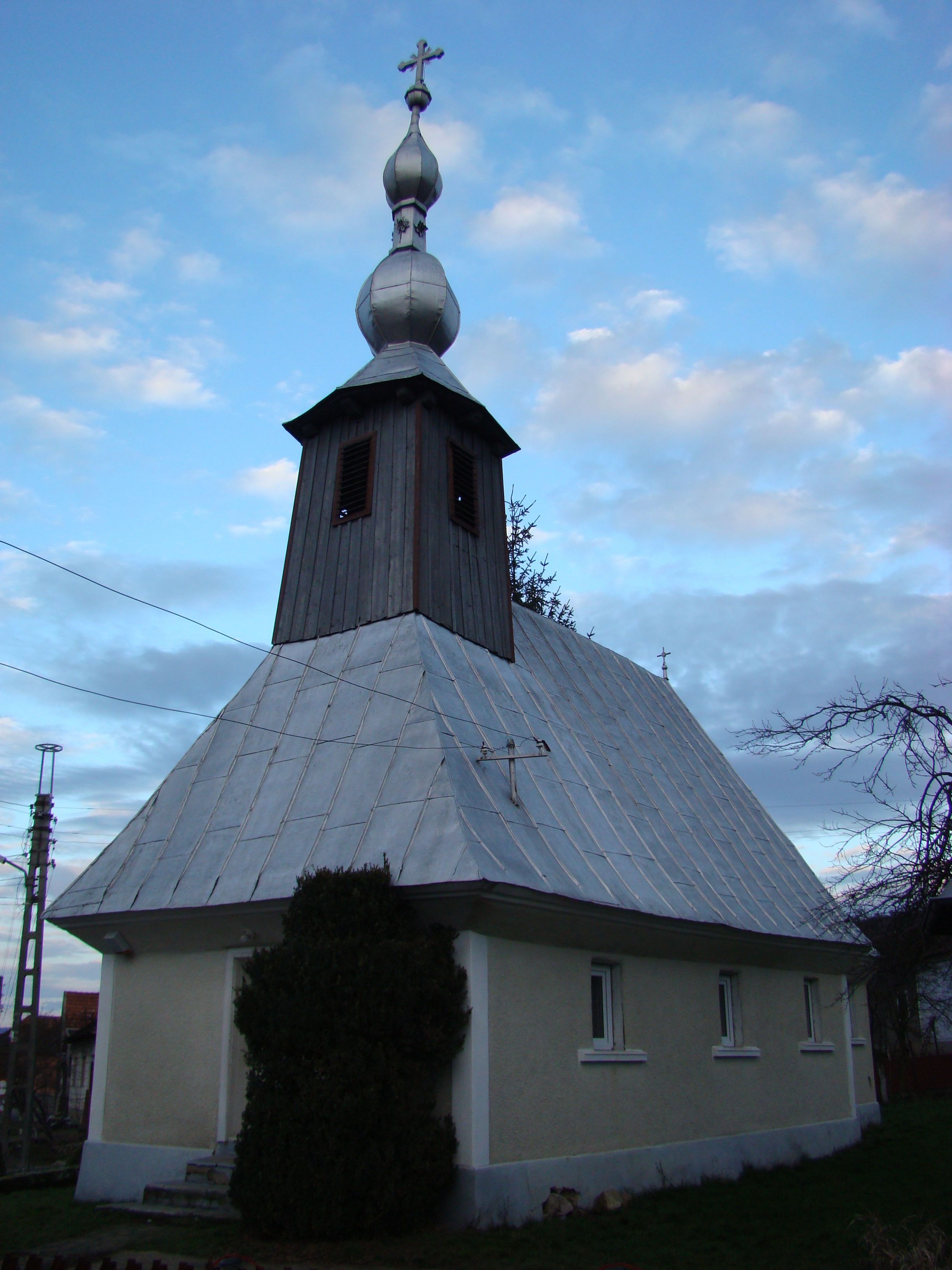
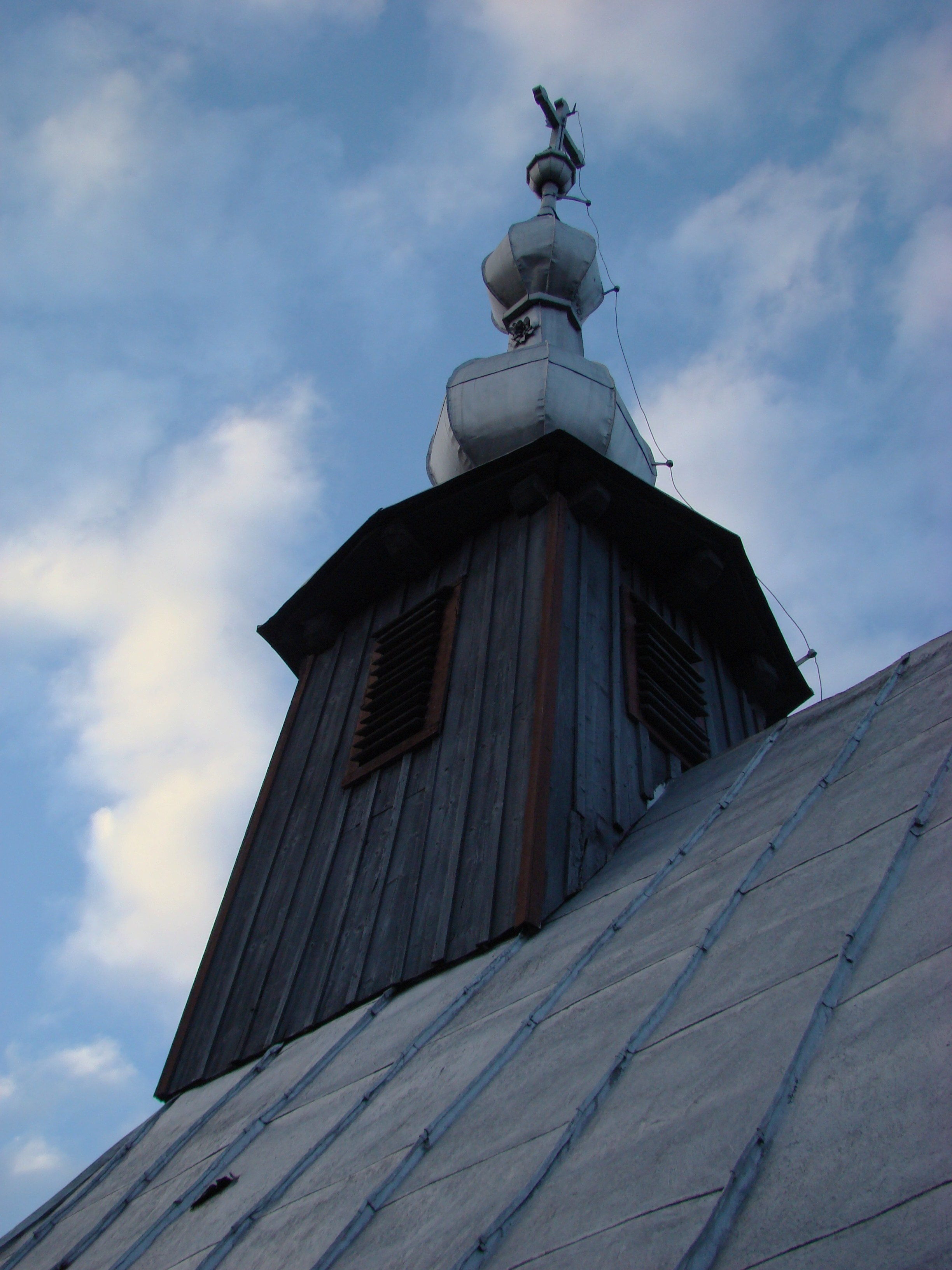
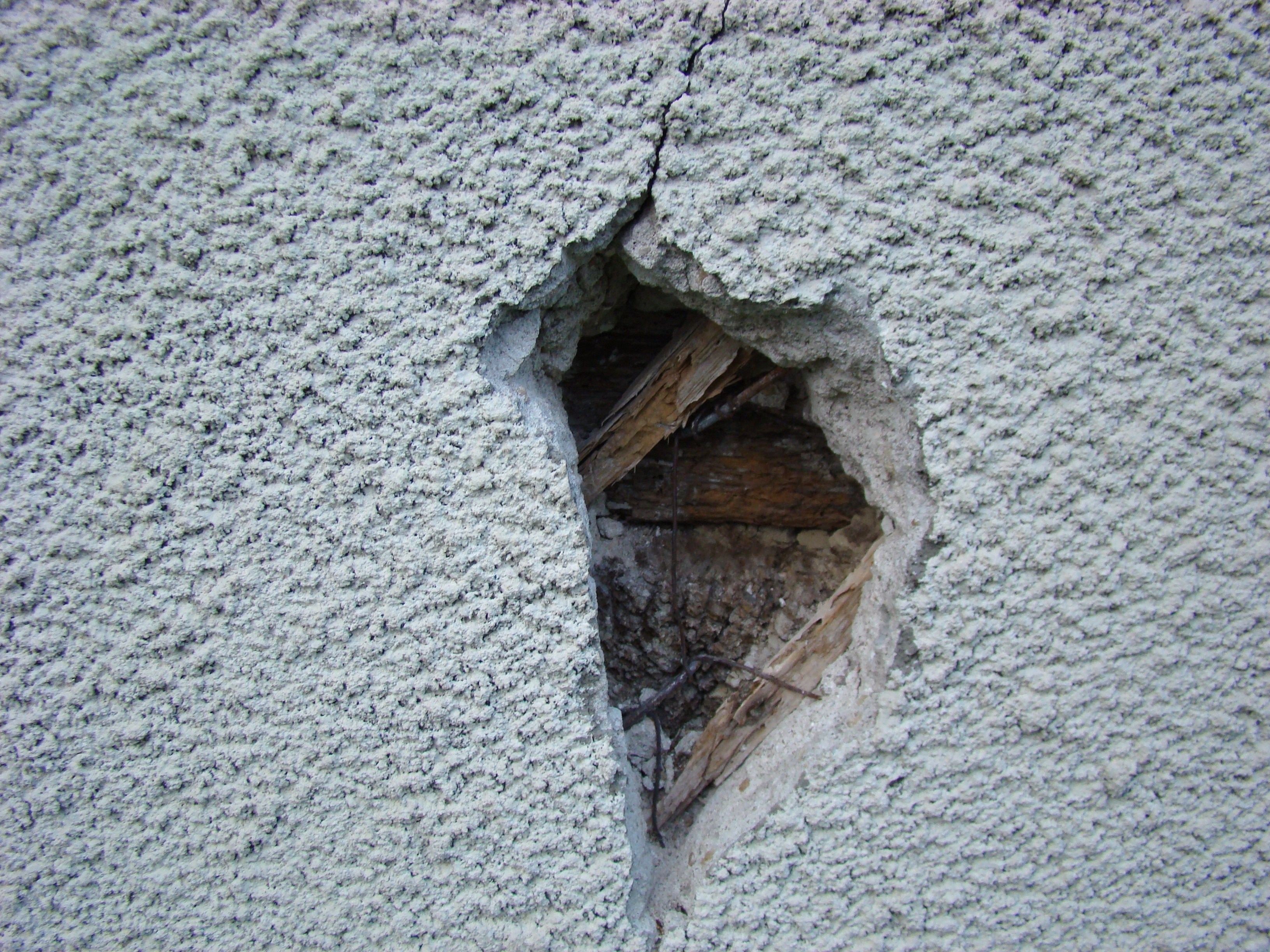
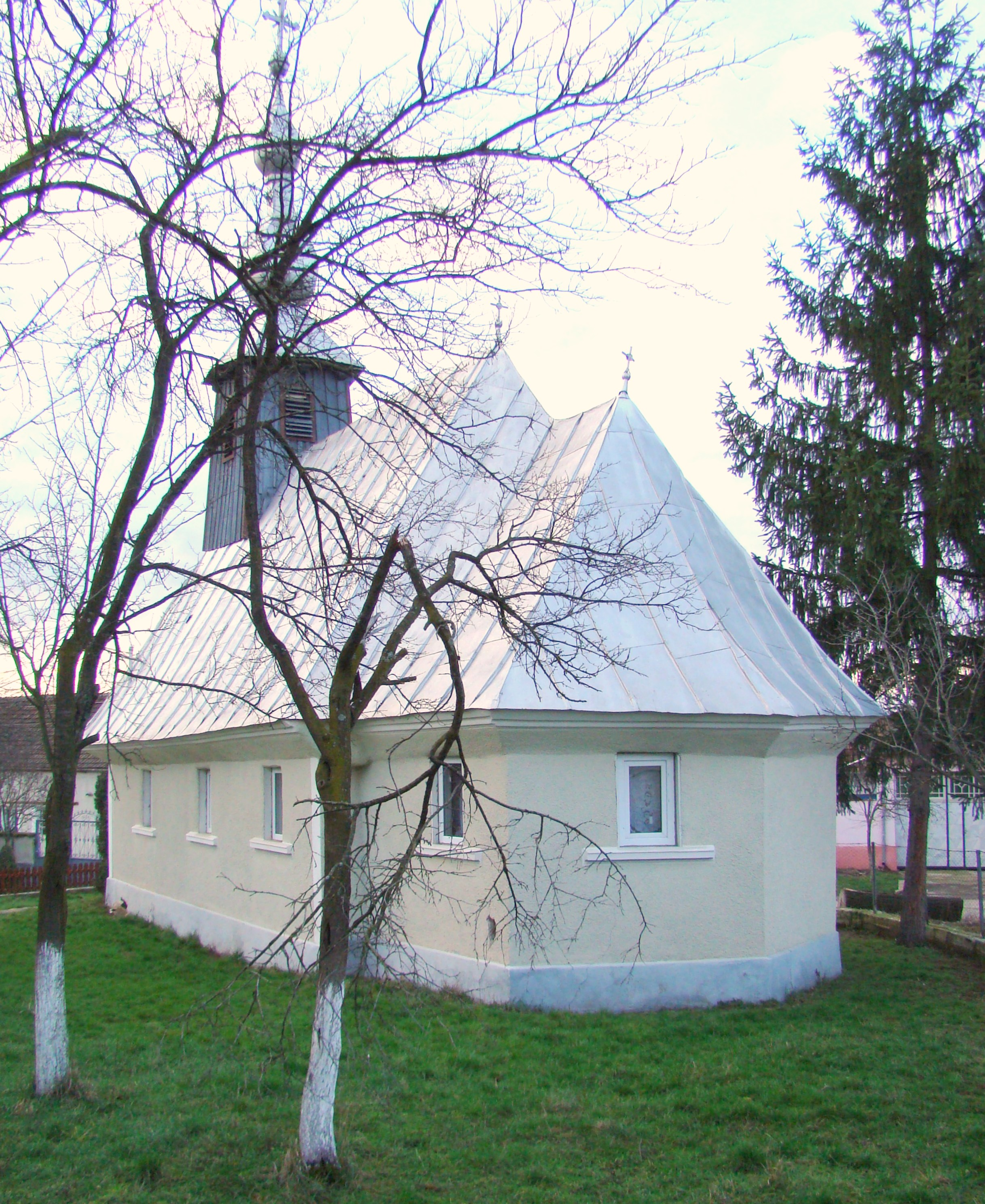
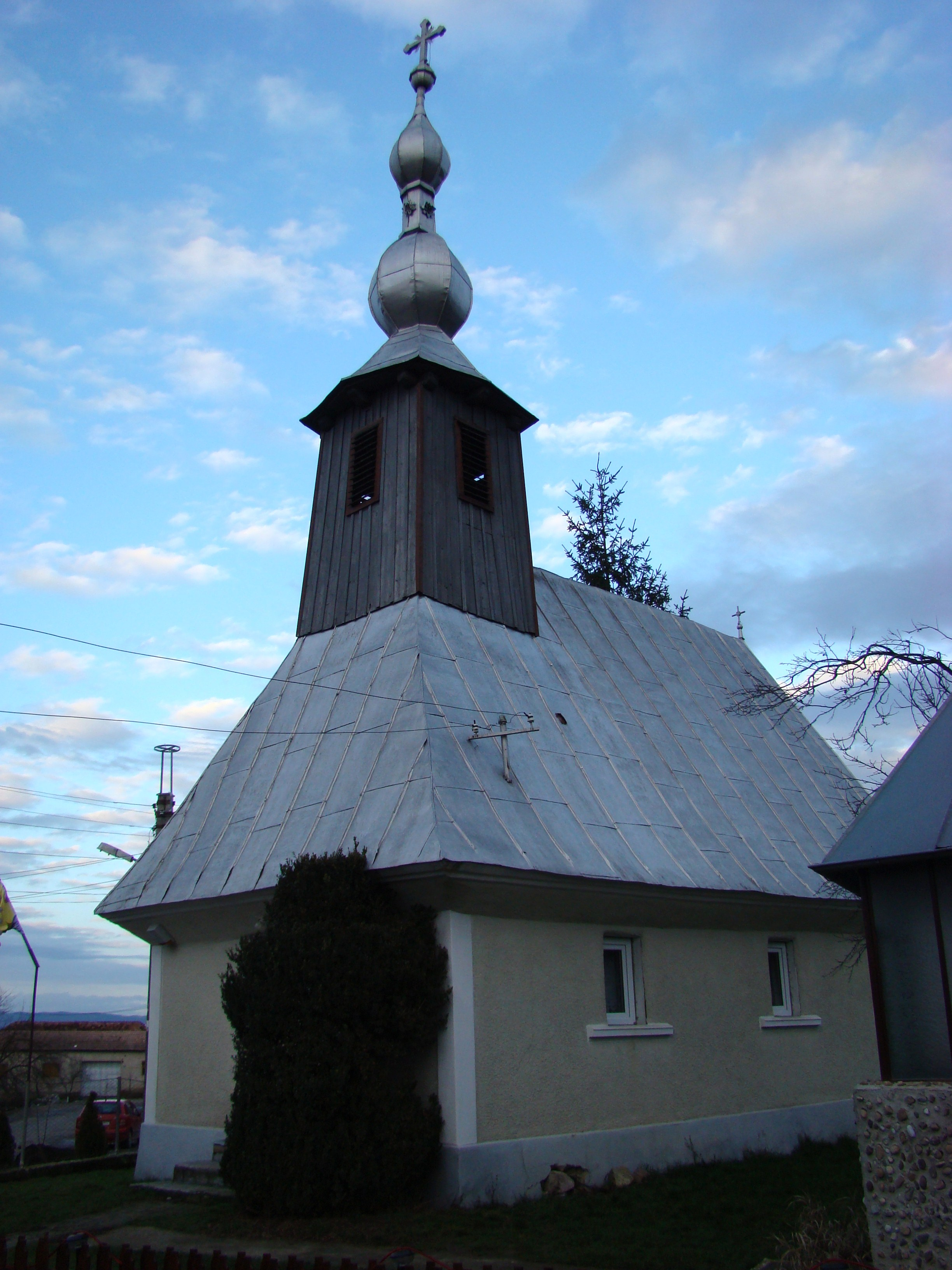